# 一橋大学の人物一覧
一橋大学の人物一覧（ひとつばしだいがくのじんぶついちらん）は、一橋大学に関係する人物の一覧記事。（※数多くの卒業生・関係者が存在するためウィキペディア日本語版内に既に記事が存在する人物のみを記載する(創立者・総長・名誉教授・公職者等は除く)。

## 教員等
※一橋大学出身の教員等は著名な出身者#研究者の欄に掲載。

### 教員

#### 商学部・経営管理研究科
- 小西大教授 - 金融・ファイナンス
- 佐山展生客員教授 - 経営学、スカイマーク会長
- 名和高司教授 - 経営学、元マッキンゼーシニアパートナー
- 安田隆二特任教授 - 経営学、元ケンブリッジ大学客員教授、元A.T.カーニーアジア総代表
- 福原正大特任教授 - 経営学、IGS社長、igsZ社長
- 古川和非常勤講師 - 独立行政法人国立青少年教育振興機構理事長、ティーチングキッズ代表[1]

#### 経済学部・経済学研究科・SDS学部・経済研究所
- 井伊雅子教授 - 医療経済学、NHK経営委員、三菱重工業取締役、エムスリー取締役
- 宇井貴志教授 - ミクロ経済学
- 岡田羊祐教授 - 産業組織論、元公正取引委員会競争政策研究センター所長、公正取引委員会顧問
- 塩路悦朗教授 - マクロ経済学、日本経済学会・石川賞
- 黒崎卓教授 - 開発経済学、第1回日本学術振興会賞、日経・経済図書文化賞
- 斯波恒正特任教授 - 計量経済学、一橋大学名誉教授、早稲田大学特任教授、元筑波大学社会工学研究科長
- 清水千弘教授 - 経済学、元ブリティッシュコロンビア大学客員教授、くふうカンパニー取締役
- 本田敏雄教授 - 統計学、統計学研究奨励小川基金会賞
- 友部謙一教授 - 日本経済史、元慶応大教授、元大阪大教授、日経・経済図書文化賞
- 和田秀樹特任教授 - 精神科医、評論家、モナコ国際映画祭最優秀作品賞
- 神林龍教授 - 労働経済学、日本学士院賞、日経経済図書文化賞
- 小塩隆士教授 - 公共経済学、厚生労働省中央社会保険医療協議会会長、日経・経済図書文化賞
- 西川正郎教授  - 経済学、元内閣府事務次官
- 森川正之教授 - 経済学、経済産業研究所長、日経・経済図書文化賞
- 冨浦英一教授 - 国際経済学、小島清賞研究奨励賞、エコノミスト賞、日経・経済図書文化賞
- 笹倉一広准教授 - 中国文学

#### 法学部・法学研究科
- 石田剛教授 - 民法、日本登記法研究会副代表、元大阪大教授
- 山本和彦教授 - 民訴法、日本スポーツ仲裁機構長、カンボジア王国友好勲章、全国銀行学術研究振興財団賞
- 水元宏典教授 - 民訴法、元司法試験考査委員
- 杉山悦子教授 - 民訴法
- 王雲海教授 - 刑事法、元日本法文化学会理事長
- 高平奇恵准教授 - 刑事訴訟法、弁護士
- 得津晶教授 - 商法
- 辻琢也教授 - 行政学、総務省国地方係争処理委員会委員長代理、地方制度調査会委員
- 安藤馨教授 - 法哲学
- 岩倉正和教授 - 弁護士、西村あさひ法律事務所経営会議メンバー、元ハーバード大学客員教授、岩倉具視昆孫
- 市原麻衣子教授 - 国際政治学、ロータリーフェローズ東京代表幹事

#### 社会学部・社会学研究科・言語社会研究科
- 浅見靖仁教授 - 比較政治学、国際開発学、東南アジア地域研究
- 猪飼周平教授 - 医療政策、社会政策学会奨励賞、元オックスフォード・ブルックス大学客員教授
- 太田浩教授 - 教育学、元ケルン大学客員教授、元インドネシア大学客員教授
- 木村元教授 - 教育学、元日本教育学会副会長
- ジョナサン・ルイス教授 - 政治学、社会学
- 宮地尚子教授 - 文化精神医学、日本医療情報センター懸賞論文最優秀賞、日本青年会議所TOYP大賞
- 大瀧友里奈教授 - 環境科学、土木学会優秀講演者賞
- 貴堂嘉之教授 - アメリカ史、ジェンダー史学会代表理事、元日本アメリカ史学会編集委員会代表、アメリカ学会清水博賞
- 秋山晋吾教授 - ハンガリー史、元東欧史研究会委員長
- 佐藤仁史教授 - 中国近現代史、井筒俊彦学術賞
- 吉川良和教授 - 美学、美術史、吉川英史の子
- 安田敏朗教授 - 近代国語史
- 中井亜佐子教授 - 英文学、日本学術振興会賞
- 中山徹教授 - 英文学、日本英文学会新人賞佳作
- 小関武史教授 - 仏文学
- 庵功雄教授 - 言語学、文化庁長官表彰、新村出研究奨励賞、林大記念論文賞、日本語教育奨励賞
- 五味政信教授 - ベトナム語、元東京外国語大准教授
- 福富満久教授 - 国際政治学、国際関係論、比較政治経済学、グローバリゼーション（G-Zero World）研究
- 佐藤文香教授 - ジェンダー研究、国際女性学会女性学研究国際奨励賞

### 職員
- 金田正男 - 一橋大学副学長、元奈良教育大学理事

### 一橋大学名誉博士称号授与者
- ケネス・アロー - 経済学、ノーベル経済学賞、スタンフォード大学教授
- アマルティア・セン - 経済学、ノーベル経済学賞、ハーバード大学教授
- ゲーリー・ベッカー - 経済学、ノーベル経済学賞、シカゴ大学教授
- レスター・R・ブラウン - 環境問題研究、スウェーデン農林王立アカデミーBorgstrom賞、アースポリシー研究所長
- アンガス・マディソン - 経済史、フローニンゲン大学名誉教授
- ジャン・ティロール - 経済学、トゥルーズ経済大学院院長

### 一橋大学名誉教授称号授与者
- 商学
  - 石倉洋子 - 経営学、デジタル監、元慶應大教授
  - 片岡寛 - 経営学、元諏訪東京理科大学学長、元日本商品学会会長
  - 関満博 - 経営学、サントリー学芸賞、中小企業研究奨励賞特賞、大平正芳記念賞特別賞
  - 高木貞作 - 会計学、元新選組隊士、商法講習所創設に関わり教授就任
  - 竹内弘高 - 経営学、ハーバード大学教授
  - 橘川武郎 - 経済史、経営史学会理事、東大名誉教授、元ベルリン自由大学客員教授
  - 谷本寛治 - 経営学、早稲田大教授、元ベルリン自由大学客員教授
  - 西口敏宏 - 経営学、アメリカ図書館協会『チョイス』誌最優秀学術書賞
  - 野中郁次郎 - 経営学、日本学士院会員、紫綬褒章、カリフォルニア大学特別名誉教授
  - 延岡健太郎 - 経営学、組織学会高宮賞、日経・経済図書文化賞
  - 守島基博 - 経営学、元学習院大学副学長、元慶應大教授、米国経営学会 (AOM) 優秀論文賞
  - クリスティーナ・アメージャン - 組織社会学、立教大学特任教授
- 経済学
  - 青木玲子 - 経済学、元九州大学副学長、公正取引委員会委員、元日本経済学会会長
  - 浅子和美 - マクロ経済学
  - 梅村又次 - 経済学、日経・経済図書文化賞
  - 大川一司 - 経済学、文化功労者、日本農学賞
  - 大橋勇雄 - 労働経済学、元日本経済学会常任理事、日経・経済図書文化賞、元名古屋大教授
  - 岡田章 - ゲーム理論、元京都大学経済研究所長、元日本経済学会会長
  - 尾髙煌之助 - 経済史、紫綬褒章、日経・経済図書文化賞、労働関係図書優秀賞、尾高次郎孫
  - 小田切宏之 - 産業組織論、元公正取引委員会委員・顧問、元筑波大教授、日経・経済図書文化賞
  - 北村行伸 - 計量経済学、総務省統計委員会委員長
  - 斎藤修 - 経済史、アメリカ芸術科学アカデミー外国人名誉会員、日本学士院会員、日本学士院賞
  - 齊藤誠 - 経済学、紫綬褒章、日本経済学会・石川賞、石橋湛山賞
  - 高山憲之 - 公共経済学、日経・経済図書文化賞
  - 田近栄治 - 財政学、元一橋大学副学長
  - 都留重人 - 経済学、元学士院会員、日本人初国際経済学連合会長、元ハーバード大学客員教授
  - 長岡貞男 - 経済学、日経・経済図書文化賞
  - 二階堂副包 - 経済学、元理論・計量経済学会会長、元Econometric Societyフェロー、元大阪大教授
  - 根本敏則 - 交通経済学、日本計画行政学会会長、日本海運経済学会賞、日本物流学会論文賞受賞、優秀技術研究開発賞
  - 野口悠紀雄 - 経済学、元スタンフォード大学客員教授、元東大教授、早稲田大教授
  - 花崎正晴 - 金融論、元日本政策投資銀行設備投資研究所所長、エコノミスト賞
  - 早川毅 - 統計学、元日本統計学会理事長、日本統計学会賞
  - 深尾京司 - 国際経済学、 アジア経済研究所所長、アジア経済研究所開発スクール学長、日経・経済図書文化賞
  - 藤田幸一郎 - 西洋経済史、元カール・フォン・オシエツキー大学オルデンブルク客員教授
  - 松川七郎 - 経済学、日本学士院賞、日経・経済図書文化賞
  - 三浦良造 - 数理統計学、元日本金融・証券計量・工学学会会長
  - 山内弘隆 - 交通経済学、運輸総合研究所長、総務大臣表彰、日本交通学会賞、交通文化賞
  - 山本拓 - 計量経済学、元日本統計学会長
- 法学
  - 石原全 - 商法、元日本私法学会理事
  - 田上穣治 - 憲法、紫綬褒章、元比較憲法学会理事長、元学術会議会員、元明治学院理事
  - 渡邉康行 - 憲法、元九州大教授
  - 南博方 - 行政法、元学術会議会員、元成城大学長、筑波大名誉教授、元大阪市立大教授
  - 岩田新 - 民法、東京商科大名誉教授、元中央大教授
  - 川井健 - 民法、元法制審議会委員、元防衛調達審会長、元北海道大教授
  - 松本恒雄 - 民法、消費者法、国民生活センター理事長、消費者委員会初代委員長、元消費経済審議会長
  - 中田裕康 - 民法、早稲田大教授、東京大名誉教授
  - 島津一郎 - 家族法、元国際家族法学会(ISFL)副会長、元千葉大教授
  - 本間喜一 - 商法、元最高裁判所事務総長、元弁護士
  - 田中誠二 - 商法、元学士院会員
  - 宍戸善一 - 会社法、元コロンビア大学客員教授、元ハーバード大学客員教授
  - 小林秀之 - 民訴法、ブレークモア法律事務所パートナー弁護士、元上智大教授
  - 竹下守夫 - 民訴法、元学士院会員、元日本民事訴訟法学会理事長、元法制審会長
  - 牧野英一 - 刑法、文化勲章、学士院会員、東京大名誉教授
  - 植松正 - 刑事法、紫綬褒章、元法制審議会刑事法部会長、元尊厳死協会長、元裁判官
  - 福田平 - 刑事法、元中央労働委員会委員長代理、元神戸大教授
  - 中村進午 - 国際法、東京商科大学名誉教授、元早稲田大学教授
  - 吾妻光俊 - 労働法、民法、元中央大教授、横田秀雄の子、横田正俊の弟
  - 中窪裕也 - 労働法、日本労働法学会代表理事、厚生労働省過労死等防止対策推進協議会会長、冲永賞、労働関係図書優秀賞
  - 相澤英孝 - 知財法、元早稲田大教授、元ハーバード大客員教授、元西村あさひ法律事務所弁護士、相澤英之長男
  - 土肥一史 - 知財法、元日本工業所有権法学会理事長
  - 村上政博 - 経済法、元サリバン・クロムウェル法律事務所弁護士、元公取委監査室長
  - 水野忠恒 - 租税法、紫綬褒章、租税法学会理事長、元早稲田大教授、水野氏末裔
  - 田中和夫 - 英米法、元自由学園理事長、九州大名誉教授、田中英夫の父
  - 西村幸次郎 - 中国法、元中央民族大学客員教授、元大阪大教授、元早稲田大教授
  - 上原行雄 - 法哲学、元日本学術会議会員、元日本法哲学会理事
- 政治学
  - 有賀貞 - 外交史、元日本国際政治学会理事長、元アメリカ学会長
  - 石井修 - 外交史、元日本国際政治学会理事、元広島大教授
  - 加藤哲郎 - 政治学、元メキシコ国立自治大学客員教授
  - 田中浩 - 政治学、元東京教育大教授
  - 納家政嗣 - 国際政治学、元国際政治学会理事、元上智大教授
  - 山本満 - 国際政治学、吉野作造賞
  - 渡辺治 - 政治学、元日本民主法律家協会理事長
- 歴史学
  - 糟谷憲一 - 朝鮮史、元朝鮮史研究会会長、元歴史科学協議会代表理事
  - 佐々木潤之介 - 日本史、元早稲田大教授
  - 藤原彰 - 日本史、元学術会議会員、元歴史学研究会委員長、元陸軍大尉
  - 本田創造 - アメリカ社会経済史、サンケイ児童出版文化賞
  - 安丸良夫 - 日本思想史、元早稲田大客員教授
  - 若尾政希 - 日本近世史、元歴史学研究会委員長、日本学術会議会員、岩瀬弥助記念書物文化賞
  - 渡辺尚志 - 日本近世史、松戸市立博物館館長、元歴史学研究会事務局長
- 文学
  - 柏崎順子 - 日本近世文学、江戸期書物文化、八戸特派大使
  - 河村錠一郎 - 英文学
  - 金井嘉彦教授 - 英文学、アングロ・アイリッシュ文学
  - 斉藤忠利 - 米文学
  - 内藤濯 - 仏文学、フランスレジオン・ドヌール・シュバリエ勲章
  - 出口裕弘 - 仏文学、作家、伊藤整文学賞、蓮如賞
  - 恒川邦夫 - 仏文学、日本翻訳出版文化賞
  - 佐々木滋子 - 仏文学
  - 中野知律 - 仏文学、渋沢・クローデル賞フランス大使館・エールフランス特別賞
  - 吹田順助 - 独文学、「独文三巨匠」
  - 森川俊夫 - 独文学
  - 加藤二郎 - 独文学
  - 新井皓士 - 独文学
  - 金子幸彦 - ロシア文学
  - 木山英雄 - 中国文学
- その他
  - 小林多寿子 - 社会学、元日本生活学会会長、元日本オーラル・ヒストリー学会会長、橋本峰雄賞
  - 佐藤郁哉 - 社会学、同志社大教授、経営行動科学学会優秀研究賞、日経・経済図書文化賞
  - 町村敬志 - 社会学、日本社会学会会長、藤田賞、地域社会学会賞、町村敬貴の孫
  - 矢澤修次郎 - 社会学、元日本社会学会会長
  - 岩崎允胤 - 哲学、元日本平和委員会代表理事、元唯物論研究協会委員長
  - 岩佐茂 - 哲学、マルクス研究会共同代表、元日本科学者会議事務局長
  - 加藤泰史 - 哲学、日本哲学会会長
  - 福居純 - 哲学、山崎賞
  - 鵜飼哲 -フランス哲学、社会思想史学会幹事
  - 石田龍次郎 - 地理学、元日本地理学会会長、
  - 竹内啓一 - 地理学、元日本地理学会会長
  - 西順蔵 - 中国思想史
  - 神田乃武 - 英語学、元帝国大学教授、元東京外国語学校長
  - 佐々木高政 - 英語学、元慶應大教授
  - 中島由美 - スラブ語学、木村彰一賞
  - 亀井孝 - 国語学
  - 長島信弘 - 文化人類学、JRA賞馬事文化賞
  - 落合一泰 - 文化人類学、クリストファー・デコルミエ賞受賞
  - 内堀基光 - 文化人類学、民族学振興会渋沢賞、日本文化人類学会賞
  - 春日直樹 - 社会人類学、サントリー学芸賞、元大阪大教授
  - 伊豫谷登士翁 - 国際社会学、元東京外大教授
  - 南博 - 社会心理学、元社会心理学会理事長、毎日出版文化賞
  - 中内敏夫 - 教育学、元教育史学会理事
  - 藤岡貞彦 - 社会教育学、湘南学園学園長
  - 松岡弘 - 言語教育学、元慶應大教授
  - 久冨善之 - 教育社会学、日本教育学会理事
  - 山田和男 - 英語学
  - 深澤英隆 - 宗教学、中村元賞
  - 土岐健治 - 古代ユダヤ教学
  - 永島孝 - 数学
  - 藤田岳彦 - 数学
  - 松坂和夫 - 数学
  - 岡山誠司 - 情報工学
  - 片岡信二 - 計算機科学
  - 杉田元宜 - 物理学
  - 木村恵吉郎 - 化学、元東京写真専門学校校長
  - 奈佐忠行 - 地質学
  - 田辺秀樹 - 音楽学、日本リヒャルト・シュトラウス協会常務理事

### 一橋大学博士学位授与者
- 岸本誠二郎 - 経済学博士、1940年。経済学、京都大学名誉教授。元日本学士院会員
- 山本勝市 - 経済学博士、1940年。経済学、元衆議院議員、元通商産業政務次官
- 高宮晋 - 商学博士、1962年。経営学、上智大名誉教授、元組織学会会長、藍綬褒章
- 野々村一雄 - 経済学博士、1962年。ソビエト経済、一橋大名誉教授、元経済理論学会代表幹事
- 高山晟　経済学博士、1964年。経済学、南イリノイ大学ヴァンデヴィア経済学冠教授
- 有木宗一郎 - 社会学博士、1972年。ソ連経済、元下関市立大教授
- 川成洋 - 社会学博士。英文学、法政大教授
- 津田真澂 - 社会学博士、1986年。社会政策学、一橋大名誉教授、元中央最低賃金審議会長
- 原彬久 - 法学博士、1990年。政治学、東京国際大教授、元日本公共政策学会会長
- 橋本紀子 - 社会学博士、1993年。教育学、女子栄養大教授
- 石原全 - 博士（法学）、1995年、一橋大名誉教授
- 内藤正典 - 博士（社会学）、1997年。社会地理学、一橋大名誉教授、同志社大学教授、日本地理学会賞
- 浜本満 - 博士（社会学）、2000年。文化人類学、九州大学教授
- 長守善 - 経済学博士、1959年。経済学、元中央大学経済研究所所長
- 永原慶二 - 経済学博士、1962年。日本経済史、一橋大名誉教授、元歴史学研究会委員長、元日本学術会議会員
- 油井大三郎 - 社会学博士、1987年。アメリカ現代史、東京大名誉教授、元アメリカ学会会長
- 菅英輝 - 博士（法学）、1993年。アメリカ外交史、元九州大学教授
- 亀山純生 - 博士（社会学）、1995年。哲学、東京農工大名誉教授
- 種村完司 - 博士（社会学）、1996年。哲学、鹿児島大名誉教授・元副学長
- 清川雪彦 - 博士（経済学）、1996年。経済史、一橋大名誉教授、日本学士院賞、日経・経済図書文化賞
- 堀部政男 - 博士（法学）、1996年。英米法、情報法、一橋大名誉教授、元個人情報保護委員会委員長、元比較法学会理事長
- 森村進- 博士（法学）、1997年。法哲学、一橋大名誉教授、元日本法哲学会理事長
- 木本喜美子 - 博士（社会学）、1997年。社会学、一橋大名誉教授、社会政策学会奨励賞
- 尾関周二 - 博士（社会学）、1999年。哲学、東京農工大名誉教授、総合人間学会会長、戸坂潤賞
- 細川幸一 - 博士（法学）、2002年。法学、日本女子大学教授、元内閣府消費者委員会委員
- 阪口正二郎 - 博士（法学）、2002年。憲法、一橋大名誉教授、早稲田大学教授、元全国憲法研究会事務局長
- 松村健吾 - 博士（社会学）、2005年。哲学、大東文化大教授
- 柴田隆行 - 博士（社会学）、2006年。哲学、東洋大学教授
- 宮川努 - 博士（経済学）、2006年。マクロ経済学、学習院大教授
- 細野薫 - 博士（経済学）、2009年。経済学、学習院大教授、日経・経済図書文化賞
- 水林彪 - 博士（法学）、2011年。日本法制史、東京都立大名誉教授、早稲田大名誉教授、元法制史学会代表理事
- 遠藤不比人 - 博士（学術）、2012年。英文学、成蹊大学教授
- 松田真希子 - 博士（学術）、2012年。言語学、東京都立大学教授
- 松浦義弘 - 博士（社会学）、2017年。フランス近代史、成蹊大学教授

## 著名な出身者

### 政治家

#### 日本の政治家
- 大平正芳 - 第68・69代内閣総理大臣、元内閣官房長官、元外務大臣
- 石井光次郎 - 第54代衆議院議長、元副総理、元朝日放送社長、元警視庁警部
- 佐藤尚武 - 第2・3代参議院議長、元外務大臣、元伊勢神宮崇敬会会長
- 緒方竹虎 - 元副総理、元内閣官房長官、元自由民主党総裁代行委員、元朝日新聞社副社長・主筆
- 渡辺美智雄 - 元副総理兼外務大臣、元自民党政調会長、元通商産業大臣、元大蔵大臣、元農林水産大臣
- 熊谷弘 - 元内閣官房長官、元通商産業大臣、元保守新党代表
- 竹中平蔵 - 元総務大臣兼郵政民営化担当大臣、元経済財政政策担当大臣、元金融担当大臣、慶應義塾大学名誉教授
- 小坂善太郎 - 元外務大臣、元国家公安委員長、元信越化学工業取締役
- 向井忠晴 - 元大蔵大臣、元貿易庁長官
- 尾身幸次 - 元財務大臣、元沖縄及び北方対策担当大臣兼科学技術政策担当大臣
- 平生釟三郎 - 元文部大臣、元枢密顧問官
- 久原房之助 - 元逓信大臣、元立憲政友会総裁
- 村田省蔵 - 元逓信大臣、元鉄道大臣、元駐フィリピン大使
- 田村文吉 - 元郵政大臣、元電気通信大臣、元長岡市長、元北越製紙社長
- 塚田十一郎 - 元郵政大臣、元自治庁長官、元新潟県知事、元東京外国語学校助教授
- 植竹春彦 - 元郵政大臣、元東野鉄道社長
- 近藤鉄雄 - 元労働大臣、元経済企画庁長官、元国際通貨基金日本代表理事補
- 小平久雄 - 元労働大臣、元総理府総務長官、元衆議院副議長
- 大屋晋三 - 元商工大臣、元運輸大臣
- 中島久万吉 - 元商工大臣、元内閣総理大臣秘書官
- 高瀬荘太郎 - 元通商産業大臣、元文部大臣、元郵政大臣、元経済安定本部総務長官
- 高原須美子 - 元経済企画庁長官、女性初の民間人閣僚、元駐フィンランド大使、元セントラル・リーグ会長
- 大田弘子 - 元経済財政政策担当大臣、規制改革推進会議議長、元内閣府政策統括官
- 北沢直吉 - 元内閣官房副長官、元外務省参与、元北京総領事
- 峰崎直樹 - 元財務副大臣、元内閣官房参与、青山学院大学客員教授
- 富田茂之 - 元財務副大臣、元法務副大臣、弁護士
- 宮本一三 - 元文部科学副大臣、元国税庁名古屋国税局長
- 網屋信介 - 元財務大臣政務官、元政府税制調査会事務局長、元メリルリンチ日本証券副会長
- 金子善次郎 - 元厚生労働大臣政務官、元国土交通大臣政務官、元自治省大臣官房審議官
- 松村光三 - 元大蔵政務次官、元河端製作所社長、大日本人造肥料監査役
- 中村巍 - 元外務政務次官、元駐アルゼンチン公使、元外務省通商局長
- 黒住忠行 - 元通商産業政務次官、元運輸省自動車局長、黒住教教主一族
- 真島一男 - 元通商産業政務次官、元建設省総務審議官、元建設省都市局長
- 小峰柳多 - 元経済安定本部政務次官、元衆議院運輸委員長
- 一松政二 - 元行政管理政務次官、元参議院懲罰委員長
- 山本厚三 - 元文部政務次官、元立憲民政党院内総務
- 木島義夫 - 元北海道開発政務次官、千葉中央バス・東洋バス創業者・元社長、元長柄村長
- 河上哲太 - 元文部参与官、元國民新聞経済部長
- 高橋熊次郎 - 元外務参与官、初代上山市長、元上山電気社長
- 三原朝彦 - 元衆議院外務委員長、元防衛政務次官
- 平岡忠次郎 - 元衆議院石炭対策特別委員長、元富士汽船社長
- 木俣佳丈 - 元参議院経済産業委員長、元参議院沖縄及び北方問題に関する特別委員長
- 江田三郎 - 元社会民主連合代表、元日本社会党書記長
- 中崎敏 - 元日本社会党中央執行委員、元理研科学映画社長
- 青木作雄 - 元興亜議員同盟所属の衆議院議員、元自由民主党山口県連顧問、元山陽ビルディング取締役
- 志賀一夫 - 元日本社会党衆議院議員、元福島県議会議員
- 守山又三 - 元中央倶楽部衆議院議員、元熊本軌道取締役
- 安井美沙子 - 元民進党参議院議員、元大阪府特別参与
- 吉田敬太郎 - 元大政翼賛会衆議院議員、元若松市長、キリスト教功労者
- 北條秀一 - 元緑風会参議院議員、元引揚者団体全国連合会理事長、元国鉄顧問
- 小島慶三 - 元自由連合代表、元通商産業省官房審議官
- 有森新吉 - 元立憲国民党衆議院議員、元摂津紡績社長、元学習院教授
- 米原於菟男 - 元立憲政友会衆議院議員、元石川県議会議長、元石川新聞社長
- 梅田潔 - 元立憲政友会衆議院議員、東奥製糸創立者・元社長
- 黄金井為造 - 元立憲政友会衆議院議員、元日本酒造組合中央会会長
- 坂梨哲 - 元立憲政友会衆議院議員、元東邦化学工業社長
- 笠間靖 - 元立憲政友会衆議院議員、元埼玉農工銀行専務
- 松本真平 - 元立憲政友会衆議院議員、元日東製粉社長
- 植竹龍三郎 - 元立憲政友会衆議院議員、元塩原電車社長、元朝鮮清津商業会議所会頭
- 横山泰造 - 元立憲政友会衆議院議員、元中央畜産会副会頭
- 定塚門次郎 - 元立憲民政党衆議院議員、元日比谷銀行常務
- 木村浅七 - 元立憲民政党衆議院議員、元足利市長、元足利銀行取締役
- 長尾元太郎 - 元立憲同志会衆議院議員、元菅田町長
- 岡本幹輔 - 元憲政会衆議院議員、元日本製鋼所次長
- 永田吉右衛門 - 元憲政会衆議院議員、元飛騨銀行頭取、元高山町長
- 藤野辰次郎 - 元憲政本党衆議院議員、元大阪府会議員
- 三輪潤太郎 - 元憲政本党衆議院議員、元与板銀行専務
- 小林政夫 - 元緑風会参議院議員、元日東製網社長・会長
- 玉置実 - 元民主自由党衆議院議員、元朝日航空社長、弁護士
- 山口晋 - 元自民党衆議院議員、元内閣官房長官秘書官
- 鈴木錠蔵 - 元立憲政友会衆議院議員、元日本海員掖済会理事
- 渡辺与七 - 元立憲政友会衆議院議員、元日南水産社長
- 青木孝 - 元立憲政友会衆議院議員、青木漁猟組設立者
- 石原正太郎 - 元立憲政友会衆議院議員、元北陸汽船社長
- 小村俊一 - 元立憲民政党衆議院議員、元南明館社長
- 日吉雄太 - 元立憲民主党衆議院議員、公認会計士、元有限責任監査法人トーマツシニアマネージャー
- 志村清右衛門 - 元政友本党衆議院議員、元幕張町長
- 竹谷源太郎 - 元日本社会党中央執行委員、弁護士、元新潟県内政部長
- 石川次夫 - 元日本社会党衆議院議員、元電機労連顧問
- 高橋貞樹 - 元共産主義青年インターナショナル中央執行委員会日本代表、元ソビエト連邦共産党員
- 柿沼正明 - 元民主党衆議院議員、元民主党幹事長補佐
- 古林喜代太 - 元実業同志会衆議院議員、元福島町長
- 西川昌夫 - 元日本自由党参議院議員、元西川総業会長、元東京都共済農業協同組合連合会副会長
- 宮前進 - 元日本進歩党衆議院議員、元秩父乳業社長、元埼玉県公安委員会委員長
- 魚谷増男 - 元民社党神奈川県連副会長、元愛媛県警察本部長、元内閣審議官
- 浅野陽吉 - 元立憲同志会衆議院議員、久留米電灯設立、元久留米商業学校長
- 中村清 - 元自由党衆議院議員、元三重県副知事
- 細田安兵衛 - 元貴族院多額納税者議員、元細田協佑社社長
- 土屋尹直 - 元貴族院子爵議員、元三輪銀行頭取、元内大臣秘書官
- 酒井忠英 - 元貴族院子爵議員、元内外食品取締役
- 北大路実信 - 元貴族院男爵議員、元税関属事務官補
- 山口節生 - 政治活動家、不動産鑑定士、日本経済研究所社長
- 坂仲輔 - 元新潟県知事、元会計検査院検査官補
- 内田信也 - 元宮城県知事、元農商務大臣、元鉄道大臣
- 石原慎太郎 - 元東京都知事、元運輸大臣、元環境庁長官
- 長洲一二 - 元神奈川県知事、元横浜国立大学経済学部長
- 阿部嘉七 - 元静岡県知事、元門司市長、元警視庁刑事部長
- 田中康夫 - 元長野県知事、元衆議院議員、元参議院議員
- 楠瀬常猪 - 元広島県知事、元燃料局長官、元中国地方行政事務局長官
- 小池卯一郎 - 元和歌山県知事、元宇治電化学工業社長、元日本電気自動車製造社長
- 柴崎雪次郎 - 元新潟市長、元長崎高等商業学校校長
- 關一 - 元大阪市長、元高等商業学校教授、關淳一の祖父
- 加々美武夫 - 元大阪市長、元内務書記官
- 河盛安之介 - 元堺市長、元衆議院議員
- 鹿島房次郎 - 元神戸市長、オリエンタルホテル初代社長、元川崎汽船社長
- 寿原英太郎 - 元小樽市長、元衆議院議員、寿原商事設立者・元社長
- 村井倉松 - 元八戸市長、元駐シャム特命全権公使、元上海総領事
- 青木和夫 - 元石巻市長、石巻ガス創業者・初代社長
- 豊沢有兄 - 元能代市長、元秋田県国民年金福祉協会理事長
- 新関善八 - 元山形市長、元山形商業銀行監査役
- 大沼保吉 - 元山形市長、寿虎屋酒造8代、元山形商工会議所会頭、大沼保昭祖父
- 本間重三 - 元酒田市長
- 風戸元愛 - 元水戸市長、元茨城県農工銀行頭取
- 村上達也 - 元東海村村長、元全国原子力発電所所在市町村協議会副会長
- 岡田徳輔 - 元蕨市長、元自治庁参与、元全国町村議会議長会会長
- 大庭健三 - 元御殿場市長、元御殿場市商工会理事
- 鈴木望 - 元磐田市長、元衆議院議員
- 丸山弁三郎 - 元長野市長、元衆議院議員、元長野商業校長
- 小松直治 - 元諏訪市長、元長野県議会副議長
- 池田茂 - 元中野市長、元浜銀総合研究所企画総務部長
- 本吉達也 - 元羽咋市長、元富山第一高等学校校長
- 三谷一二 - 元福山市長、元三菱鉱業会長
- 佐々木康男 - 元あわら市長、元福井県観光営業部長
- 藤道健二 - 元萩市長、元全国中山間地域振興対策協議会副会長
- 井上久吉 - 元松山市長、元井上合名代表
- 田中全 - 元四万十市長、元全国首長九条の会共同代表
- 香月保 - 元田川市長、元朝日新聞大阪本社編集局長、元九州朝日放送社長
- 後藤國利 - 元臼杵市長、うすき製薬社長、豊の国木造建築賞優秀賞
- 相沢光哉 - 元宮城県議会議長、元橘寿司会長、元大和教団相談役

#### 現職議員・首長
- 金田勝年 - 自民党衆議院議員、元法務大臣、元外務副大臣、元大蔵省主計官
- 根本幸典 - 自民党衆議院議員、元国土交通大臣政務官兼内閣府大臣政務官
- 高橋はるみ - 自民党参議院議員、女性初北海道知事、文部科学大臣政務官、元経済産業省北海道経済産業局長
- 国定勇人 - 自民党衆議院議員、国土交通大臣政務官、元内閣府大臣政務官、元三条市長
- 市村浩一郎 - 日本維新の会衆議院議員、元国土交通大臣政務官
- 末松義規 - 立憲民主党衆議院議員、元内閣府副大臣
- 松尾明弘 - 立憲民主党衆議院議員、弁護士
- 藤原規眞 - 立憲民主党衆議院議員、弁護士
- 三角創太 - 立憲民主党衆議院議員、公認会計士、税理士
- 森洋介 - 国民民主党衆議院議員、クロスバトンズ創業者・社長
- 藤巻健史 - 日本維新の会参議院議員、元モルガン銀行日本代表
- 河村たかし - 日本保守党衆議院議員、元名古屋市長、元総務省顧問
- 新田八朗 - 富山県知事、元日本海ガス社長、元国際青年会議所副会頭、元日本青年会議所会頭
- 三日月大造 - 滋賀県知事、関西広域連合長、全国知事会副会長、元国土交通副大臣
- 滝沢亮 - 三条市長、弁護士
- 大坪冬彦 - 日野市長、東京たま広域資源循環組合理事会議長
- 濱﨑真也 - 国立市長、元国土交通省不動産企画調整官
- 武隈義一 - 黒部市長、元厚生労働省石川労働局長
- 小長井義正 - 富士市長、元全国特例市議会議長会副会長
- 小紫雅史 - 生駒市長、いこま市民パワー社長、元プロジェクトK副代表理事
- 枝廣直幹 - 福山市長、元財務省近畿財務局長
- 宮島大典 - 佐世保市長、元防衛大臣政務官、元民主党副幹事長
- 大越農子 - 北海道議会議員、ストップ！子宮頸がんの会幹事長
- 松岡篤 - 東京都議会議員、元小平市議会議長、ファイナンシャル・プランナー

#### 日本以外の政治家
- 呉鼎昌 - 元中華民国総統府書記長、元国民政府文官長、元貴州省政府主席、元大公報社長、元中国銀行総裁
- 権量 - 元中華民国署理交通総長、元吉長鉄路管理局局長
- 張仲直 - 元中華民国華北政務委員会政務庁庁長兼秘書庁秘書長
- 呉三連 - 初代民選台北市長、元台湾新民報政治部長
- トグミド・ドルジハンド - モンゴル副首相、元モンゴル財務省金融政策・債務管理局長
- 白斗鎮 - 元大韓民国国会議長、元大韓民国国務総理
- 具鎔書 - 元大韓民国商工部長官、元韓国銀行総裁、元韓国産業銀行総裁
- 申泰煥 - 元大韓民国建設部長官、元ソウル大学校総長
- 李廷煥 - 元大韓民国財務部長官、元韓国銀行総裁、元錦湖石油化学会長、元延世大学校教授
- 蘇宣奎 - 元大韓民国参議院副議長、元ソウル特別市副市長、元東大門区長
- 金昊淵 - 元大韓民国国会議員、ピングレ会長、ハンファグループ創業家
- 李東煥 - 元大韓民国内務次官、元駐オーストラリア大使、元駐日韓国代表部首席代表
- 白南雲 - 元朝鮮民主主義人民共和国最高人民会議議長、元祖国統一民主主義戦線議長、元ソウル大学校教授
- レオン・ムンワイ - シンガポール国会議員、シンガポール進歩党事務総長、元メリルリンチ取締役
- 長谷川茂雄 - 元ジャカルタ市長、元嘉義市長
- アジズ・アブドゥハキーモフ - ウズベキスタン共和国副首相、元ウズベキスタン共和国中央銀行チーフエコノミスト
- 吉田悦章 - 元ウズベキスタン共和国情報通信省副大臣、同志社大学教授
- 濱尾文郎 - 元ローマ教皇庁移住移動者司牧評議会議長、元カトリック教会枢機卿

### 経済

#### 創業者・中興の祖
- 尾高次郎 - 南洋殖産設立者・元社長、武州銀行（現埼玉りそな銀行）設立者・元頭取、渋沢栄一娘婿
- 矢橋亮吉 - 国会議事堂・日本銀行などに実績があり、昭和天皇（1946年）と皇太子時代の明仁上皇（1965年）の御幸があった矢橋大理石の創業者、元年濃飛農工銀行頭取
- 尾高豊作 - 刀江書院創業者・元社長、元埼玉銀行（現埼玉りそな銀行）頭取、元日本技術教育協会会長
- 牧野元次郎 - 不動貯金銀行（後の協和銀行、現りそな銀行）創業者・元頭取、定期積金考案
- 堀越善重郎 - 堀越商会設立者、元東京ロータリークラブ会長
- 小竹岩楠 - 日高川水力電気設立者、明光バス設立者、南紀白浜温泉を開発
- 原亮一郎 - 東京書籍設立者・元会長、元金港堂書籍社長
- 杉野喜精 - 山一合資会社（後の山一證券）創業者・初代社長、山一證券初代社長、元東京株式取引所理事長
- 南条新六郎 - 日本製粉設立者・初代社長
- 岩下清周 - 北浜銀行（現三菱UFJ銀行）創立者、箕面有馬電気軌道（現阪急電鉄）初代社長
- 安宅弥吉 - 安宅産業創業者、甲南女子学園（現甲南女子大学）設立者、大阪商工会議所12代会頭
- 新井領一郎 - 森村・新井商会（後に三菱商事に吸収合併）創業者、生糸貿易の先駆者
- 犬塚信太郎 - 立山水力電気設立者、元南満州鉄道理事、孫文の支援者
- 岸吉松 - 「ヒューストンの石油王」、「バロン・キシ」
- 前川真平 - テキサス州南東部に米作を導入
- 牛島謹爾 - 「在米ポテト王」、在米日本人会初代会長
- 伊藤伝七 - 三岐鉄道創立委員長・元社長、元志摩電鉄社長、元東洋紡績会長
- 内田信也 - 内田汽船創業者、元明治海運会長、「海運王」、元農商相、元鉄道相、起雲閣建設
- 大田黒重五郎 - 元九州電気軌道社長、元芝浦製作所専務、九州水力電気設立者・元社長
- 小林茂 - 東京創元社設立者・元社長・会長
- 大竹謙治 - 元頸城鉄道社長、元衆議院議員
- 上野十蔵 - 中外製薬創業者・初代社長、新薬の輸入販売、特にグロンサンの発売で事業拡大
- 津村重舎 - 津村順天堂（現ツムラ）設立、第一製薬設立、元貴族院議員
- 深川忠次 - 深川製磁創業者、パリ万博金賞金牌、セントルイス万博一等賞金牌、元有田町長
- 葛原猪平 - 葛原冷蔵創業者・元社長、元衆議院議員
- 古賀春一 - 松島炭鉱（現三井松島ホールディングス）設立・初代会長、長崎電気瓦斯（現九州電力）元社長・中興の祖
- 鈴木與平 - 鈴与グループ創業者、元貴族院議員、元静岡県会議長
- 國分勘兵衛 - 国分グループ本社設立者、元カルピス食品工業社長、初代大日本洋酒食料品商組合会長
- 小坂順造 - 信越化学工業創業者・元社長、元枢密顧問官、元信濃毎日新聞社長、元日本発送電総裁
- 岡崎久次郎 - 日米富士自転車創業者・元社長、相模鉄道初代社長、元衆議院議員
- 下出義雄 - 大同製鋼（現大同特殊鋼）社長、元衆議院議員、元名古屋証券取引所理事長
- 久原房之助 - 久原鉱業所（後の日鉱金属や日立製作所）創業者・元社長、元逓信相
- 伊藤平治郎 - 三重織布創業、三重浴布商会設立、元富洲原町会議員、元富洲原商工会会長
- 田村文吉 - 北越製紙中興の祖、元郵政相兼電気通信相、元長岡市長
- 橋口信助 - あめりか屋創業者
- 磯野長蔵 - キリンホールディングス創業者、元明治屋社長・会長
- 加賀正太郎 - ニッカウヰスキー創業者・元筆頭株主、元加賀証券社長、登山家、日本人初のユングフラウ登頂者
- 平生釟三郎 - 首席卒業、東京海上火災専務、兵庫県立神戸商業学校（現兵庫県立神戸商業高等学校）校長、甲南学園創立者・元理事長、甲南病院創立者、川崎造船所社長、元日本製鐵会長、文部大臣
- 正田貞一郎 - 日清製粉創業者・元社長・元会長、上皇后美智子の祖父
- 土屋計左右 - 第一ホテル創業者・元社長・会長
- 上野喜左衛門 - 元南国交通設立者・元社長、元南国殖産設立者・社長、元参議院議員、元鹿児島県公安委員会委員長
- 茂木啓三郎 - 野田醤油（現キッコーマン）2代社長、個人醸造家の集合体を近代経営化し業界トップ化、茂木家養子
- 金井紀年 - 共同貿易元社長、アメリカの寿司ブーム仕掛人、日本食海外普及功労者表彰、在外日本人選挙権訴訟原告団長
- 中島久万吉 - 横浜ゴム創業者、古河電気工業創業者、城西大学設立者、日本貿易会設立者
- 横田永之助 - 横田商会（のちの日活）創業者、元日活社長、元京都商工会議所会頭
- 野田岩次郎 - ホテルオークラ創業者・元社長・元会長、元日本ホテル協会長、元持株会社整理委員会委員長
- 縣康 - 立教英国学院創立者・元校長、元立教大学教授、立教高等学校（現・立教新座中学校・高等学校）校長、元香蘭女学校校長
- 長沼直兄 - 東京日本語学校設立者・元校長、言語文化研究所設立者・元理事長
- 滝沢吉三郎 - 滝沢地業合設立者・代表社員、元日新護謨常務
- 市邨芳樹 - 広島県立尾道商業、名古屋経済大学市邨高校、名古屋経済大学高蔵高校創立者
- 岩下家一 - 逗子なぎさホテル設立、丸ノ内ホテル設立
- 小田柿捨次郎 - 大正海上火災保険設立者、元三井合名参与
- 原錦吾 - 日本共立火災保険設立者・元会長
- 野崎城之助 - 積水化学工業創業者、元可塑剤工業会会長
- 金子泰藏 - 東京国際大学創立者、GHQ専属通訳者、元上智大学教授
- 榊原巌 - テック（現ラボ・パーティ）創業者、キリスト教功労者、青山学院大名誉教授
- 河合斌人 - 元河合塾理事長、フランス教育功労章
- 髙本善四郎 - ダイトロン創業者
- 梅田正己 - 高文研設立者・元社長、日本ジャーナリスト会議出版部会代表
- 中村伊一 - ワコール創業メンバー・元副社長、元京都証券取引所理事長
- 竹中治 - ジャパンライン（現商船三井）設立・初代社長、日東商船設立、日東鉱業汽船設立
- 森泰吉郎 - 森ビル創業者・元社長、1991年・92年世界長者番付1位、経営史研究者、元横浜市立大教授
- 梁瀬長太郎 - ヤナセ創業者・元社長、臨海自動車創業者、梁瀬次郎の父
- 小宮山量平 - 理論社創業者・元社長・元会長、編集者、路傍の石文学賞特別賞、信毎賞
- 酒井武史 - 武照舎創業者、元創土社社長、元朝日新聞記者
- 髙城寿雄 - タカギ創業者・元社長・会長
- 三枝匡 - ミスミグループ本社名誉会長、経営コンサルタント、元内閣府参与
- 丸山弘昭 - アタックス創業者・元社長、アタックスグループ代表パートナー、公認会計士
- 西浦道明 - アタックス創業者・社長、アタックスグループ代表パートナー、公認会計士、元法政大客員教授
- 池内計司 - IKEUCHI ORGANIC代表、ニューヨーク・ホームテキスタイルショー最優秀賞
- 木山茂年 - サックスバーホールディングス創業者・会長、東京デリカ創業者・社長・会長
- 松井道夫 - 元松井証券社長、元ネット証券評議会会長、ネット証券の先駆け
- 伊藤勝康 - リゾートトラストグループ創業者・会長兼CEO
- 瀧本泰行 - エアトリインターナショナル創業者、瀧本憲治の父
- 大東敏治 - バンカーズパートナー創業者・社長、高杉良著『辞表撤回』の主人公
- 柳瀬真澄 - グッデイ設立者、元嘉穂無線ホールディングス社長
- 塩村仁 - ノーベルファーマ創業者・社長、Japan Venture Awards経済産業大臣賞
- 河端真一 - 進学塾ena設立者・学院長、学究社創業者・社長、元一橋大客員教授
- 鶴野史朗 - アイ・アール ジャパンホールディングス創業者、元日本IRプランナーズ協会理事長
- 秦充洋 - ケアネット共同創業者、元ジーパラドットコム社長、一橋大学客員教授
- 吉村元久 - ヨシムラ・フード・ホールディングス創業者・CEO、楽陽食品取締役、とかち麺工房監査役
- 田辺順一 - JALCOホールディングス設立者・社長
- 三木谷浩史 - 楽天グループ創業者・会長兼社長、新経済連盟代表理事
- 徳久昭彦 - プラットフォーム・ワン設立者・社長、デジタル・アドバタイジング・コンソーシアムCMO
- 山下章 - スタジオベントスタッフ設立者・社長、ゲームライター
- 高橋伸彰 - フィル・カンパニー創業者・CEO、ニッポン新事業創出大賞、日本起業家協会JEA賞
- 荒井邦彦 - ストライク設立者・社長、M&A仲介協会代表理事
- 金子英樹 - シンプレクス・ホールディングス創業者・社長
- 内海州史 - キューエンタテインメント創業者・元CEO、セガ社長、元ワーナーミュージックジャパン社長、元サイバード社長
- 伊藤彰 - チェンジホールディングス創業者
- 髙橋知道 - オープングループ創業者・代表取締役
- 須原伸太郎 - エスネットワークス共同創業者・元社長、ファイントゥデイ資生堂CFO
- 山本礼二郎 - インテグラル共同創業者・パートナー、GCA共同設立者・元パートナー、スカイマーク会長
- 渡辺秀和 - コンコードエグゼクティブグループ設立者・社長兼CEO、ビズリーチ日本ヘッドハンター大賞初代MVP
- 西山和良 - SREホールディングス創業者・社長
- 伊藤彰浩 - アクリート創業者・元社長
- 小椋一宏 - HENNGE創業者・社長兼CTO
- 妹尾賢俊 - maneo創業者・元社長、Orb共同創業者・元COO、TRENDE社長
- 柴田紳 - ネットプロテクションズホールディングス創業者・社長、日本後払い決済サービス協会会長
- 加藤浩晃 - アイリス共同創業者・副社長CSO、東京医科歯科大学臨床教授、眼科医
- 佐々木大輔 - freee創業者・CEO、フォーブス日本の起業家ランキング入賞
- 大塚玲奈 - エコトワザ創業者・元社長、国連開発計画環境専門官、駐日アメリカ合衆国大使起業家大賞等
- 田中裕輔 - ジェイドグループ共同創業者・社長、元シャディ会長、元モバコレ代表取締役、YouTuber
- 加藤智久 - レアジョブ創業者・元社長、Japan Venture Awards中小企業基盤整備機構理事長賞
- 五十嵐壮太郎 - ドリパス創業者、ブルーム創業者・社長
- 小沼大地 - NPO法人クロスフィールズ共同創業者・代表理事、世界経済フォーラムグローバルシェイパーズ
- 塩田元規 - アカツキ共同創業者・元CEO
- 富田和成 - ZUU創業者・社長兼CEO
- 尾野寛明 - エコカレッジ創業・代表取締役、総務省地域力創造アドバイザー、スタイルファイナリスト賞
- 仲本千津 - RICCI EVERYDAY共同創業者兼COO、日本政策投資銀行女性起業事業奨励賞、日本イノベーター大賞特別賞
- アデバヨ・アロンジ - RxAll Inc.共同設立者・CEO、薬剤師、発明家
- 菊川裕也 - ORPHE創業者・CEO、アジアデジタルアート大賞優秀賞
- 針山昌幸 - Housmart創業者・CEO、EY Innovative Startup受賞、マンション専門家
- 岡部典孝 -  JPYC創業者・代表取締役、ブロックチェーン推進協会理事
- 石田翔太 - オドレート創業者・代表取締役、臭気判定士

#### 財界首脳・財閥
- 鈴木永二 - 元日経連会長、元三菱化成社長・会長
- 奥田碩 - 元日本経団連会長、元日経連会長、元トヨタ自動車社長・会長
- 高橋龍太郎 - 元日本商工会議所会頭、元大日本麦酒社長、元通産相、東京高商中退
- 足立正 - 元日本商工会議所会頭、ラジオ東京（現東京放送ホールディングス）初代社長
- 山口信夫 - 元日本商工会議所会頭、元旭化成会長
- 中山素平 - 元経済同友会代表幹事、元日本興業銀行（現みずほ銀行）頭取・会長
- 水上達三 - 元経済同友会代表幹事、元三井物産社長・会長
- 飯島幡司 - 元関西経済連合会会長、元朝日放送社長・会長
- 川上哲郎 - 元関西経済連合会会長、元住友電気工業社長・会長
- 松本正義 - 関西経済連合会会長、住友電気工業社長
- 向井忠晴 - 元三井総元方（三井財閥）理事長、元三井物産会長、元蔵相、元貿易庁長官
- 福島喜三次 - 元三井合名会社理事、元東洋棉花社長、元企画院参与
- 成瀬隆蔵 - 元三井合名会社理事、元三井家同族会主事・書記長、元大阪高等商業学校（現大阪公立大学）校長
- 小室三吉 - 元三井合名会社参事、元三井家同族会理事
- 江口定条 - 元三菱合資（三菱財閥）総理事、元南満州鉄道副総裁、元貴族院議員
- 田中完三 - 元三菱本社社長
- 山下芳太郎 - 元住友総本店（住友財閥）理事、カナモジカイ設立者、西園寺公望内閣総理大臣秘書官
- 森広蔵 - 元安田保善社（安田財閥）総務理事、元台湾銀行頭取
- 八十島親徳 - 元渋沢財閥一番番頭、元渋沢栄一秘書役、元渋沢家理事
- 坂野兼通 - 元山口合資会社理事長
- 藤堂大蔵 - 元浅野同族支配人、元日之出汽船社長、元順安砂金社長

#### エネルギー・鉱業・不動産・建設・運輸・道路・倉庫
- まな馬淵辰郎 - 元三菱石油社長・会長、元石油連盟副会長
- 竹内俊一 - 元三菱石油社長・会長、元石油連盟会長
- 三間安市 - 元日本鉱業社長・会長、元共同石油会長、元日本鉱業協会会長、藍綬褒章
- 庭野正之助 - 元日本鉱業社長・会長、元日本鉱業協会長
- 長島一成 - 元ジャパンエナジー社長・会長、元石油連盟副会長
- 高萩光紀 - 元JXホールディングス初代社長、元石油産業活性化センター理事長、元春光懇話会会長
- 杉森務 - ENEOSホールディングス会長グループCEO、日本経済団体連合会副会長、石油連盟会長
- 出光計助 - 元出光興産社長・会長、元石油連盟会長
- 貝島太市 - 元貝島炭鉱社長、元日本石炭鉱業会会長、藍綬褒章、鮎川義介義弟
- 小松原俊一 - 元三井鉱山社長・会長
- 菅礼之助 - 元東京電力会長、元経団連評議員会議長、元電気事業連合会会長
- 松根宗一 - 元電気事業連合会副会長、元日本経済団体連合会エネルギー政策委員長
- 青木均一 - 元東京電力社長・会長、元電気協会長、元国家公安委員長
- 廣瀬直己 - 元東京電力ホールディングス社長、世界エネルギー会議副会長
- 牛尾健治 - 元中国合同電気社長、元姫路商工会議所会頭
- 高須司登 - 元中国電力会長・社長、元中国経済連合会長
- 木村平右衛門 - 元九州配電社長、元衆議院議員
- 田中一馬 - 元京都電燈社長、元京都商工会議所議員
- 武者錬三 - 元京城電気社長、元朝鮮電気協会副会長
- 中川浅之助 - 元宇治川電気社長、元日本電力副社長
- 本田弘敏 - 元東京ガス社長・会長、元日本ガス協会長
- 上原英治 - 元東京ガス社長・会長、元日本ガス協会副会長
- 成田米蔵 - 大同工業大学（現大同大学）学長、元大同製鋼取締役副社長
- 岡本毅 - 元東京ガス社長・会長、元日本経団連副会長、元日本ガス協会会長
- 佐伯卓 - 元東邦ガス社長・会長、元日本ガス協会副会長、元愛知県公安委員会委員長
- 坪井東 - 元三井不動産社長・会長、元世界不動産連盟会長、元不動産協会理事長
- 植田俊 - 三井不動産社長、日本オープンイノベーション大賞文部科学大臣賞
- 渡辺武次郎 - 元三菱地所社長・会長
- 伊藤達二 - 元三菱地所社長
- 杉山博孝 - 三菱地所社長・会長、不動産証券化協会会長
- 南敬介 - 元東京建物社長・会長、元不動産協会副理事長
- 永井正 - 元三井ホーム社長
- 市川俊英 - 三井ホーム社長、住宅生産団体連合会副会長、国土交通大臣表彰
- 藤林清隆 - 三井ホーム会長、三井不動産レジデンシャル社長、三井不動産リアルティ会長
- 横井庄太郎 - 元三井不動産販売社長、元TBS興発社長
- 佐藤実 - 元三井不動産リアルティ社長、元不動産流通経営協会副理事長
- 伊藤裕慶 - 元三菱地所ハウスネット会長、元不動産流通経営協会副理事長
- 田島穣 - 三菱地所リアルエステートサービス社長、元ロックフェラーグループ副社長、元不動産流通経営協会副理事長
- 田中俊和 - 元住友不動産販売社長、日本バスケットボール協会副会長、元不動産流通経営協会理事長、国土交通大臣表彰
- 竹村信昭 - 住友不動産販売社長・会長、元住友不動産副社長、元不動産流通経営協会理事長
- 竹内伸行 - 三菱UFJ不動産販売社長・会長、元不動産流通経営協会副理事長
- 有田洋一 - 元三井不動産ビルマネジメント社長・会長
- 清沢光司 - 三菱地所コミュニティホールディングス社長、マンション管理業協会副理事長
- 猪口一郎 - 元野村不動産社長・会長
- 和泉信一 - 信和商会会長、元日本馬主協会連合会長
- 天谷昭裕 - 元ジェイアールセントラルビル社長、元愛知県公安委員会委員長
- 坪内良人 - 元ジェイアールセントラルビル社長、元テレビ愛知放送番組審議会委員長
- 津上賢治 - 元福岡空港ビルディング社長、九州産業大学理事長
- 河西利信 - ジョーンズ ラング ラサール社長、元ゴールドマン・サックス証券パートナー
- 石田礼助 - 日本国有鉄道5代総裁、元三井物産社長
- 鈴木茂 - 元JR北海道会長、元札幌商工会議所会頭
- 西野史尚 - 元JR東日本副社長、元JR北海道副社長、元JRグループ健康保険組合理事長
- 村井勉 - 元JR西日本会長・名誉会長、元関西経済同友会代表幹事
- 佐々木隆之 - 元JR西日本社長・会長、元せとうち観光推進機構会長
- 赤羽克己 - 元南満州鉄道理事
- 塚口慶三郎 - 元北海道鉄道専務、東亜紡織発起人、元秩父セメント取締役、元日本フエルト取締役
- 正田貞一郎 - 元東武鉄道会長、藍綬褒章
- 岩下清周 - 箕面有馬電気軌道（現阪急電鉄）初代社長、大阪電気軌道（現近鉄）第2代社長
- 芳川寛治 - 元池上電気鉄道社長、元藤田組社長
- 清水仁 - 元東急グループ代表、元東京急行電鉄社長・会長、元日本民営鉄道協会長、旭日大綬章
- 髙橋和夫 - 東急社長、元東京急行電鉄社長
- 田中百畝 - 元京浜急行電鉄社長、元京急百貨店社長、運輸大臣賞
- 石渡恒夫 - 元京浜急行電鉄社長・会長、元京急文庫タクシー社長、元日本民営鉄道協会会長、元日本観光振興協会副会長
- 広田宗 - 元小田急電鉄社長・会長、元ホテル小田急社長・会長、元日本民営鉄道協会会長
- 北中誠 - 元小田急電鉄社長、元日本民営鉄道協会副会長
- 佐藤光夫 - 元京成電鉄社長・会長、元日本民営鉄道協会理事長
- 村田倉夫 - 元京成電鉄社長・会長
- 柿原謙一 - 元秩父鉄道社長、元日本民営鉄道協会副会長
- 原恭 - 近畿日本鉄道社長、日本民営鉄道協会副会長
- 村田三郎 - 流山鉄道社長及び会長
- 井内彦四郎 - 元志摩電気鉄道（現近鉄志摩線）社長、元三重交通会長
- 澤田長二郎 - 津軽鉄道社長、東北鉄道協会会長
- 絲原武太郎 - 元簸上鉄道社長、元山陰合同銀行会長
- 中島久万吉 - 元東京湾汽船社長、元文化放送社長、明治学院大学名誉学長
- 山川征夫 - 元西武鉄道副社長、元整理回収機構副社長
- 真鍋康正 - 高松琴平電気鉄道代表取締役、ことでんバス代表取締役
- 佐々木長治 - 元伊予鉄道会長、元八幡浜市長、元衆議院議員
- 安田源右衛門 - 元沖縄軌道代表取締役
- 八木重二郎 - 元東日本高速道路会長、元産業遺産国民会議代表理事
- 橋本圭一郎 - 元首都高速道路会長兼社長、元フィッチ・レーティングス日本法人CEO、元経済同友会副代表幹事
- 高橋哲夫 - 元ジャルパック社長、元日本航空取締役
- 福井菊三郎 - 元東神倉庫会長、元三井合名常務理事
- 武村貞一郎 - 元東神倉庫会長、東レ設立発起人
- 井上徳治郎 - 元澁澤倉庫取締役
- 長門正貢 - 元日本郵政社長、元ゆうちょ銀行社長
- 曽田立夫 - 元日本郵政副社長、元三井不動産副社長、元日本ファシリティマネジメント協会副会長
- 木川眞 - 元ヤマト運輸会長兼ヤマトホールディングス社長、元経済同友会副代表幹事
- 辻卓史 - 鴻池運輸社長・会長、全日本トラック協会副会長、日本通関業連合会副会長
- 板坂克則 - 元トヨタ輸送社長、元トヨタアドミニスタ社長、日本陸送協会副会長
- 京極杜藻 - 元京極運輸商事会長、俳人、元日本トラック協会副会長
- 細田盛継 - 元丸紅ロジスティクス社長、元丸紅物流社長
- 大谷登 - 元日本郵船社長、元船舶運営会総裁、元大日本航空会長
- 内藤忠顕 - 元日本郵船社長・会長、日本船主協会会長、日本船主責任相互保険組合組合長、総合海洋政策本部参与
- 曽我貴也 - 日本郵船社長
- 永富雄吉 - 元日本郵船副社長
- 一井保造 - 元三井船舶（現商船三井）社長・会長、元日本船主協会会長、東京水上防火協会初代会長
- 村田省蔵 - 元大阪商船（現商船三井）社長、元経団連評議員会長
- 永井典彦 - 元大阪商船三井船舶（現商船三井）社長・会長、藍綬褒章
- 友國八郎 - 元大阪商船三井船舶（現商船三井）会長、元日本海難防止協会長、元海技振興センター会長
- 齊藤宏之 - 東京汽船社長
- 野村親信 - 元第一中央汽船社長、元商船三井近海社長、藍綬褒章
- 菊間邁 - 元旭タンカー社長、元全国内航タンカー海運組合海工務委員会委員長
- 二神範蔵 - 元山下近海汽船社長
- 深尾隆太郎 - 元日清汽船社長、元日本サッカー協会会長、日本サッカー殿堂入り
- 鹿島房次郎 - 元川崎汽船社長、元川崎造船所社長
- 高橋治朗 - 元名港海運社長・会長、元名古屋中小企業投資育成社長、元日本商工会議所副会頭、元名古屋商工会議所会頭
- 髙橋広 - 名港海運社長、愛知祝祭管弦楽団コンサートマスター
- 渥美育郎 - 元海外興業社長
- 村木文郎 - 元野母商船社長　元日本旅客船協会会長
- 伊藤隆夫 - 元三菱鉱石輸送社長、元八馬汽船社長

#### 繊維・製紙・素材・重化学工業
- 大屋晋三 - 元帝人社長、元日本・トルコ協会会長
- 安居喜造 - 元東レ会長、元経団連副会長
- 坂口二郎 - 元ユニチカ社長
- 鵜澤静 - 元日清紡ホールディングス社長・会長、元日本紡績協会会長
- 河田正也 - 日清紡ホールディングス社長、日本卓球協会会長
- 鹿村美久 - 元富士瓦斯紡績社長
- 堀文平 - 元富士紡績社長・会長、元経団連副会長、元日本紡績協会委員長、元日本銀行参与
- 黒田慶太郎 - 元上海紡績社長・会長、黒田慶樹の祖父
- 武居綾蔵 - 元内外綿頭取、元在華日本紡績同業会委員長
- 相生由太郎 - 元福昌公司社長、元大連商業会議所会頭
- 窪田四郎 - 元富士製紙社長、元早川電力社長
- 足立正 - 元王子製紙社長、元日本棋院総裁、元日本善行会会長
- 高嶋菊次郎 - 元王子製紙社長、元日本パルプ工業社長
- 中島慶次 - 元王子製紙社長、元紙の博物館理事長
- 熊澤貞夫 - 元王子製紙社長
- 篠田和久 - 元王子ホールディングス社長・会長、元日本経団連副会長、元日本製紙連合会会長
- 金井滋直 - 元興国人絹パルプ社長
- 加藤藤太郎 - 元神崎製紙社長
- 小林正夫 - 元日本製紙グループ本社会長、元財務会計基準機構理事長、元日本製紙連合会長
- 平生釟三郎 - 元文部大臣、元日本製鐵会長、元日鉄鉱業社長、元日本鉄鋼連盟会長、元川崎造船所（現川崎重工業）社長、甲南学園創立者
- 齋藤裕 - 元新日本製鐵社長・会長、元経団連評議員会議長、元国際鉄鋼協会会長、元日本プロジェクト産業協議会会長
- 進藤孝生 - 日本製鉄会長、幕張メッセ会長、元世界鉄鋼協会会長、経団連副会長
- 橋本英二 - 日本製鉄社長、日本経団連副会長、日本鉄鋼連盟会長、国土交通省交通政策審議会会長
- 槇田久生 - 元日本鋼管（現JFEスチール）社長・会長、扇島に世界最大級の製鉄所を建設
- 古村誠一 - 元三菱金属鉱業社長
- 河手捨二 - 元三菱鉱業会長
- 矢尾宏 - 元三菱マテリアル社長・会長、元日本鉱業協会会長、元セメント協会会長
- 桑名哲夫 - 元三菱伸銅社長、元次世代金属・複合材料研究開発協会副理事長
- 橋田隆雄 - 元三菱伸銅社長、元日本伸銅協会会長
- 北村光一 - 元三菱アルミニウム社長、元三菱原子燃料社長、木版仏画師、東京都美術館日本版画会展入賞
- 尾本信平 - 元三井金属鉱業社長・会長
- 岡田昌徳 - 元JX日鉱日石金属社長・会長、元日本鉱業協会会長、元資源・素材学会会長
- 足立吉正 - 元JX日鉱日石金属社長、元パンパシフィック・カッパー社長
- 大井滋 - 元JX金属社長、元パンパシフィック・カッパー社長、元日本鉱業協会会長
- 田中外次 - 元住友金属鉱山社長・会長、元日本鉱業協会会長、藍綬褒章
- 宮本勝弘 - 山陽特殊製鋼社長、元日本製鉄副社長
- 新海英一 - 元古河鉱業社長・会長、元日本鉱業協会会長、藍綬褒章
- 菅礼之助 - 元藤田組（現DOWAホールディングス及び藤田観光）会長、元経団連評議員会議長
- 石山照明 - 元新日本電工社長、元新日鉄マテリアルズ社長
- 田村八二 - 元旭硝子常務、元鶴見臨港鉄道取締役、元日本板硝子監査役
- 山下秀明 - 元旭硝子社長・会長、元旭硝子財団理事長
- 石津進也 - 元旭硝子社長、元日本ソーダ工業会会長
- 小原敏人 - 元日本ガイシ社長・会長、元日本ファインセラミックス協会会長
- 佐伯卯四郎 - 元日本陶器社長、元中部経済連合会会長、元名古屋商工会議所副会頭、元参議院議員
- 広瀬実光 - 元日本陶器社長・会長、東洋陶器設立発起人
- 岩田蒼明 - 元日本陶器社長・会長、元中部生産性本部会長
- 杉本悌二郎 - 元ノリタケカンパニーリミテド社長・会長、元中部生産性本部副会長
- 倉田隆文 - 元ノリタケカンパニーリミテド社長・会長、元中部経済同友会代表幹事
- 佐伯進 - 元ノリタケカンパニーリミテド社長・会長、元名城大学理事長、元中部経済同友会代表幹事
- 青木均一 - 元品川白煉瓦社長、元国家公安委員長
- 麻生巌 - 麻生社長
- 長尾良吉 - 元鐘淵紡績社長
- 伊東栄 - 元伊東胡蝶園社長
- 鈴木永二 - 元三菱化成（現三菱ケミカル）社長・会長、元日経連会長、元臨時行政改革推進審議会長
- 鈴木精二 - 元三菱化成（現三菱ケミカル）社長・会長、元経団連副会長、元石油化学工業協会長、元日本化学工業協会長
- 小堀暉男 - 元三菱ウェルファーマ社長
- 末吉俊雄 - 元三井東圧化学社長、元日本硫安工業協会会長
- 山口敏明 - 元東ソー社長・会長、元経済同友会副代表幹事、元塩化ビニル工業協会長
- 中原茂明 - 元トクヤマ社長・会長、元塩ビ工業・環境協会会長、元日本ソーダ工業会長
- 小林周蔵 - 元信越化学工業社長・会長
- 野村与曽市 - 元電気化学工業社長・会長、元電気化学協会会長、藍綬褒章
- 花岡彌六 - 元電気化学工業社長、藍綬褒章
- 相川泰吉 - 元三菱ガス化学社長、元東京オリンピック馬術チーム監督
- 小高英紀 - 元三菱ガス化学社長・会長
- 島田賢一 - 元チッソ社長
- 丸山寿 - 日立化成社長・CEO、合成樹脂工業協会副会長
- 井上富三 - 元呉羽化学工業会長、元呉羽紡績社長・会長、元大建産業副社長、藍綬褒章
- 上山勘太郎 - 元大日本除虫菊社長、元日本除虫菊輸出組合理事長
- 吉富璣一 - 元北海電化工業社長、元東京金物商会社長
- 鈴木喬 - エステー会長兼社長
- 横手喜一 - ポーラ・オルビスホールディングス社長、元ポーラ社長、元日本訪問販売協会会長
- 白岩保 - 元関西ペイント社長・会長、藍綬褒章
- 津谷正明 - 元ブリヂストン会長兼CEO、元日本自動車タイヤ協会長
- 河井浩 - 横浜護謨製造（現在の横浜ゴム）初代社長
- 斎藤晋一 - 元住友ゴム工業社長・会長、藍綬褒章
- 畑中好彦 - 元アステラス製薬社長・会長、ソニーグループ取締役会議長、日本経団連審議員会副議長、元日本製薬工業協会長
- 奥澤宏幸 - 第一三共社長
- 山口信夫 - 元旭化成会長、元日本商工会議所会頭
- 大和屋隆喜 - 元新日鉄化学社長、元堺商工会議所副会頭
- 石坂芳男 - 元米国トヨタ自動車販売社長、元トヨタ自動車副社長、藍綬褒章、APECビジネス諮問委員会日本委員
- 大橋英吉 - 元いすゞ自動車社長
- 奥田碩 - 元トヨタ自動車社長・会長、日本経団連初代会長、日経連9代会長
- 川又克二 - 元日産自動車社長・会長、日本自動車工業会初代会長、元経団連副会長
- 佐藤勇二 - 元三菱自動車工業社長
- 苫米地俊博 - 元三菱自動車工業副会長、元三菱商事副社長、元国際大学理事長、元ニューヨーク日本商工会議所会頭
- 七五三木敏幸 - 元ポルシェジャパン社長、元クライスラー日本法人社長
- 田島敏弘 - 元富士重工業社長・会長
- 豊田利三郎 - トヨタ自動車工業初代社長・会長、豊田自動織機初代社長、豊田佐吉娘婿
- 岩澤正二 - 元マツダ会長
- 和田淑弘 - 元マツダ社長・会長、元中国経済連合会副会長、元日本自動車工業会副会長
- 信元久隆 - 元曙ブレーキ工業会長兼社長、元日本自動車部品工業会会長、在日フランス商工会議所副会頭
- 安形哲夫 - 元ジェイテクト社長、元中部経済連合会副会長、元日本ベアリング工業会会長、藍綬褒章
- 石井克政 - 元トヨタ紡織社長、元トヨタファイナンシャルサービス社長、元日本実業団陸上競技連合副会長
- 金子達也 - 元トヨタ自動車九州社長・会長、元九州経済連合会副会長
- 伊藤茂八郎 - 元三興線材工業社長・会長、元伊藤忠兵衛基金理事長
- 鹿島房次郎 - 元川崎造船所（現川崎重工業）社長、元川崎汽船社長、4代神戸市長
- 津村秀松 - 元大阪鐵工所（現日立造船）会長、元神戸高商（現神戸大学）教授
- 大倉浩治 - 元三菱造船社長、元三菱重工船舶海洋社長
- 由井敢 - 元住友電気工業副社長
- 川上哲郎 - 元住友電気工業社長・会長、元関西経済連合会会長、元日本電線工業会会長
- 松本正義 - 住友電気工業社長・会長、関西経済連合会会長、日本銀行参与
- 中村税 - 元小松製作所社長・会長、中村伸郎の養父
- 安崎暁 - 元小松製作所社長・会長、元日本建設機械工業会会長、元国家公安委員会委員
- 竹内紀行 - 元キャタピラー日本代表、元キャタピラージャパン会長兼社長、元日本建設機械工業会会長
- 二ノ宮秀明 - 元三菱ロジスネクスト会長、元日本産業車両協会会長
- 依田正稔 - 元荏原製作所社長
- 多田野宏一 - タダノ社長・会長、元日本建設機械工業会副会長、藍綬褒章
- 村田大介 - 村田機械社長、日本繊維機械協会会長、京都経済同友会代表幹事
- 岡田完二郎 - 元富士通社長・会長、元古河鉱業社長、国産コンピュータ事業に本格的に進出
- 鈴木祥弘 - 元NEC副社長、元経団連規制改革推進部会長、元インダストリアル・エンジニアリング協会会長
- 川井源八 - 元三菱電機会長、元野口英世記念会理事長
- 八丁地隆 - 元日立製作所副社長、元日立総合計画研究所社長兼日立グループ最高環境責任者、元日立物流会長
- 西田一成 - 元松下電工（現パナソニック）社長・取締役会議長、元パナソニック名誉役員
- 太田順司 - 元東芝監査委員長、元日本監査役協会会長、元日本証券業協会自主規制会議議長
- 森久志 - 元オリンパス副社長
- 三浦懋 - 元島津製作所社長・会長、元京都商工会議所顧問
- 服部玄三 - 元服部時計店（現セイコーホールディングス）社長、第二精工舎（現セイコーインスツル）設立者
- 百瀬結 - 元日本ビクター社長・会長
- 吉村寿雄 - 元富士ゼロックス社長・会長
- 山田栄一 - 元シチズン時計社長、元日本時計協会理事長
- 吹野博志 - 元デルコンピュータ会長、元オレガ会長
- 郡山史郎 - 元シンガー日本代表、元ソニーPCL社長・会長、元小僧com社長
- 大田義実 - 元VAIO社長、元ミヤコ化学社長、元サンテレホン社長、企業再建専門家
- リュウ・シーチャウ - レノボ・ジャパンCMO、サニーサイドアップ社長
- 植松清 - 元古河電気工業社長
- 鈴木紋次郎 - 元沖電気常務、元浅野造船所常務
- 古野幸男 - 古野電気社長、西宮商工会議所副会頭、日本舶用工業会副会長、藍綬褒章
- 堺正光 - 元旭化成建材社長
- 中垣啓一 - 元千代田化工建設社長代行、元インド三菱商事社長
- 永田雄志 - 元東洋エンジニアリング会長
- 総山誠 - 元東洋エンジニアリング会長
- 石倭行人 - 日鉄エンジニアリング社長、エンジニアリング協会理事長
- 佐川明 - 元栗田工業社長、佐川一政の父
- 田尻惠保 - 都市拡業代表取締役
- 石塚粂蔵 - 元日本製鋼所社長、元昭和飛行機工業社長、元日本兵器工業会会長
- 宮坂真也 - 元日本環境安全事業社長、元旭化成副社長

#### 金融
- 速水優 - 元日本銀行総裁・元理事、元経済同友会代表幹事、元日商岩井（現双日）社長
- 伊藤謙二 - 元日本興業銀行（現みずほ銀行）総裁、初代復興金融金庫理事長
- 中山素平 - 元日本興業銀行（現みずほ銀行）頭取・会長、元経済同友会代表幹事
- 原口徠 - 元日本勧業銀行常務理事、男爵
- 奥田碩 - 元国際協力銀行総裁
- 宮崎一雄 - 元日本長期信用銀行頭取・会長
- 平尾光司 - 元長銀総合研究所社長、元信金中央金庫地域中小企業研究所長、元昭和女子大学理事長、ベンチャー支援
- 石井健吾 - 元第一銀行（現みずほ銀行）頭取
- 酒井杏之助 - 元第一銀行（現みずほ銀行）頭取・会長、元全国銀行協会連合会会長
- 近藤克彦 - 元第一勧業銀行（現みずほ銀行）頭取
- 園部潜 - 元安田銀行（現みずほ銀行）社長、元安田保善社理事
- 武井大助 - 元安田銀行（現みずほ銀行）社長、元文化放送社長、元海軍省経理局長
- 岡橋林 - 元住友銀行社長、元住友家評議員会委員長、元内閣経済最高顧問
- 大平賢作 - 元住友銀行会長、元大阪住友海上火災保険会長
- 大島堅造 - 元住友総本社理事、元住友銀行専務、元連合国軍最高司令官総司令部顧問
- 澁澤金三郎 - 元三菱銀行取締役、澁澤金蔵次男
- 瀬下清 - 元三菱銀行会長
- 横山宗一 - 元東京銀行（現三菱UFJ銀行）頭取・会長
- 川勝堅二 - 元三和銀行（現三菱UFJ銀行）頭取・会長、元経団連副会長、元国立京都国際会館理事長
- 渡辺滉 - 元三和銀行（現三菱UFJ銀行）頭取・会長、元経済同友会副代表幹事
- 木原正裕 -  みずほフィナンシャルグループ社長、日本経団連副会長
- 福留朗裕 - 三井住友銀行頭取、元トヨタファイナンシャルサービス社長、全国銀行協会会長
- 鈴木茂 - 元北海道拓殖銀行頭取・会長、元札幌商工会議所会頭
- 藤巻太一 - 元朝鮮銀行ニューヨーク支店長、藤巻健史及び藤巻幸夫の祖父
- 藤井健 - 元三井信託銀行（現三井住友信託銀行）社長・会長、元信託協会会長
- 横須賀俊六 - 元東洋信託銀行社長
- 古沢煕一郎 - 元中央三井トラスト・ホールディングス会長、元中央三井信託銀行社長、元信託協会長
- 普川茂保 - 元日本信託銀行（現三菱UFJ信託銀行）社長・会長
- 平野友明 - 元日本信託銀行（現三菱UFJ信託銀行）社長・会長
- 若林辰雄 - 三菱UFJ信託銀行会長兼社長、信託協会会長
- 鬼澤邦夫 - 元常陽銀行頭取・会長、元全国地方銀行協会副会長、元茨城県公安委員会委員長
- 庵栄伸 - ほくほくフィナンシャルグループ社長、北陸銀行頭取、元全国地方銀行協会副会長、北陸経済連合会副会長
- 相馬確郎 - 元北海道銀行取締役、元函館貯蓄銀行取締役、元北日本製紙取締役、元棒二森屋監査役、元相馬商店監査役
- 大塚武 - 元北洋相互銀行社長・会長、元日本銀行事務管理部長、元北海道経営者協会会長
- 麦野英順 - 北陸銀行会長、富山県公安委員会委員長、富山経済同友会代表幹事
- 齊藤栄吉 - 富山銀行頭取、元日本銀行発券局長
- 塩田団平 - 元羽後銀行頭取、横荘鉄道設立、元沼館町長、元貴族院議員、元衆議院議員
- 片野饗一 - 元秋田あけぼの銀行頭取・会長
- 小関博 - 元群馬銀行頭取・会長、元日本銀行金沢支店長
- 大矢恭好 - コンコルディア・フィナンシャルグループ社長、横浜銀行頭取、元全国地方銀行協会会長、元全国銀行協会副会長
- 伊藤誠哉 - 元静岡銀行会長
- 亀山恭平 - 元濃飛農工銀行頭取、元日本勧業銀行地方顧問
- 藤原一朗 - 名古屋銀行頭取、元第二地方銀行協会会長、元全国銀行協会副会長
- 丸磐根 - 元山陰合同銀行頭取・会長、元日本銀行発券局長
- 星島義兵衛 - 元岡山県農工銀行頭取、元山陽女子中学校・高等学校校長、元岡山商工会議所会頭
- 篠原康次郎 - 元広島相互銀行頭取、元日本銀行広島支店長
- 首藤正寿 - 元大分合同銀行頭取、元名古屋銀行副頭取、満州中央銀行設立立案者
- 稲垣精一 - 元肥後銀行頭取、元富士銀行（現みずほ銀行）常務
- 森俊英 - 南日本銀行頭取、元富士銀行（現みずほ銀行）営業第四部長
- 石井祥 - 元南日本銀行頭取・会長
- 小村充広 - 元ジャパンネット銀行社長・会長、freee finance Lab会長
- 吉野信次 - 元クレディ・スイス信託銀行社長
- 藤巻健史 - 元モルガン銀行日本代表、ジョージ・ソロスの元投資アドバイザー
- 長門正貢 - 元シティバンク銀行会長、元ゆうちょ銀行社長、元日本郵政社長
- 呉金川 - 元彰化商業銀行（現彰化銀行）総経理・董事長、元国民政府東北経済研究所副所長
- 徳田昂平 - 元日本証券取引所総裁、元証券取引委員会委員長、元徳田商会社長
- 玉塚栄次郎 - 元東京証券取引所理事長、元日本証券業協会会長、元玉塚證券社長
- 藤野亀之助 - 元大阪株式取引所理事長
- 片岡音吾 - 元野村證券社長
- 行平次雄 - 元山一證券社長・会長、元日本証券業協会会長
- 山崎富治 - 元山種証券社長・会長、元日本青年会議所会頭、「ほうれんそう（報・連・相）経営」を提唱
- 松井正俊 - 元松井証券社長・会長
- 安田育生 - 元リーマン・ブラザーズ在日代表
- 守屋寿 - 元メリルリンチ日本証券会長、守屋寿コレクション収集
- 網屋信介 - 元メリルリンチ日本証券副会長兼投資銀行部門会長、元NISグループ副会長、元ニッシン社長兼CEO
- 加野忠 - 元ソロモン・ブラザーズ銀行在日代表、元ホアゴベット証券社長
- 吉末陸一 - 元INGベアリングス在日代表、元INGベアリングス証券会長
- 高橋壽常 - 元日本生命保険副社長、元関西経済同友会代表幹事
- 伊藤助成 - 元日本生命保険社長・会長、元経団連副会長、元経済同友会副代表幹事、元生命保険協会会長
- 斎藤勝利 - 元第一生命ホールディングス会長、元日本経団連副会長、元生命保険協会長
- 川原林順治郎 - 元明治生命保険会長
- 関好美 - 元明治生命保険社長・会長、元生命保険協会会長、藍綬褒章
- 竹村吉右衛門 - 元安田生命保険社長・会長、元仏教振興財団理事長
- 岡本則一 - 元安田生命保険社長、藍綬褒章
- 水野衛夫 - 元安田生命保険社長、藍綬褒章
- 宮本三喜彦 - 元明治安田生命保険会長、元安田生命保険]社長
- 金子亮太郎 - 元明治安田生命保険社長、元明治生命保険社長、元生命保険協会長
- 芦田泰三 - 元住友生命保険社長・会長
- 吉野泰生 - 元住友生命保険会長
- 横山進一 - 元住友生命保険社長・会長、元生命保険協会会長
- 飯沼剛一 - 元大正海上火災保険会長、元東亜火災海上保険社長
- 亀山甚 - 元日本火災海上保険社長・会長、元常陽銀行頭取・会長、元全国地方銀行協会会長
- 堤悟 - 元第一フロンティア生命社長、第一生命ホールディングス副社長
- 中里克己 - 東京海上日動あんしん生命保険社長
- 外池徹 - 元アフラック社長
- 上田昌孝 - 元アメリカンホーム保険会社会長兼CEO、元セシール社長兼フジ・ダイレクト・マーケティング社長
- 田中徳次郎 - 元東京海上火災保険社長、元日本損害保険協会会長、藍綬褒章
- 各務鎌吉 - 元東京海上火災保険社長・会長、元日銀参与、元大蔵省顧問、火災保険協会・海上保険協会・船舶保険協会を創設
- 大平賢作 - 元大阪住友海上火災保険（現三井住友海上火災保険）会長、元住友銀行頭取・会長
- 諸葛義夫 - 元住友海上火災保険社長・会長、藍綬褒章
- 尾崎英外 - 元あいおいニッセイ同和損害保険会長、元トヨタファイナンシャルサービス社長
- 飯沼邦彦 - 元SBI生命保険社長、元SBIインシュアランスグループ副会長
- 高瀬荘太郎 - 元日本信販（現三菱UFJニコス）社長
- 井上誠一郎 - 元ユーシーカード社長、元日本クレジットカード協会会長
- 斎藤雅之 - 元オリエントコーポレーション社長・会長、元日本クレジット協会副会長
- 川口均 - 元日産フィナンシャルサービス社長、元日産自動車副社長・CSO、元横浜商工会議所副会頭
- 中村英剛 - 元みずほ投信投資顧問社長、元みずほ証券副社長
- 加藤義隆 - CAMPFIRECAPITAL代表取締役
- アンセム・ウォン - 元アジア開発キャピタル社長、元にっぽんインキュベーション社長
- 蓑田秀策 - 元コールバーグ・クラビス・ロバーツ日本法人社長・会長

#### 飲食・流通・その他
- 稲田藤治郎 - ビール事業家、元衆議院議員
- 水野忠夫 - 元三井製糖社長、元精糖工業会会長
- 飯田雅明 - 元三井製糖社長、元精糖工業会会長
- 雑賀大介 - 三井製糖社長、元精糖工業会副会長、元日本鉄鋼連盟副会長
- 飯島延浩 - 山崎製パン社長、東ハト会長、デイリーヤマザキ会長、日本パン工業会長
- 正田英三郎 - 元日清製粉社長、戦災で焼失した設備の復旧に尽力、上皇后美智子の父
- 星野唯三 - 元日清製粉社長
- 佐伯孝 - 元日清製粉社長・会長、藍綬褒章
- 大枝宏之 - 元日清製粉グループ本社社長兼日清製粉会長、荏原製作所取締役会議長、元製粉協会会長
- 見目信樹 - 日清製粉グループ本社社長、元日清製粉社長
- 佐々木明久 - 元日清製粉社長、元製粉協会会長
- 中村藤一 - 元日本製粉会長
- 澤田浩 - ニップン会長、元製粉協会会長、元日本・トルコ協会会長
- 井口良二 - 元日東製粉社長、岸田文雄内閣総理大臣の祖父
- 近藤和威 - 元日東富士製粉社長、元製粉協会会長
- 宮原朋宏 - 日東富士製粉社長、製粉協会会長
- 鈴木三郎助 - 元味の素社長・会長
- 鈴木三千代 - 元三楽（現メルシャン）社長・会長、食品産業功労賞
- 渡辺文蔵 - 元味の素社長、元東京女子大学理事長、食品産業功労賞
- 稲森俊介 - 元味の素社長・会長、元日本食品添加物協会長、元カルピス社長・会長
- 江頭邦雄 - 元味の素社長・会長、元経団連副会長、元日本冷凍食品協会長
- 八馬史尚 - 元J-オイルミルズ社長、セブン&アイ・ホールディングス取締役会議長、元日本植物油協会会長
- 吉峯英虎 - 元味の素冷凍食品社長
- 城戸善浩 - ヤマキ社長、全国削節工業協会会長、愛媛県商工会議所連合会副会頭
- 江崎正道 - 元グリコ栄養食品社長・会長
- 今西晃 - 元丸美屋食品工業社長
- 三須和泰 - ひらまつ社長、元カンロ社長、日本ホッケー協会会長、元全日本菓子工業協同組合連合会副理事長
- 関榮一 - エルビー会長、元楽天KC会長、元国内信販社長
- 永利新一 - 元オーム乳業社長・会長、公認会計士、福岡県包括外部監査人
- 武田信彦 - テンヨ武田社長、山梨県食品工業団地理事長、元山梨県公安委員会委員長
- 正田文右衛門 - 元正田醤油社長、元館林航器社長、元日本醤油協会会長
- 茂木賢三郎 - 元キッコーマン副会長、元ハーバード・ビジネス・スクール日本同窓会会長
- 川村音次郎 - 元キリンビール社長・会長
- 高橋朝次郎 - 元キリンビール社長・会長
- 本山英世 - 元キリンビール社長・会長、元ビール酒造組合代表理事
- 村井勉 - 元アサヒビール社長・会長、元日本バレーボール協会会長、元日本オペレーションズ・リサーチ学会会長
- 内多蔵人 - 元サッポロビール社長・会長
- 高桑義高 - 元サッポロビール社長・会長
- 荒川和夫 - 元サッポロビール社長、恵比寿ガーデンプレイス・サッポロファクトリー開業に尽力
- 大倉治一 - 元月桂冠社長・会長
- 大倉治彦 - 月桂冠社長、日本酒造組合中央会会長、元京都経済同友会代表幹事
- 代野照幸 - 元メルシャン社長、元日本ワイナリー協会理事長
- 村松道男 - 小岩井乳業社長
- 桑原通徳 - 元コカ・コーラナショナルセールス社長、元全国清涼飲料工業会会長
- 足立龍雄 - 元中村屋社長・会長、足立正二男
- 富田昭平 - 元日本ケンタッキー・フライド・チキン社長・会長、ジェフグルメカード初代社長、元日本フードサービス協会長
- 篠崎真吾 - 元ロッテリア社長、公認会計士
- 石井靖幸 - 元ハーゲンダッツジャパン社長、元内閣府政策参与
- 斉之平伸一 - 三州製菓社長、元埼玉県教育委員会委員長、内閣総理大臣表彰、渋沢栄一賞
- 香月道生 - 北島社長、元佐賀県公安委員会委員長
- 白石喜太郎 - 元魚介養殖社長、元徳川家会計監督、元渋沢栄一秘書役
- 臼井興胤 - コメダホールディングス社長兼コメダ社長
- 金谷実 - すかいらーくホールディングス社長
- 赤尾洋昭 - セコマ社長、在札幌ベルギー王国名誉領事
- 秋山富一 - 元住友商事社長・会長、元住友老壮会会長
- 石井正巳 - 元三井物産会長
- 石田礼助 - 元三井物産社長、日本国有鉄道5代総裁
- 石原一子 - 元高島屋常務、女性初東証一部上場企業役員、内閣総理大臣表彰、エイボン女性年度賞女性大賞
- 磯野計蔵 - 元明治屋社長、元日本商品学会顧問
- 稲畑太郎 - 元稲畑産業社長・会長、元関西経済同友会代表幹事
- 今井道雄 - 元丸井今井社長、元札幌商工会議所会頭、元札幌証券取引所理事長、元北海道百貨店協会会長
- 上垣内猛 - 元ウォルマート日本法人CEO兼西友CEO、元ユニリーバ・ジャパン社長、元J-オイルミルズCOO、元日本紅茶協会長
- 柚木治 - ジーユー社長、元GOVリテイリング社長
- 石橋善一郎 - 元日本トイザらス副社長・CFO、東北大教授
- 浦島秀雄 - 元東洋商事社長、三木谷浩史の祖父
- 太田道彦 - 元丸紅副会長、元日本カザフスタン経済委員会会長
- 大塚久美子 - 大塚家具社長、明治大学特別招聘教授
- 沖正一郎 - 元ファミリーマート社長、元良品計画会長、元日本フランチャイズチェーン協会長
- 加藤章 - 元加藤商事社長、元米子商工会議所副会頭、元山陰機帆船組合理事長
- 清川正二 - 元兼松江商（現兼松）社長、元国際水泳連盟名誉主事、元IOC副会長
- 肥塚見春 - 元髙島屋代表取締役、日本郵政取締役、南海電気鉄道取締役、日本ペイントホールディングス取締役
- 椎名時四郎 - 元住友商事副会長、元日本ラグビーフットボール協会会長
- 斉藤圭史郎 - 元蝶理社長
- 田中完三 - 元三菱商事社長・会長
- 田中百畝 - 元京急百貨店社長、元京浜急行電鉄社長、運輸大臣賞
- 田部文一郎 - 元三菱商事社長・会長、元日本商工会議所副会頭、藍綬褒章、勲一等瑞宝章
- 辻兵吉 - 元辻兵グループ総帥、元日本バスケットボール協会長、藍綬褒章
- 露木清 - 元伊勢丹会長
- 森茂 - 元京王百貨店社長
- 戸崎誠喜 - 元伊藤忠商事社長・会長、財界研究所経営者賞、安宅産業を合併
- 浦島宣哉 - ファミリーマート常務執行役員、元伊藤忠保険サービス副社長
- 冨田圭潤 - 元カーチスホールディングス社長
- 永山在紀 - 南国殖産会長兼グループCEO、元南九州サンクス社長、元鹿児島県経営者協会会長
- 向井忠晴 - 元三井物産会長
- 鳥海巌 - 元丸紅社長・会長、東京国際フォーラム社長、東京都交響楽団理事長、元経済同友会副代表幹事
- 永瀬正治 - 元永瀬石油社長、元米子商工会議所会頭
- 南郷三郎 - 元日本綿花（現双日）社長、元日本ゴルフ協会チェアマン、元日本貿易振興会長
- 神林正教 - 元日本綿花（現双日）社長・会長、元日本繊維製品輸出組合理事長、藍綬褒章
- 田中義巳  - 元ニチメン（現双日）社長・会長、藍綬褒章
- 新関八洲太郎 - 元三井物産社長・会長
- 仁科和雄 - 元髙島屋会長
- 速水優 - 元日商岩井（現双日）社長、元日本銀行総裁、元経済同友会代表幹事
- 檜山廣 - 元丸紅社長・会長、繊維中心の丸紅を総合商社化
- 藤瀬政次郎 - 元東洋綿花（後のトーメン、現豊田通商）社長
- 鈴木英夫 - 元兼松社長・会長、藍綬褒章
- 槙原覚 - 元三菱商事ロンドン支局長、槙原稔の父
- 南条金雄 - 元三井物産会長
- 松浦巖 - 元兼松社長
- 水上達三 - 元三井物産社長・会長、元経済同友会代表幹事、元日本貿易会会長、元聖路加国際病院理事長
- 三宅川百太郎 - 元三菱商事会長、元キリンビール相談役
- 宮崎清 - 元三井物産社長、元日本ユニバック会長
- 村上晃彦 - 豊田通商会長、元ベトナムトヨタ社長、中部経済同友会代表幹事
- 八尋俊邦 - 元三井物産社長・会長、元経団連副会長
- 山崎一保 - 元東洋綿花会長、元輸出綿糸布同業会会長
- 山添茂 - 元丸紅副会長、元フジテック取締役会議長、元日本カザフスタン経済委員会会長
- 米倉功 - 元伊藤忠商事社長・会長、元経団連副会長
- 渡辺専次郎 - 元三井物産専務理事、元三井同族会管理部会員
- 渡邊康平 - 元伊藤忠商事副会長、国際取引業務検定協会理事長、藍綬褒章
- 星秀一 - 元伊藤忠食品社長、元日本加工食品卸協会副会長
- 加藤武雄 - 加藤産業名誉会長、食料産業特別貢献大賞
- 加藤和弥 - 加藤産業社長、兵庫県自治賞
- 西原一将 - 西原商会社長、五島製麺社長、松山製菓社長、日本サッカー協会副会長
- 今久保哲大 - 元日鐵商事社長、元鉄鋼産業懇談会会長、元産業環境管理協会資源・リサイクル促進センター副会長
- 岡谷康治 - 元岡谷鋼機社長、元中部経済同友会代表幹事、元名古屋商工会議所副会頭
- 増田宰 - 元アストモスエネルギー社長・会長、元日本LPガス団体協議会会長
- 大公一郎 - 元あらた会長、元生活協同組合コープさっぽろ会長、元全国化粧品日用品卸連合会会長
- 下田文一 - 元南洋拓殖社長、元東亜同文書院教授
- 室谷藤七 - 元室谷商店社長、アマチュアゴルファー
- 山本發次郎 - 元山発商店社長、美術コレクター
- 渡辺紀征 - 元西友社長・会長・CEO、元日本チェーンストア協会長
- 宮内正敬 - 元東武ストア社長
- 榊真二 - 元東急ハンズ社長、元東急リバブル社長、不動産流通経営協会理事長
- 川崎純平 - 元ライトオン社長
- 金子博臣 - 日本ケアサプライ社長、日本福祉用具供給協会理事
- 安井隆豊 - 安井家具社長、藍綬褒章、経済産業大臣表彰、AIESEC殿堂入り
- 三津原庸介 - 日本調剤社長、日本ジェネリック社長、メディカルリソース社長、長生堂製薬会長
- 森川莫臣 - 元京都トヨタ自動車社長・会長、元京都府自動車販売店協会会長、黄綬褒章、京都府暴力追放功労表彰
- 篠原淳史 - 元ジュピターショップチャンネル社長、タイ住友商事社長、新居浜市地方創生推進アドバイザー
- 板橋敏雄 - わたらせテレビ社長、元板通会長、元ロータリー米山記念奨学会理事長、国際ロータリー超我の奉仕賞
- 落合善美 - 元インデックス社長、元デジタルメディア協会副理事長、日経ウーマンウーマンオブ・ザ・イヤー大賞
- 天野順一 - 元日本ユニシス社長
- 北川三雄 - 元新日鉄ソリューションズ社長
- 秋草篤二 - 元日本電信電話公社（現NTT）総裁
- 島田明 - NTT社長、元電気通信事業者協会会長
- 江部努 - 元NTT東日本社長、電気通信協会賞受賞
- 有馬彰 - 元NTTコミュニケーションズ社長
- 鈴木信治 - 元日本IBM社長・会長
- 森田宏之 - 元日鉄ソリューションズ社長
- 横塚裕志 - 元東京海上日動システムズ社長、元情報サービス産業協会会長
- 石森令一 - 東北インフォメーション・システムズ社長
- 齋藤正記 - 元三井情報社長、セブン&アイ・ホールディングスCIO、セブン&アイ・ネットメディア社長
- 有賀貞一 - 元リアルワールド会長、元情報サービス産業協会副会長、元情報処理技術者試験試験委員長
- 杉本誠司 - 元ニワンゴ社長、元関西大客員教授
- 水野俊秀 - 元三菱UFJリサーチ&コンサルティング社長、三信社長
- 川崎正己 - 元キヤノンマーケティングジャパン社長
- 伊東眞幸 - 元浜銀総合研究所社長、神戸大学経済経営研究所リサーチフェロー
- 栗原美津枝 - 価値総合研究所会長、経済同友会副代表幹事
- 堀出一郎 - 元TBSブリタニカ社長、麗澤大名誉教授
- 早瀬勇 - 元金沢星稜大学学長、全国日独協会連合会副会長、外務大臣表彰、日独友好賞
- 飯島権蔵 - 元松商学園短期大学学長、元松本商業学校校長
- 高橋宏 - 公立大学法人首都大学東京初代理事長、元郵船航空サービス社長
- 吉田元一 - 学校法人明星学苑理事長、元三井物産副社長・最高情報責任者
- 三幣利夫 - 敬愛大学学長兼学校法人千葉敬愛学園理事長、元中東住友商事社長、元国際社会貢献センター理事長
- 犬丸徹三 - 元帝国ホテル社長、元日本高架電鉄社長、元日本ホテル協会長、バイキング料理の名付親
- 藤居寛 - 元帝国ホテル社長・会長
- 後藤達郎 - 元ホテルオークラ社長・会長、元日本ホテル協会長
- 大崎磐夫 - 元ホテルオークラ社長
- 土屋計雄 - 元第一ホテル社長・会長、元日本ホテル協会会長
- 荒牧幹人 - 元パレスホテル社長、宿泊施設活性化機構日本宿泊施設マーケティング賞
- 丸山康幸 - 元フェニックスリゾート社長・会長
- 柴山哲治 - 元サザビーズ日本法人社長
- 小林傭佶 - 元小林企業社長、元学校法人札幌学院大学理事長
- 堀江利幸 - 元ぺんてる社長
- 白井省三 - 元ティップネス社長、元日本フィットネス産業協会副会長、元サントリー食品社長
- 落合昭 - 元コナミスポーツ社長・会長、 ユニマットライフ社長、元日本フィットネス産業協会副会長
- 嘉悦朗 - 元横浜マリノス社長、元Jリーグ理事
- 後藤芳光 - 福岡ソフトバンクホークス社長、ソフトバンクグループCFO
- 岡崎寛 - 元横浜ベイスターズ社長、元横浜大洋ホエールズ社長
- 堀田一郎 - 元ナゴヤ球場社長
- 大井敏夫 - 元郁文堂社長
- 岩井一隆 - 元キュービーネット社長、MJ TOKYO Holdings Pte. Lte.社CEO
- 君島達己 - 任天堂社長、元ポケモン代表取締役
- 臼井興胤 - 元セガ社長
- 山田哲 - タイトー社長、元フェニックスリゾート社長

### コンサルタント・エコノミスト他
- 若松茂美 - 経営コンサルタント、マッキンゼー・アンド・カンパニー元日本支社副社長、元ディレクター、元一橋大教授
- 岩谷直幸 - 経営コンサルタント、マッキンゼー・アンド・カンパニー日本支社長、HENNGE共同創業者
- 植山周一郎 - 経営コンサルタント、元マーガレット・サッチャー日本代表、ヴァージン・グループ顧問
- 西浦裕二 - 経営コンサルタント、三井住友トラストクラブ会長、元アクサ損害保険会長兼アクサ生命保険会長
- 西山昭彦 - 経営コンサルタント、東京ガス西山経営研究所所長、一橋大特任教授
- 山本和隆 - 経営コンサルタント、ジャパン・インターカルチュラル・コンサルティング日本代表
- 岡俊子 - 経営コンサルタント、アビームM&Aコンサルティング社長、明治大教授
- 海部美知 - 経営コンサルタント、エノテック・コンサルティング代表
- 西崎泉 - M&Aコンサルタント、元マネックス・ハンブレクト会長、ピナクル創業者、UCCホールディングス取締役
- 津田倫男 - 企業アドバイザー、フレイムワーク・マネジメント代表、元エイ・エフ・エス日本協会理事
- 増田正人 - 投資コンサルタント、元三菱商事顧問、元東京大講師
- 和田彰 - コンサルタント、GPTWジャパン代表
- ゴードン禎 - コンサルタント、gEco代表取締役
- 大久保幸夫 - 人事コンサルタント、リクルートワークス研究所所長、元内閣府参与
- 安田結子 - 人事コンサルタント、ラッセル・レイノルズ・ アソシエイツ日本代表、出光興産取締役、村田製作所取締役
- 高橋克徳 - 経営コンサルタント、東京理科大学教授、ジェイフィール代表取締役、新書大賞
- 永田稔 - 経営コンサルタント、立命館大学教授、ヒトラボジェイピー代表取締役、新書大賞
- 古森剛 - 経営コンサルタント、元マーサー・ヒューマン・リソース・コンサルティング極東地域代表兼日本法人社長
- 大西俊介 - 経営コンサルタント、インフォシス日本代表、富士通副社長・COO、元NTTデータグローバルソリューションズ社長
- 伊賀泰代 - 人事コンサルタント、元マッキンゼー・アンド・カンパニー日本支社採用マネージャー
- 秋山ゆかり - 経営コンサルタント、ソプラノ歌手、Leonessa社長
- 市川周 - 人材コンサルタント、世界経済研究協会専務理事、元三井物産貿易経済研究所主任研究員
- 中康二 - コンサルタント、オプティマ・ソリューションズ代表取締役
- 田下憲雄 - 元インテージホールディングス会長、元日本マーケティング・リサーチ協会会長
- 三浦展 - マーケティング・アナリスト、カルチャースタディーズ研究所主催、元「アクロス」編集長
- 西川りゅうじん - マーケティングコンサルタント、「コジャレた」「コバラが減る」等の造語、ジュリアナ東京のプロデュース
- 足立光 - マーケター、ファミリーマートCMO、元日本マクドナルドCMO、元シュワルツコフヘンケル社長・会長
- 高田敦史 - マーケター、A.T. Marketing Solution代表
- 中川幸次 - 元野村総合研究所社長、元日本銀行理事
- 橋川史宏 - 地域振興プロデューサー、伊勢福社長、元三重県紀南振興プロデューサー、元紀南ツアーデザインセンター長
- 筧裕介 - デザイナー、慶応大特任教授、イシュープラスデザイン理事長、日本計画行政学会学会奨励賞、グッドデザイン賞
- 藤沢烈 - 社会起業家、RCF代表理事、元復興庁政策調査官、元マッキンゼー・アンド・カンパニー・コンサルタント
- 木下斉 - 社会起業家、エリア・イノベーション・アライアンス代表理事、内閣官房地域活性化伝道師、内閣総理大臣賞
- 近藤荒樹 - 相場師、金融業者、「金融王」、「丸ビル将軍」
- 古倉義彦 - 投資家、元クレアモントキャピタルHD社長、元日刊投資新聞社社長、イェール大学修士
- 阪中彰夫 - 投資家、元ソブリンアセットマネジメントジャパン社長、石川香織の父
- 堤智章 - 投資家、キーストーン・パートナース代表取締役、元エイボン・プロダクツ社長、元藤久社長
- 山下明男 - 投資家、フォートレス・インベストメント・グループ日本代表
- 鈴木壮治 - 国際戦略家、日本リスク管理研究所社長、元チェース・マンハッタン銀行バイスプレジデント
- 藤巻健史 - トレーダー、元モルガン銀行（現JPモルガン・チェース）日本代表、元参議院議員
- 豊島逸夫 - 貴金属ディーラー、元ワールド・ゴールド・カウンシル日韓地域代表
- 大竹愼一 - ファンドマネジャー、オオタケ・ウリザール＆コーポレーション社長
- 山口勝業 - ファンドマネジャー、イボットソン日本法人創立者・会長、早稲田大学教授、証券アナリストジャーナル賞
- 藤田勉 - ストラテジスト、元シティグループ証券副会長、ストラテジー・アドバイザーズ創業者・社長、一橋大学特任教授
- 柴田一彦 - ファンドマネジャー、シンフォニー・フィナンシャル・パートナーズ代表取締役
- 有田浩之 - ポートフォリオマネジャー、ブラックロック日本法人社長・CEO
- 伊藤穰一 - ベンチャーキャピタリスト、MITメディアラボ所長、MIT教授、ネオテニー代表取締役兼CEO、元インフォシーク会長
- 秋岡栄子 - プロデューサー、キャスター、日本産業館長、寧波市国際投資顧問、静岡県通商担当補佐官、リサ・パートナーズ取締役
- 江上美芽 - コーディネーター、ユタ大学併任教授、科学技術振興機構イノベーションコーディネータ賞・奨励賞
- 尾澤修治 - 公認会計士、監査法人朝日会計社（現あずさ監査法人）設立者、元日本公認会計士協会会長
- 山内悦嗣 - 公認会計士、元アーサー・アンダーセン日本代表、元ソニー取締役監査委員会議長
- 吉野賢治 - 公認会計士、元新日本監査法人副理事長、元学校法人中央学院理事長
- 小美野広行 - 公認会計士、元関西学院大学教授、元エスエス製薬代表取締役、元日本ベーリンガーインゲルハイム代表取締役
- 小宮山賢 - 公認会計士、早稲田大学教授、元日本公認会計士協会副会長
- 深瀬勝範 - 社会保険労務士、三菱UFJリサーチ&コンサルティングシニアコンサルタント
- 池内光久 - 認定危機管理士、PCRM研究所代表、日本カナダ検定協会副理事長
- 秋葉大助 - 発明家、実業家、人力車製造
- 米田まりな - 整理収納アドバイザー
- 井上宗迪 - エコノミスト、元丸紅国際経済研究室長、元国際医療福祉大学教授
- 岡田康司 - エコノミスト、地域経済総合研究所理事長、元大蔵省財政金融研究所特別研究官
- 福島清彦 - エコノミスト、元ジョンズ・ホプキンス大学教授、元野村総合研究所ヨーロッパ社長、元立教大教授
- 渡部亮 - エコノミスト、元いちよし経済研究所社長、元野村総合研究所ヨーロッパ社長、法政大名誉教授
- 浜矩子 - エコノミスト、同志社大教授、元三菱総合研究所経済調査部長
- 西沢和彦 - エコノミスト、日本総合研究所主席研究員、日経・経済図書文化賞
- 真壁昭夫 - エコノミスト、元みずほ総合研究所主席研究員、法政大教授
- 吉崎達彦 - エコノミスト、双日総合研究所副所長、元米国ブルッキングス研究所客員研究員、正論新風賞
- 増田悦佐 - エコノミスト、ジパング・ホールディングス経営企画室シニアアナリスト、元ニューヨーク州立大学助教授
- 内田俊宏 - エコノミスト、中京大研究員、元三菱UFJリサーチ&コンサルティングシニアエコノミスト、壱番屋取締役
- 辛坊正記 - エコノミスト、元住友ファイナンスエイシア社長、ベータ・ガンマ・シグマ会員
- 幸田博人 - エコノミスト、京都大学特別教授、一橋大学客員教授、ストラテジー・アドバイザーズ会長
- 野尻哲史 - エコノミスト、フィデリティ退職・投資教育研究所所長
- 安達誠司 - エコノミスト、日本銀行政策委員会審議委員、河上肇賞、政策分析ネットワーク賞
- 崔真淑 - エコノミスト、日経CNBC経済解説委員、シーボン取締役、元エイボン・プロダクツ取締役
- 大槻奈那 - 金融アナリスト、ピクテ・ジャパンシニア・フェロー、内閣府規制改革推進会議議長

### ジャーナリズム・放送・広告・映像
- 鈴木純一郎 - 元ジャパンタイムズ社長
- 笠信太郎 - 元朝日新聞常務取締役論説主幹、元昭和研究会メンバー、元ラッセル協会長
- 永井大三 - 元朝日新聞常務取締役業務局長、村山事件で解任
- 田中慎次郎 - 元朝日新聞取締役出版局長、元総理府原子力委員会参与、ゾルゲ事件で逮捕
- 安藤博 - 元朝日新聞記者、元東海大学平和戦略国際研究所教授、福島原発行動隊代表理事
- 辰濃和男 - 元朝日新聞編集委員・論説委員、元朝日新聞「天声人語」執筆者
- 岡田幹治 - 元朝日新聞論説委員、元「週刊金曜日」編集長
- 荻野博司 - 元朝日新聞論説副主幹、東洋学園大教授
- 大野博人 - 元朝日新聞役員待遇論説主幹、同元ヨーロッパ総局長、フランス国家功労勲章
- 宇留間和基 - 元朝日新聞出版社長、元AERA編集長、J-CASTニュース編集長
- 稲垣えみ子 - 元朝日新聞編集委員・論説委員、料理レシピ本大賞 in Japanエッセイ賞
- 佐々木広人 - アサヒカメラ編集長、「終活」生みの親
- 小山鉄郎 - 共同通信社編集委員兼論説委員、日本記者クラブ賞
- 杉田弘毅 - 元共同通信社論説委員長、明治大学特任教授、日本記者クラブ賞
- 大畑忠義 - 元時事通信社社長、勲一等瑞宝章
- 田中都吉 - 元中外商業新報社（現日本経済新聞）社長、元日本新聞協会長
- 武山泰雄 - 元日本経済新聞常務、ボーン国際記者賞、日経・経済図書文化賞
- 関口和一 - 日本経済新聞編集委員兼論説委員、MM総研所長、東京大客員教授
- 高柳豊三郎 - 元読売新聞社社長、元日就社社長
- 川岸近衛 - 元読売新聞論説副委員長、元証券取引等監視委員会委員
- 荒川弘 - 元産経新聞論説委員、成城大名誉教授
- 三井美奈 - 産経新聞パリ支局長、元読売新聞パリ支局長
- 韮沢忠雄 - 元日本共産党赤旗編集局長、報道におけるタブーを批判
- 坂本栄 - 元常陽新聞社長・会長、元時事通信社経済部長、時事通信社社長賞
- 魚住昭 - ノンフィクションライター、講談社ノンフィクション賞、日本推理作家協会賞
- 杉山隆男 - ノンフィクションライター、大宅壮一ノンフィクション賞、新潮学芸賞
- 足立紀尚 - ノンフィクションライター、元毎日新聞記者
- 川本信正 - スポーツ評論家、オリンピックを五輪と訳した、元日本オリンピック委員会委員、元情報局秘書官
- 大住良之 - サッカージャーナリスト、AFC最優秀記者賞、元サッカーマガジン編集長、FC PAF監督
- 立岩陽一郎 - ジャーナリスト、インファクト代表理事、元NHK国際放送局チーフディレクター、大阪芸術大学短期大学部教授
- 安田純平 - フリージャーナリスト、山本美香記念国際ジャーナリスト賞特別賞
- 篠田博之 - 月刊「創」編集長兼発行人、創出版代表取締役、日本ペンクラブ言論表現委員会副委員長
- 伊藤サム - 元ジャパンタイムズ編集局長
- 山村喜晴 - 元毎日新聞編集委員・論説委員
- 治部れんげ - ジャーナリスト、東京科学大学准教授、元日経BP社記者
- 村中璃子 - 医療ジャーナリスト、医師、元WHO医療社会学者、ネイチャー誌ジョン・マドックス賞
- 森田洋之 - 医療経済ジャーナリスト、医師、元夕張市立診療所長、元鹿児島県参与、医学ジャーナリスト協会優秀賞
- 川崎巳三郎 - 経済評論家、元プロレタリア科学研究所常任中央委員
- 木俣滋郎 - 戦争・兵器・船舶史家、元工学院大学付属高等学校教諭
- 石渡幸二 - 船舶評論家、海人社設立者・元社長、元「世界の艦船」編集長
- 流智美 - プロレス評論家、プロレス知識力認定試験プロレス王総合監修者
- 鈴木智之 - 元講談社「フライデー」編集長兼「スポーツフライデー」編集長、元講談社広報室長、急逝
- 松竹伸幸 - かもがわ出版編集長、元全日本学生自治会総連合委員長
- 松島倫明 - WIRED日本版編集長
- 下河辺さやこ - 元Domani副編集長
- ヨシダプロ - フリーライター、イラストレーター、漫画家、編集者
- 清水浩司 - フリーライター、編集者、『がんフーフー日記』
- 大宮冬洋 - フリーライター、大宮信光の子
- 五十嵐麻理 - フリーライター、珍スポット愛好家、デザイナー
- 太田あや - フリーライター
- エスムラルダ - フリーライター、ドラァグクイーン、女装パフォーマー、編集者、脚本家
- 伊藤悟 - 評論家、ラジオパーソナリティー、著作家
- ちきりん - ブロガー、著述家、BLOGOSアワード大賞、アルファブロガーアワード受賞
- 内沼晋太郎 - ブック・コーディネーター、numabooks代表、バリューブックス取締役
- 高平哲郎 - 演出家、編集者、「笑っていいとも!」などの企画・構成、雑誌「宝島」創刊・元編集長
- 和田郁夫 - 元NHK総合企画室担当局長、元おはよう日本編集責任者
- 上田良一 - 元NHK会長、アジア太平洋放送連合会長
- 田口五朗 - 元NHK福岡放送局長、元NHK編成センター長、元NHK「ニュースウオッチ9」メインコメンテーター
- 関口博之 - 元NHK解説副委員長、元NHK北九州放送局長
- 板垣信幸 - 元NHK解説委員室解説主幹、放送文化基金賞
- 黄木紀之 - NHK財団理事長、元NHKサービスセンター理事長、元NHK理事、元NHK編成局長
- 山田伸二 - 元NHK解説委員室解説主幹、元ジャパンビジネストゥディ編集長、明治大特任教授
- 高橋康夫 - NHK映像プロデューサー、元NHKエンタープライズ常務、三田佳子夫
- 菅康弘 - 元NHK理事、元NHK経営企画局長、坂の上の雲ミュージアム総館長、テレビドラマプロデューサー、エランドール賞
- 根本拓也 - 元NHKグローバルメディアサービス社長、NHK理事、元NHK報道局長
- 柳川強 - NHKドラマ番組部チーフディレクター、大山勝美賞、芸術選奨新人賞文部科学大臣新人賞、ギャラクシー賞優秀賞、放送文化基金賞演出賞
- 磯智明 - NHKドラマ制作部チーフプロデューサー、文化庁芸術祭優秀賞、ギャラクシー賞
- 渡辺一貴 - NHKチーフプロデューサー、映画監督、ギャラクシー賞
- 安斎昌幸 - 元NHKエンタープライズエグゼクティブプロデューサー、ザ☆ネットスター!、MAG・ネット等のプロデューサー、構成作家、脚本家
- 中村茂 - 元NHKアナウンサー、元電波タイムス社社長、二・二六事件で「兵に告ぐ」を担当
- 村松賢一 - 元NHKアナウンサー、元お茶の水女子大学教授、スピーチコミュニケーション教育研究所主宰
- 宮尾邦雄 - 元NHKアナウンサー
- 塚本貴之 - NHKアナウンサー
- 田中秀喜 - NHKアナウンサー
- 佐々生佳典 - NHKアナウンサー
- 高橋さとみ - NHKアナウンサー、地上デジタル放送推進大使
- 江藤泰彦 - NHKアナウンサー、NHKニュースおはよう日本リポーター
- 徳永圭一 - NHKアナウンサー、週刊ニュース深読みリポーター
- 岩元良介 - NHKアナウンサー
- 松井大 - NHKアナウンサー
- 手嶌真吾 - NHKアナウンサー
- 倉沢宏希 - NHKアナウンサー
- 黄鶴 - NHK「中国語会話」アシスタント
- 城本勝 - 日本国際放送社長、元NHK解説副委員長、元九州交響楽団副理事長
- 佐藤孝吉 - 元日本テレビ専務、「はじめてのおつかい」「アメリカ横断ウルトラクイズ」のディレクター、エミー賞
- 高田真治 - 元日本テレビ執行役員営業局長、スカパーJSATホールディングス社長・会長、元電気通信事業者協会副会長
- 柏木登 - 元日本テレビ事業局長、バップ社長、「ザ!鉄腕!DASH!!」等のチーフプロデューサー
- 土屋敏男 - 元日本テレビ編成局専門局長、LIFE VIDEO社長、「電波少年」「ウリナリ!!」「雷波少年」等のプロデューサー
- 小杉善信 - 元日本テレビホールディングス社長、元日本テレビ社長、日本民間放送連盟副会長
- 高橋望 - 日本テレビ映画事業部プロデューサー、元スタジオジブリ事業本部長代理、三鷹の森ジブリ美術館シニアアドバイザー
- 土屋泰則 - 日本テレビ音楽常務、元日本テレビチーフプロデューサー
- 松原浩 - 日本テレビプロデューサー、元TBSテレビプロデューサー
- 村尾信尚 - 元日本テレビ「NEWS ZERO」キャスター、元財務省主計官、関西学院大学教授
- 森圭介 - 日本テレビアナウンサー、「ズームイン!!SUPER」等
- 足立正 - ラジオ東京（現TBS）初代社長、日本民間放送連盟初代会長、日本商工会議所12代会頭
- 遠藤環 - TBSプロデューサー、『愛はどうだ』等、日本映画テレビプロデューサー協会理事
- 大蔵雄之助 - 元TBS報道局長、元日本教育再生機構代表委員、元杉並区教育委員長
- 難波一弘 - TBSテレビ取締役編成制作局長、緑山スタジオ・シティ社長、テレビドラマ監督
- 平野隆 - TBSテレビ映画事業部担当部長、映画プロデューサー
- 鈴木慎治 - TBSテレビプロデューサー、「うたばん」の化学くん
- 山内あゆ - TBSテレビアナウンサー、「みのもんたのサタデーずばッと」、「はなまるマーケット」等
- 加藤シルビア - TBSテレビアナウンサー
- 竹内由布子 - TBSテレビ記者、「JNNニュースの森」レポーター、「ブロードキャスター」レポーター等
- 島田喜広 - TBSテレビ執行役員、元テレパック社長、ジャーナリスト
- 橋本吉史 - TBSラジオプロデューサー、ギャラクシー賞ラジオ部門大賞
- 三ツ井康 - 元フジテレビジョン副社長、元共同テレビジョン社長、元扶桑社社長
- 小川晋一 - フジテレビジョン専務、「平成教育委員会」プロデューサーなど
- 杉尾敦弘 - 元フジテレビジョンドラマ制作センタープロデューサー、「ロングバケーション」プロデューサーなど
- 武田誠司 - フジテレビジョンプロデューサー
- 中川英造 - 元テレビ朝日社長、元日本漕艇協会顧問
- 宮崎慎一 - 元テレビ朝日プロデューサー、「一休さん」、「魔法使いサリー」などのプロデューサー
- 蓮実一隆 - 元テレビ朝日プロデューサー、ビューン社長、「報道ステーション」初代プロデューサー
- 久野昌宏 - テレビ朝日イベント事業部長、元プロデューサー、民間放送教育協会事務局長、「動物のお医者さん」などの監督
- 山本たかお - テレビ朝日役員待遇エグゼクティブ・プロデューサー、「ミュージックステーション」のチーフプロデューサー
- 本部純 - テレビ朝日総合編成局ゼネラルプロデューサー
- 秋山純 - 元テレビ朝日プロデューサー、ジュン・秋山クリエイティブ代表取締役
- 進藤潤耶 - テレビ朝日アナウンサー
- 山上万恵美 - 元テレビ朝日アナウンサー
- 大熊英司 - テレビ朝日アナウンサー
- 石川一郎 - テレビ東京ホールディングス社長、テレビ東京社長、日本民間放送連盟副会長
- 福田秀和 - 元テレビ東京「ワールドビジネスサテライト」ニュースデスク、日本経済新聞グローバル事業局次長
- 祖父江里奈 - テレビ東京プロデューサー
- 大森時生 - テレビ東京プロデューサー
- 松井梨絵子 - 元秋田放送アナウンサー
- 金子嘉徳 - 元中京テレビ放送会長、元東海銀行頭取、元中部経済同友会代表幹事
- 小松伸生 - 中京テレビ放送社長・会長、元日本テレビ取締役経理局長、テレビドラマプロデューサー
- 渡辺甚吉 - 元東海テレビ放送副社長、元参議院議員、元岐阜商工会議所会頭
- 阿藤傳治 - 元朝日放送会長
- 沖中進 - 朝日放送グループホールディングス社長・会長、元ABCアニメーション社長
- 木谷忠 - 元朝日新聞社専務、元名古屋テレビ放送社長
- 佐々木誠二 - 元テレビ大阪社長・会長、元大阪ロータリークラブ会長
- 橋本宗利 - 元広島ホームテレビ社長・会長、元日本民間放送連盟副会長、元日本青年会議所副頭取
- 青木秀 - 元テレビ西日本会長、元西日本新聞社社長
- 野並正佑 - 西日本放送アナウンサー
- 松本知則 - 元九州朝日放送社長、元朝日新聞名古屋本社代表
- 渡邉敬大 - 大分放送アナウンサー
- 卯木肇 - 元スカイパーフェクト・コミュニケーションズ（現スカパーJSAT）社長・会長、元HUMAX日本法人社長、元アイワ社長・会長
- 廣瀬敏雄 - 元WOWOW社長・会長
- 武井大助 - 元文化放送社長、元安田銀行社長、元大日本帝国海軍主計中将、元海軍省経理局長
- 上田碩三 - 元電通社長、死後記念しボーン・上田記念国際記者賞が創設された
- 瀬木博政 - 元博報堂会長・名誉会長
- 戸田裕一 - 博報堂社長・会長、博報堂DYホールディングス社長・会長兼CEO、 日本広告業協会副理事長
- 首藤明敏 - 博報堂コンサルティング社長、慶應義塾大学特別招聘教授
- 小野憲次 - メディアプロデューサー、ギャラクシー賞、科学番組放送賞
- 大岩直人 - クリエイティブ・ディレクター、元電通電通統合ディレクションルーム専任局次長、カンヌ国際広告祭銀賞
- 福里真一 - CMプランナー、東京コピーライターズクラブ副会長、ギャラクシー賞等
- 篠原誠 - CMプランナー、クリエイティブ・ディレクター、2015年度広告業協会クリエイター・オブ・ザ・イヤー
- 中川淳一郎 - PRプランナー、フリーライター、フリー編集者
- 天野彬 - メディア研究者、電通メディアイノベーションラボ主任研究員
- 斎藤義雄 - 気象予報士、クリア取締役
- 千種ゆり子 - 気象予報士、テレビ朝日気象デスク、富士見市PR大使
- 町田治之 - 元ソニー・ピクチャーズ エンタテインメント社長、元緑資源機構理事長、森林農地整備センター初代所長

### 行政
- 山中千之 - 元国際連盟委任統治委員、元平和条約実施委員・総領事
- 持田繁 - 元国際連合事務総長副特別代表、元国際連合東ティモール統合ミッション副代表
- 水鳥真美 - 元国際連合事務総長特別代表、元国際連合防災機関長
- 岡井朝子 - 元国際連合事務次長補、元国際連合開発計画総裁補兼危機対応局長
- 八木浩治 - 元国際連合開発計画次席駐日代表、ムンバイ総領事
- 堀部伸子 - 元国際連合人口基金アジア・太平洋地域事務所長
- マリア・ゼネイダ・コリンソン - 元国際原子力機関総会議長、ウィーン国際機関大使、元フィリピン外務省欧州局長
- 井上孝治郎 - 元日本ユネスコ国内委員会事務総長、元外務省経済局長、元内閣総理大臣秘書官
- 浅沼信爾 - 元世界銀行アジア第1局長、元世界銀行計画・予算局長、元クーン・ローブ投資銀行極東代表事務所代表
- 西尾昭彦 - 世界銀行副総裁
- 中丸友一郎 - 元世界銀行エコノミスト、元JPモルガン・アセット・マネジメント主席日本エコノミスト
- 斉藤国雄 - 元国際通貨基金アジア太平洋局長、元国際通貨基金アジア太平洋地域事務所長
- 高橋毅 - 元米州開発銀行理事、元アジア開発銀行予算人事局長、元国際交流基金参与
- 吉國眞一 - 元国際決済銀行アジア太平洋総代表、元金融広報中央委員会会長、元早稲田大客員教授
- 谷口誠 - 日本人初OECD事務次長、元ユニセフ議長、元国連貿易開発会議議長、元早稲田大教授
- 宇山智哉 - 世界貿易機関事務局長上級補佐官、元内閣官房内閣審議官
- 飯嶋康弘 - 元世界観光機関アジア太平洋センター副代表、元国土交通省航空局次長
- 棚瀬誠 - 元インターポール犯罪情報官、元兵庫県警察本部刑事部長、犯罪コメンテーター
- 関守三郎 - 元アジア生産性機構事務総長、元外務省顧問、元外務省経済局長
- 山崎隆一郎 - 元アジア生産性機構事務総長、元国連大使、元外務省外務報道官
- 竹中繁雄 - 元アジア生産性機構事務総長、元法務省入国管理局長
- 太田浩 - 元保険監督者国際機構執行委員会副議長、元金融庁国際政策管理官
- 塚原治 - 元アジア開発銀行日本代表理事、元国税庁国税審議官、元国際空港上屋社長
- 岩谷滋雄 - 元三国協力事務局長、元駐オーストリア大使、元法務省仙台入国管理局長
- 黒木雅文 - 元アジア海賊対策地域協力協定情報共有センター事務局長、元外務省参与
- 岡本行夫 - 元内閣総理大臣補佐官、元内閣官房参与、元国際交流基金参与、アジア・太平洋賞特別賞
- 小松一郎 - 元内閣法制局長官、元内閣官房参与、元外務省国際法局長
- 伊藤述史 - 元内閣情報局総裁、元内閣情報部長、元国際連盟事務局次長
- 天羽英二 - 元内閣情報局総裁、元外務次官、元外務省情報部長
- 浦部和好 - 元内閣官房副長官補、元外務大臣官房長、元富山県警察本部長
- 原和也 - 内閣情報官、元警察庁警備局長、元内閣総理大臣秘書官
- 小野日子 - 元内閣広報官、外務省経済局長
- 河本光博 - 元内閣総理大臣秘書官補、元内閣府特命担当大臣秘書官
- 岸博幸 - 元内閣官房参与、元総務大臣秘書官、元経済財政政策担当大臣補佐官、慶應大教授
- 稲山文男 - 元内閣官房行政改革推進本部事務局長、元総務省行政管理局長、元官民人材交流センター副センター長
- 飯島光雄 - 元内閣官房内閣審議官兼インドシナ難民対策連絡調整会議事務局長、元駐トリニダード・トバゴ大使
- 滑川雅士 - 元内閣官房内閣審議官兼構造改革特区推進室長、元ミクロネシア連邦大統領補佐官
- 秋山和美 - 元内閣官房内閣審議官兼アイヌ総合政策室長、元国税庁名古屋国税局長
- 加藤利男 - 元内閣官房地域活性化統合事務局長、元国土交通省都市局長、元住宅金融支援機構理事長
- 木下賢志 - 元内閣官房まち・ひと・しごと創生本部地方創生総括官、元厚生労働省年金局長、日本製薬工業協会理事長
- 田川和幸 - 元内閣官房まち・ひと・しごと創生本部事務局次長、元経済産業省東北経済産業局長、日本機械工業連合会副会長
- 藤野武広 - 内閣官房内閣参事官、元財務副大臣秘書官
- 池邊龍一 - 元内閣総理大臣秘書官、元東洋拓殖総裁
- 柴田雅人 - 元内閣府審議官、元内閣総務官、元国民健康保険中央会理事長
- 藤岡文七 - 元内閣府審議官、元内閣府沖縄振興局長、日本リサーチ総合研究所理事長
- 高橋進 - 元内閣府政策統括官、元日本総合研究所理事長、元早稲田大客員教授
- 中藤泉 - 元内閣府経済社会総合研究所次長、元内閣府大臣官房政策評価審議官
- 阪本和道 - 元内閣府審議官、元内閣府大臣官房長、元内閣府賞勲局長
- 嶋田裕光 - 元内閣府政策統括官、元子ども・子育て本部統括官、元内閣府大臣官房総括審議官
- 伊藤茂樹 - 内閣府国際平和協力本部事務局次長、元防衛省大臣官房報道官
- 村山裕 - 内閣府経済社会総合研究所長、元内閣府政策統括官、元迎賓館次長
- 武田實 - 元迎賓館長、元駐アイルランド大使、元参議院事務局渉外部長
- 上野季三郎 - 元大膳頭、元式部官、元シドニー総領事
- 河相周夫 - 上皇侍従長、元侍従長、元式部官長、元外務事務次官、元内閣官房副長官補、元外務省総合外交政策局長
- 西ヶ廣渉 - 元宮務主管、宮内庁御用掛、元駐ルクセンブルク大使、演劇評論家
- 伊藤孝雄 - 元総務省政策統括官、元総務省関東管区行政評価局長
- 谷脇康彦 - 元総務審議官、インターネットイニシアティブ社長、慶應大特別招聘教授
- 髙田恒 - 元消防庁次長、元全国町村議会議長会事務総長、元全国危険物安全協会理事長
- 米澤健 - 元消防庁次長、元危険物保安技術協会理事長
- 大林宏 - 元法務事務次官、元法務省刑事局長、元法務省大臣官房長
- 柳俊夫 - 元公安調査庁長官、元法務省法務総合研究所研修第一部長
- 酒井明 - 元法務省広島入国管理局長、元東日本入国管理センター所長
- 松橋忠光 - 元内閣調査室警視監、元福岡県警察警備部長、評論家、退官後警察批判
- 林則清 - 元警察庁刑事局長、元警視庁副総監、元岐阜県警察本部長
- 山成喬六 - 元大蔵省主計局長、元台湾銀行副頭取、元東洋製糖社長
- 岩倉具光 - 元大蔵大臣秘書官、元京阪神急行電鉄副社長、元国際運送社長、岩倉具視孫
- 西山勉 - 元財務官、元駐インド大使
- 前田勇 - 元大蔵省中国財務局理財部長、元三和相互銀行・山陽相互銀行社長
- 加治木俊道 - 元大蔵省証券局長、元国税庁福岡国税局長、元関西電力副社長
- 森鼻武芳 - 元大蔵省横浜税関長、元北海道銀行頭取・会長、元北海道公安委員会委員長
- 田邊昇 - 元大蔵省近畿財務局長、元西武化学工業社長、元オールステート自動車・火災保険社長
- 塩谷忠男 - 元大蔵省東海財務局長、元太陽神戸銀行頭取、元日本銀行政策委員会委員
- 亀水晋 - 元財務省東海財務局長、元総務省大臣官房審議官、元財務総合政策研究所次長
- 野崎正剛 - 元大蔵省印刷局長、元大蔵省国際金融局次長、元世界銀行東京事務所長
- 矢澤富太郎 - 元大蔵省関税局長、元国税庁東京国税局長、元太田昭和監査法人会長
- 二宮洋二 - 元財務省神戸税関長、元財務省北海道財務局長、佐賀共栄銀行頭取
- 奥田宗久　元財務省金融安定監理官、元造幣局東京支局長
- 飯島健司 - 元財務省大阪税関長、元財務省大臣官房審議官
- 山田秀樹 - 元財務省大阪税関長、元内閣官房内閣審議官、元北海道大学教授
- 矢野和之 - 元財務省中国財務局長、ヴェリタス会長、日本プロゴルフ協会理事
- 淺見康弘 - 元財務省財務総合政策研究所次長、元日本エネルギー経済研究所グリーンエネルギー認証センター副センター長
- 小野稔 - 元財務省財務総合政策研究所副所長、元官民競争入札等監理委員会事務局長
- 西崎寿美 - 元財務省財務総合政策研究所副所長、元内閣府経済社会総合研究所上席主任研究官
- 金森俊樹 - 元財務省大臣官房政策評価審議官、元財務省財務総合政策研究所次長
- 嶋田賢和 - 財務省関税局監視課長補佐、元釜石市副市長、全国最年少副市長
- 神谷隆 - 財務省東北財務局長、内閣官房内閣参事官、元経済財政政策担当大臣秘書官
- 中島朗洋 - 元財務省主計局次長、石破内閣総理大臣秘書官（事務担当）
- 吉田忠明 - 元国税庁東京国税局長、元内閣官房内閣審議官、元トマト銀行社長・会長
- 大塚俊二 - 元国税庁国税不服審判所次長、元プロミス社長・会長、元大光相互銀行社長
- 田中正昭 - 元国税庁東京国税局長、元総務省大臣官房審議官、日本酒類販売社長
- 花角和男 - 元国税庁税務大学校長、元総務省人事・恩給局次長
- 木原隆司 - 元国税庁関東信越国税不服審判所長、元九州大教授
- 矢野康治 - 元財務事務次官、元財務省主計局長、元財務省大臣官房長、文藝春秋読者賞
- 山川清徳 - 財務省主計局主計企画官（調整担当）、国立大学法人一橋大学顧問、日本生命保険特別顧問
- 佐藤隆文 - 元金融庁長官、元国際財務報告基準財団副議長、元日本取引所自主規制法人理事長、日本オーケストラ連盟理事長
- 米澤友宏 - 元金融庁政策調整官、元石川県総務部長、元日本郵便上級副社長、郵便局物販サービス会長
- 横尾光輔 - 元金融担当大臣秘書官
- 菅谷重平 - 元経済安定本部生産局長、元関東特殊製鋼会長、元関西経済同友会代表幹事
- 新田庚一 - 元経済企画事務次官、元中小企業庁次長、元地域振興整備公団副総裁
- 海野恒男 - 元経済企画審議官、元経済企画庁国民生活局長、元日本総合研究所副理事長
- 加瀬俊一 - 元国連大使、元内閣総理大臣顧問、元外務省顧問、元鹿島出版会会長
- 西堀正弘 - 元国連大使、元EC大使、元外務省国際連合局長
- 山﨑和之 - 国連大使、元ジュネーブ国際機関大使、元外務審議官、元外務省大臣官房長、元内閣総理大臣秘書官
- 山中修 - 国連大使、元経済産業省大臣官房審議官
- 小田部陽一 - 元ジュネーブ国際機関大使、元外務審議官、元外務省経済局長、レジオン・ドヌール勲章
- 海部篤 - ウィーン国際機関大使、CTBTO準備委員会議長、元儀典長
- 新美潤 - OECD代表部大使、元アフリカ開発会議担当大使、元外務省国際文化交流審議官
- 太田正己 - 元ユネスコ執行委員・政府代表兼外務省参与、元国際連合環境計画常駐代表、元OECD環境委員会議長
- 大村喬一 - 元ユネスコ代表大使、元奈良大学総合研究所長
- 竹若敬三 - 北極担当大使、元NGO担当大使
- 児島正一郎 - 元在清国外交官補、義和団の乱で戦死、児島惟謙の長男
- 有吉明 - 元駐中華民国大使、元駐ブラジル大使、元上海総領事
- 佐藤嘉恭 - 元駐中国大使、元外務省大臣官房長、元内閣総理大臣秘書官
- 金杉憲治 - 駐中国大使、元外務審議官、元外務省アジア大洋州局長、元外務省経済局長、元内閣総理大臣秘書官
- 鈴木榮作 - 元香港総領事、元シドニー総領事
- 重家俊範 - 元駐韓国大使、元外務省中東アフリカ局長、元霞関会理事長
- 小島太作 - 元駐インド大使、元外務省研修所長
- 須永和男 - 元ASEAN大使、元防衛省防衛政策局次長
- 塚本毅 - 元駐フランス領インドシナ大使、元仏印総督府総務長官、元日本イスラエル協会理事長
- 田中秀穂 - 元駐フィリピン大使、元外務省中近東アフリカ局長
- 卜部敏直 - 元駐フィリピン大使、元駐アイルランド大使
- 久保田貫一郎 - 元カンボジア国最高顧問、元外務省参与、元日本国際問題研究所理事長、久保田発言
- 東光武三 - 元ラングーン総領事、阿波丸事件で死去
- 矢田長之助 - 元駐シャム公使、元ニューヨーク総領事
- 坪上貞二 - 元駐タイ大使、元拓務次官、元日本海外協会連合会会長
- 矢田部保吉 - 元日泰攻守同盟条約慶祝答礼大使、元青島総領事
- 原島秀毅 - 元駐マレーシア大使、初代沖縄大使、琉球民謡新人賞
- 中村滋 - 元駐マレーシア大使、元外務省国際情報局長、元東京大客員教授
- 菊田豊 - 駐ブルネイ大使、元侍従、元外務副大臣秘書官
- 蜂谷輝雄 - 初代駐自由インド仮政府公使、元内閣総理大臣秘書官
- 浮田郷次 - 元シンガポール総領事、元閑院宮付式部官
- 豊田薫 - 元シンガポール総領事、元上海総領事、元昭南特別市総務部長
- 竹内春久 - 元駐シンガポール大使、元外務省国際情報統括官、東京大客員教授
- 鹿取克章 - 元駐インドネシア大使、元ASEAN大使、元外務報道官、元外務省領事局長
- 島田順二 - メルボルン総領事、元外務省安全保障情報特別研究官
- 三田村秀人 - 元駐ニュージーランド大使、元国際連合難民高等弁務官事務所特別顧問
- 野川保晶 - 元駐ニュージーランド大使、元外務省研修所長、元在ジュネーブ国際機関大使
- 貞岡義幸 - 元駐パラオ大使、元内閣官房内閣審議官
- 菊地康典 - 元駐フィジー大使、元内閣官房内閣審議官
- 道井緑一郎 - 駐フィジー大使、元出入国在留管理庁審議官
- 奈良靖彦 - 元駐カナダ大使、元駐シンガポール大使
- 川村泰久 - 駐カナダ大使、元国連大使、元外務報道官
- 松永健 - トロント総領事、元内閣情報調査室内閣参事官
- 出淵勝次 - 元駐アメリカ大使、元外務次官、元外務省アジア局長
- 朝海浩一郎 - 元駐アメリカ大使、元外務審議官、元外務省総務局長
- 井口貞夫 - 元駐アメリカ大使、元外務事務次官、元日本電波塔副社長
- 廣光俊昭 - 駐アメリカ公使、日経・経済図書文化賞
- 宮川久次郎 - 元ニューヨーク一等領事、元香港副領事、元広東副領事
- 堀義貴 - 元駐メキシコ公使、元内閣総理大臣秘書官
- 石黒四郎 - 元駐メキシコ大使、元賠償庁次長、元外務省特殊財産局長
- 小野正昭 - 元駐メキシコ大使、元駐ポーランド大使、元外務省領事移住部長
- 秋山理敏 - 元駐パナマ公使、元外務大臣秘書官
- 水城幾雄 - 元駐パナマ大使、元ホーチミン総領事
- 岩手嘉雄 - 元駐コロンビア兼エクアドル公使、元ホノルル総領事
- 坂根準三 - 元駐コロンビア兼エクアドル公使、元サンパウロ総領事
- 鈴木一泉 - 元駐コロンビア大使、元バルセロナ総領事
- 髙杉優弘 - 駐コロンビア大使、元内閣官房内閣審議官
- 塩口哲朗 - 元駐ベネズエラ大使、元国際協力銀行理事
- 椋本伊三郎 - 元駐ウルグアイ大使、元駐マニラ総領事、金大中の恩師
- 角田勝彦 - 元駐ウルグアイ大使、日本ウルグアイ協会会長
- 山崎馨一 - 元駐ペルー公使、元後藤風雲堂製作所社長
- 三宅哲一郎 - 元駐チリ公使、元バタヴィア総領事
- 中村茂 - 元駐ブラジル大使、元駐ポーランド大使
- 村角泰 - 元駐ブラジル大使、元儀典長
- 中村巍 - 元駐アルゼンチン公使、元外務政務次官、元衆議院議員、元外務省通商局長
- 朝海和夫 - 元EU大使、元外務省国際社会協力部長、元霞関会理事長
- 田辺敏明 - 元駐ノルウェー大使、元地球環境問題担当大使、元参議院参事
- 三宅喜二郎 - 元駐スウェーデン大使、元外務省研修所長
- 大塚清一郎 - 元駐スウェーデン大使、元外務省文化交流部長
- 廣木重之 - 駐スウェーデン大使、元儀典長
- 鏡武 - 元駐アイルランド大使、元中東調査会副会長
- 藤田敏郎 - 元ロンドン総領事、元サンパウロ総領事
- 坂田重次郎 - 元駐スペイン公使、元外務省通商局長
- 坂本重太郎 - 元駐スペイン大使、元外務省中南米局長、元海外日系人協会理事長
- 水上正史 - 駐スペイン大使、元外務省中南米局長
- 鈴木庸一 - 元駐フランス大使、元外務省経済局長、日本人初国際熱帯木材機関議長
- 竹内春海 - 元駐イタリア大使、元外務省アメリカ局長、元内閣総理大臣秘書官
- 西田誠哉 - 元駐イタリア大使、元国連大使、元外務省参与、元儀典長
- 中村實宏 - 元駐バチカン大使、元外務省参与
- 来栖三郎 - 元駐ドイツ大使、元アメリカ特派大使、元外務省通商局長
- 志野光子 - 駐ドイツ大使、元国連大使、元儀典長、元外務省国際文化交流審議官
- 柿坪正義 - 元駐スイス大使、元国連大使、元外務省情報文化局長
- 橋本宏 - 元駐オーストリア大使、元外務省外務報道官、元霞関会理事長
- 水谷章 - 駐オーストリア大使、元一橋大教授、立命館アジア太平洋大学教授
- 高木広一 - 元駐デンマーク大使、元外務省移住局長
- 小田部謙一 - 元駐ベルギー大使、元EC大使、元外務省経済局次長
- 酒匂秀一 - 元駐ポーランド大使、元南洋協会理事長
- 川田司 - 駐ポーランド大使、元外務省領事局長
- 小沢武夫 - 元駐チェコスロヴァキア大使、元シカゴ総領事
- 糠沢和夫 - 元駐ハンガリー大使、元外務省文化交流部長
- 三橋秀方 - 元駐ルーマニア大使、元内閣官房内閣審議官
- 河原節子 - 駐北マケドニア大使、元一橋大教授
- 川島信太郎 - 元駐ギリシャ公使、元ハンブルク総領事
- 中本孝 - 元駐ギリシャ大使、元内閣官房長官秘書官
- 西宮信安 - 元駐トルコ大使、元外務省参与
- 田中謙次 - 元駐カザフスタン大使、元デュッセルドルフ総領事
- 田中都吉 - 初代駐ソ連大使、元外務次官、元外務省通商局長、元同盟通信社会長
- 佐藤尚武 - 元駐ソ連大使、元駐フランス大使、元駐イタリア大使
- 魚本藤吉郎 - 元駐ソ連大使、元外務省中近東アフリカ局長、元交流協会理事長
- 横田敬一 - ユジノサハリンスク総領事、元内閣官房内閣参事官
- 高橋正太郎 - 元駐フィンランド大使、元ニューヨーク総領事
- 柳沢陽子 - 元駐エストニア大使、元外務省国際法局法律顧問官
- 松村之彦 - 駐エストニア大使、元丸紅副社長CAO兼CCO兼CIO
- 長内敬 - 元駐ラトビア大使、元一橋大客員教授
- 多賀敏行 - 元駐ラトビア大使、元東京都知事本局儀典長
- 天江喜七郎 - 元駐ウクライナ大使、元外務省中近東アフリカ局長、元国立京都国際会館長
- 角茂樹 - 元駐ウクライナ大使、元国連大使、元在ウィーン国際機関大使
- 上原忠春 - 元駐ジョージア大使、日本ジョージア商工会議所理事長
- 松井啓 - 初代駐カザフスタン大使、元駐ブルガリア大使
- 黒宮貴義 - 駐アフガニスタン大使、元アフリカ開発会議事務局次長補
- 小林弘裕 - 元駐イラン大使、元ドバイ総領事、元長野県警察本部長
- 齊藤貢 - 駐イラン大使、元内閣官房内閣審議官
- 前田憲作 - 元駐イラク大使、元駐サウジアラビア大使
- 小寺次郎 - 元駐サウジアラビア大使、元外務省欧州局長、元国連大使
- 辻本甫 - 元駐アラブ首長国連邦大使、元衆議院外務調査室長
- 国枝昌樹 - 元駐シリア大使、元社会福祉・医療事業団常任顧問
- 武野義治 - 元駐イスラエル大使、元アジア・太平洋国会議員連合事務総長
- 清水訓夫 - 元駐アルジェリア大使、元防衛大学校教授
- 大森茂 - 元駐セネガル大使、元法務省名古屋入国管理局長、元東宮侍従
- 岡庭健 - 駐ケニア大使兼国連環境計画常駐代表、元外務副報道官
- 田尻愛義 - 元外務次官、元外務省政務局長、元東亜学院長
- 松嶋鹿夫 - 元外務次官、元外務省通商局長、元セントラル・リーグ会長
- 曽根健孝 - 元外務省国際文化交流審議官、元内閣副広報官
- 中込正志 - 元外務省欧州局長、元内閣総理大臣秘書官
- 今福孝男 - 外務省大臣官房総括審議官、元内閣官房副長官秘書官
- 高杉東一 - 元外務大臣書記生、高杉晋作長男
- シュテファン・ヘルツベルク - 元駐日ドイツ大使館首席公使
- 児玉謙次 - 元終戦連絡事務局総裁、元大蔵省顧問、元横浜正金銀行頭取
- 富樫総一 - 元労働事務次官、元労働省労政局長、元労働省労働基準局長、元中小企業退職金共済事業団理事長
- 伊藤庄平 - 元労働事務次官、元労働大臣官房長、元労働省労働基準局長、元労働者健康福祉機構理事長
- 大石明 - 元厚生労働省職業安定局次長、元福岡県労働部長、元産業医科大学理事長
- 坂本哲也 - 元厚生労働省政策統括官、元中央労働委員会事務局長、元新潟県商工労働部長
- 金子順一 - 元厚生労働事務次官、元厚生労働省大臣官房長、全国シルバー人材センター事業協会会長
- 岡田太造 - 元厚生労働省社会・援護局長、元内閣府大臣官房審議官、兵庫県立大学客員教授
- 尾澤英夫 - 元厚生労働省労災補償部長、日本中小企業福祉事業財団理事長
- 小川誠 - 元厚生労働省職業安定局長、元中央労働委員会事務局長
- 本多則惠 - 元厚生労働省国際労働交渉官、元東京大客員准教授、アンビスホールディングス取締役
- 小林洋司 - 元厚生労働審議官、元厚生労働省職業安定局長、元厚生労働省雇用環境・均等局長
- 宮本真司 - 第3代厚生労働省医薬・生活衛生局長、鉄道弘済会常務理事
- 森川善樹 - 厚生労働省政策統括官（統計・情報システム管理、労使関係担当）
- 宮本直樹 - 厚生労働省医薬局長
- 杉江清 - 元文部省大学学術局長、元文部省管理局長、元国立科学博物館長
- 久賀重雄 - 元文部省大臣官房企画官、元沼津工業高等専門学校校長、元一橋大学事務局長
- 石田磊 - 元商工省鉱山局長、元大阪商工局長
- 塚田公太 - 元貿易庁長官、元倉敷紡績社長、元東洋棉花会長
- 岩崎八男 - 元中小企業庁長官、元新エネルギー・産業技術総合開発機構理事長
- 金井多喜男 - 元通商産業省繊維雑貨局長、元伊藤忠商事副会長、元東亜石油社長
- 植田守昭 - 元通商産業省基礎産業局長、元日本アルコール販売社長、元日本鉄鋼連盟副会長
- 小島慶三 - 元通商産業大臣官房審議官、元参議院議員
- 厚木進 - 元経済産業省貿易経済協力局長、元財務省関東財務局長、日本郵政副社長
- 杉田定大 - 元経済産業省大臣官房審議官、早稲田大客員教授、東京科学大特任教授、サムコ取締役、イントランス監査役
- 秋庭英人 - 元経済産業省経済産業研修所長、元中小企業基盤整備機構副理事長、日本産業機械工業会代表理事
- 青木宏道 - 元経済産業省商務流通審議官、元中小企業庁次長、元日本商事仲裁協会理事長
- 橋本真吾 - 経済産業省大臣官房審議官、元国税庁東京国税局査察部長
- 沖田守 - 元中小企業庁次長、元東邦亜鉛社長・会長
- 横田俊之 - 元中小企業庁次長、元沖電気工業CINO
- 真島一男 - 元建設省総務審議官、元建設省都市局長、元通商産業政務次官、元参議院議員
- 図師民嘉 - 元鉄道院理事・計理部長、元朝日護謨社長、日本の鉄道経理を確立
- 田島正雄 -  元運輸通信省海運局長、元船舶運営会総裁、元第一汽船社長、元大阪商工会議所会頭
- 佐藤光夫 - 元運輸事務次官、元海上保安庁長官、元運輸省航空局長
- 黒住忠行 - 元運輸省自動車局長、元通商産業政務次官、元参議院議員
- 小林正興 - 元運輸省自動車局長、元日本地下鉄協会理事長
- 早川章 - 元運輸省地域交通局長、元東京空港交通会長、元日本アジア航空副社長
- 星野茂夫 - 元国土交通省海事局長、JR東日本情報システム会長、元全国通運連盟理事長
- 日野康臣 - 元国土交通省政策統括官、元財務省理財局次長
- 谷脇暁 - 元国土交通省土地・建設産業局長、建設業振興基金理事長、元道路新産業開発機構副理事長
- 藤井健 - 元国土交通省国土政策局長、元長崎県副知事、元長崎県道路公社理事長、首都高速道路代表取締役
- 永松健次 - 元国土交通省海事局次長、元和歌山県警察本部長、日本船員雇用促進センター理事長
- 中本光夫 - 元国土交通省大臣官房審議官、元日本船主協会理事長、元日本航洋曳船社長
- 石﨑仁志 - 元国土交通省北海道運輸局長、元国土交通省交通管制部長
- 尾関良夫 - 元国土交通省東北運輸局長、元海上保安庁交通部長、岩手ホテルアンドリゾート副社長
- 野澤和行 - 元国土交通省近畿運輸局長、元国土交通政策研究所総括主任研究官、日本旅客船協会理事長
- 佐々木良 - 元国土交通省国土交通政策研究所長、元鉄道建設・運輸施設整備支援機構理事長代理
- 東井芳隆 - 元国土交通省危機管理・運輸安全政策審議官、関西観光本部代表理事、元カチタス取締役、元JR西日本参事
- 田中由紀 - 国土交通省国際統括官、元内閣官房内閣審議官
- 増井健人 - 元気象庁次長、元東京空港交通社長、元東京シティエアターミナル社長
- 瀧本徹 - 元観光庁観光地域振興部長、元経済産業省九州経済産業局長、元茨城県商工労働部長
- 宇野善昌 - 復興庁事務次官、元国土交通省大臣官房長、元茨城県副知事、元甲府市副市長
- 細野正文 - 元鉄道院副参事、タイタニック号の日本人唯一の乗船者
- 黒田昌義 - 国土交通省大臣官房長、第14代国土交通省国土政策局長[2]
- 寺田達志 - 元地球環境審議官、元環境省地球環境局長、元国連環境計画常駐代表
- 根道廣吉 - 元特別調達庁長官、元駐コロンビア公使
- 石附弘 - 元防衛庁防衛審議官、元調達実施本部副本部長、元長崎県警察本部長、元内閣官房長官秘書官
- 首藤新悟 - 元防衛庁防衛局長、元防衛庁経理局長、元防衛研究所長、元防衛調達基盤整備協会理事長
- 大井篤 - 元防衛参事官、日本デザイン振興会理事長、元三井物産駐中国総代表
- 石塚泰久 - 元防衛省防衛大学校副校長、元財務省長崎税関長
- 青木健至 - 防衛省人事教育局長、元内閣府遺棄化学兵器処理担当室長
- 鋤先幸浩 - 防衛省米軍再編調整官、元統合幕僚監部参事官
- 植田謙吉 - 元大日本帝国陸軍大将、元関東軍司令官兼駐満州大使
- 倉澤清忠 - 元大日本帝国陸軍第6航空軍参謀、元第26飛行団参謀
- 山本新太郎 - 元大日本帝国海軍主計中監
- 武井大助 - 元大日本帝国海軍主計中将、元海軍省経理局長
- 福井淳 - 元南西方面海軍民政府司政長官、元ラングーン総領事
- 山浦久司 - 元会計検査院長、明治大名誉教授
- 丹羽清之助 - 元人事院事務総長、元日本人事行政研究所理事長
- 坂根哲夫 - 元公正取引委員会事務局長、元日鐵海洋工事社長、元新日本製鐵参与
- 柿沼幸一郎 - 元公正取引委員会委員、元公正取引委員会事務局長、元日本銀行理事
- 後藤晃 - 元公正取引委員会委員、公正取引協会会長
- 山田務 - 元公正取引委員会審査局長、筑波大名誉教授
- 山田昭典 - 元公正取引委員会事務総長、国民生活センター理事長
- 引頭麻実 - 元証券取引等監視委員会委員、味の素取締役、東京ガス取締役、フジテック取締役
- 松元照仁 - 元個人情報保護委員会事務局長 、元北九州市副市長 、元東京大学教授
- 諏訪康雄 - 元中央労働委員会会長、元労働政策審議会長
- 浅野賢司 - 元中央労働委員会事務局長、元厚生労働省大阪労働局長
- 林繁蔵 - 元朝鮮総督府財務局長、元朝鮮殖産銀行頭取
- 熊野順祥 - 元東京都主税局長、元建設資源広域利用センター社長
- 野澤美博 - 元東京都交通局長、元多摩都市モノレール社長、元日本地下鉄協会副会長
- 山本隆 - 元東京都副知事、元全国信用保証協会連合会会長
- 猪熊純子 - 元東京都副知事、元内閣府政策参与、東京臨海ホールディングス社長
- 中井敬三 - 元東京都教育委員会教育長、元東京都財務局長、東京都住宅供給公社理事長
- 小山哲司 - 元東京都下水道局長、東京オリンピック組織委員会ゼネラル・コーディネーション・オフィサー
- 武市敬 - 元東京都副知事、東京都参与、元東京都知事首席補佐官、東京都人材支援事業団理事長
- 黒沼靖 - 元東京都副知事、東京都参与、日本自動車ターミナル社長、元東京都職員共済組合理事長
- 武市玲子 - 元東京都交通局長、元公営交通事業協会会長、元東京都歴史文化財団副理事長、はとバス社長
- 澤章 - 元東京都環境公社理事長、元東京都選挙管理委員会事務局長、YouTuber
- 古谷ひろみ - 東京都政策企画局長、元東京都水道局長、元東京都港湾局長
- 石川公一 - 元大分県副知事、元立命館アジア太平洋大学教授、元大分大学顧問
- 新保智 - 元郵政総合研究所長、元郵政事業庁近畿郵政局長
- 髙橋亨 - 日本郵便社長・会長、元総務省郵政行政局次長、通信文化協会理事長、元ゆうちょ財団理事長
- 福田良之 - 海外通信・放送・郵便事業支援機構社長、元新光投信会長
- 越川和彦 - 国際協力機構副理事長、元外務省大臣官房長、元外務省国際協力局長
- 伊藤憲一 - 元日本国際フォーラム理事長・会長、東アジア共同体評議会名誉会長、日本会議代表委員
- 甲斐紀武 - 元日本国際フォーラム所長、元式部官、元法務省難民審査参与員
- 西村純平 - 元日本貿易振興会理事長、元関西経済同友会代表幹事
- 町田治之 - 元緑資源機構理事長、森林農地整備センター初代所長
- 並木育朗 - 元原子力環境整備促進・資金管理センター理事長
- 山路亨 - 元原子力発電環境整備機構理事長
- 杉山武彦 - 元原子力損害賠償・廃炉等支援機構理事長、運輸政策研究所所長
- 水島藤一郎 - 日本年金機構理事長、元年金・健康保険福祉施設整理機構理事長
- 平野英治 - 年金積立金管理運用独立行政法人経営委員長、元日本銀行理事
- 小野旭 - 労働政策研究・研修機構初代理事長、一橋大名誉教授
- 茂木賢三郎 - 元日本芸術文化振興会理事長

### 法曹
- 渡邊魁 - 元長崎始審裁判所福江治安裁判所判事、元脱獄囚
- 松本正雄 - 元最高裁判所判事、元弁護士、元日本弁護士連合会副会長
- 廣田民生 - 元福岡高等裁判所部総括判事、元松山家庭裁判所長
- 塚原朋一 - 元知的財産高等裁判所所長、早稲田大教授
- 山浦善樹 - 最高裁判所判事、元弁護士、元筑波大教授、元日本民事訴訟法学会理事
- 田中信義 - 元知的財産高等裁判所部総括判事、元法務省大臣官房参事官
- 多田元 - 元金沢地方裁判所部総括判事、弁護士、全国不登校新聞社代表理事、元南山大学教授
- 大渕敏和 - 元大阪高等裁判所部総括判事、元最高裁判所調査官、東電OL殺人事件一審無罪判決裁判長
- 西謙二 - 元福岡高等裁判所部総括判事、元最高裁判所調査官、法務省難民審査参与員
- 角田正紀 - 元東京高等裁判所部総括判事、元法務省刑事局付検事、元法務省司法試験考査委員
- 市村陽典 - 元仙台高等裁判所長官、元東京高等裁判所部総括判事、総務省行政不服審査会長
- 並木正男 - 元大阪地方裁判所所長、元大阪高等裁判所部総括判事
- 播磨俊和 - 元神戸家庭裁判所所長、元大阪高等裁判所判事
- 小川浩 - 仙台高等裁判所部総括判事、元秋田地方裁判所長
- 市村弘 - 仙台高等裁判所部総括判事、元東京地方裁判所立川支部部総括判事
- 戸倉三郎 - 第20代最高裁判所長官、元東京高等裁判所長官、元最高裁判所事務総長
- 内藤正之 - 元名古屋高等裁判所金沢支部長、元東京高等裁判所判事
- 藤井敏明 - 東京高等裁判所部総括判事、元最高裁判所調査官、元最高裁判所情報政策課長
- 野島秀夫 - 福岡家庭裁判所長、元福岡高等裁判所部総括判事
- 田尻克已 - さいたま地方裁判所部総括判事、元東京高等裁判所判事
- 竹内努 - 法務省民事局長、元法務省大臣官房政策立案総括審議官、元一橋大特任教授
- 坂本三郎 - 法務省大臣官房司法法制部長、元内閣官房内閣審議官
- 小出邦夫 - 元法務省民事局長、東京高等裁判所部総括判事、元法務省司法試験考査委員
- 福田辰五郎 - 元横浜地方裁判所上席検事、元衆議院議員
- 大林宏 - 第25代検事総長、元東京高等検察庁検事長、元法曹会副会長
- 柳俊夫 - 元大阪高等検察庁検事長、元高松高等検察庁検事長、元最高検察庁検事
- 鈴木和宏 - 元福岡高等検察庁検事長、元東京地方検察庁検事正、国際研修協力機構理事長
- 高橋信行 - 元松山地方検察庁検事正、元最高検察庁検事、元公証人
- 上野勝 - 元東京高等検察庁公判部長、 弁護士
- 塩谷安男 - 元東京地方検察庁検事、元法務省法務総合研究所教官、弁護士、元洗足学園大学副学長
- 山元裕史 - 次長検事、元東京地方検察庁検事正
- 飯島泰 - 最高検察庁監察指導部長、元司法研修所上席教官、元法務省大臣官房参事官
- 並木俊守 - 弁護士、公認会計士、元日本大学教授、元警視庁刑事部顧問
- 渡辺脩 - 弁護士、元オウム真理教事件麻原彰晃被告国選弁護団団長
- 岡村勲 - 弁護士、全国犯罪被害者の会初代代表幹事、元日本弁護士連合会副会長
- 梓澤和幸 - 弁護士、元青年法律家協会議長、元国際法曹協会人権協会共同副議長、News for the People in Japan代表
- 軍司育雄 - 弁護士、元日本弁護士連合会副会長、元法テラス東京事務所所長、弁護士賠償責任保険審査会長
- 彦惣弘 - 弁護士、元立命館大学教授、元京都弁護士会会長、元京進監査役、元関西急送社長
- 髙木佳子 - 弁護士、元日本弁護士連合会副会長、元森・濱田松本法律事務所パートナー、元中央建設工事紛争審査会長
- 安田好弘 - 弁護士、多田謡子反権力人権賞、主演映画『死刑弁護人』で芸術選奨文部科学大臣賞
- 澤井英久 - 弁護士、元日本弁護士連合会副会長、日本弁護士国民年金基金理事長
- 井口博 - 弁護士、元大阪地方裁判所判事、元法務省司法試験考査委員
- 一木剛太郎 - 弁護士、司法協会理事長、法テラス初代事務局長、元森・濱田松本法律事務所パートナー
- 鈴木五十三 - 弁護士、元国際連合安全保障理事会補償委員会委員、原子力損害賠償紛争解決センター総括委員
- 江藤洋一 - 弁護士、元日本弁護士連合会副会長、元関東弁護士会連合会理事長、元法務省司法試験考査委員
- 渕上玲子 - 弁護士、日本弁護士連合会会長、元東京弁護士会会長
- 三木正俊 - 弁護士、元日本弁護士連合会副会長、元北海道弁護士会連合会理事長、札幌市代表オンブズマン
- 下村敏博 - 弁護士、元奈良県労働委員会会長、元奈良弁護士会会長、藍綬褒章、万葉歌コンクール明日香村長賞
- 竹森裕子 - 弁護士、日本弁護士連合会副会長、元横浜弁護士会会長
- 花井増實 - 弁護士、元日本弁護士連合会副会長、元中部弁護士会連合会理事長、アルペン取締役
- 室木徹亮 - 弁護士、元中部弁護士会連合会理事長、元三重弁護士会会長、暴力追放功労者
- 虻川高範 - 弁護士、東北弁護士会連合会会長、元憲法改悪阻止各界連絡会議事務局長
- 若林茂雄 - 弁護士、元一橋大学特任教授、関東弁護士会連合会理事長、元日本弁護士連合会副会長、元法務省司法試験考査委員
- 中山ひとみ - 弁護士、元第二東京弁護士会副会長、総務省行政不服審査会委員、元目黒区教育委員長
- 中村直人 - 弁護士、元「日経ビジネス」人気弁護士総合ランキング1位、三井物産監査役、アサヒビール監査役
- 早稲田祐美子 - 弁護士、元日本弁護士連合会副会長、元森・濱田松本法律事務所パートナー、中外製薬監査役、知財功労賞
- 太田穣 - 弁護士、元慶應義塾大学教授、長島・大野・常松法律事務所パートナー
- 小林裕彦 - 弁護士、温泉評論家、元岡山弁護士会会長
- 細野敦 - 弁護士、コメンテーター、元東京高等裁判所判事、元西村あさひ法律事務所カウンセル
- 石黒美幸 - 弁護士、元コロンビア大学客員教授、環太平洋法曹協会事務総長、長島・大野・常松法律事務所パートナー
- 神田知宏 - 弁護士、弁理士、元アルシエン代表取締役
- 道あゆみ - 弁護士、元早稲田大学教授、元日本弁護士連合会事務次長
- 桶田大介 - 弁護士、アニメミライ代表理事、IGポート監査役、ブシロード取締役、国立新美術館参与
- 水上貴央 - 弁護士、再エネ事業を支援する法律実務の会理事長、元内閣府行政刷新会議民間有識者
- 川浪芳聖 - 弁護士、琥珀法律事務所代表社員
- アレクサンダー太陽ショイビンマー - 弁護士、オーストリア法学協会会長
- 小室圭 - ニューヨーク州弁護士、ローウェンスタイン・サンドラー法律事務所弁護士、小室眞子元内親王の夫

### 研究者

#### 商学

##### 一橋大教員
- 森島修太郎 - 会計学、元東京高商教授、元三菱本店副支配人
- 東奭五郎 - 会計学、元東京高商教授、Skyscraperに摩天楼という訳語を与えた
- 堀光亀 - 海運論、元東商大教授、元文部省督学官
- 星野太郎 - 商品学、元東商大専門部教授、星野鉄太郎長男
- 鹿野清次郎 - 会計学、元東商大専門部教授、元新潟市立新潟商業学校校長
- 下野直太郎 - 会計学、東商大名誉教授
- 吉田良三 - 会計学、東商大名誉教授、元早稲田大教授
- 村瀬玄 - 会計学、元東商大教授、日本会計学会発起人
- 佐野善作 - 商業学、東商大初代学長、堤康次郎とともに国立市や国立学園を計画、勲一等瑞宝章
- 高瀬荘太郎 - 会計学、東商大名誉教授、元成蹊学園理事長、元通産大臣、元経営学会理事長
- 太田哲三 - 会計学、一橋大学名誉教授、監査法人太田哲三事務所（現新日本有限責任監査法人）創設者、日本公認会計士協会初代会長
- 飯野利夫 - 会計学、一橋大学名誉教授、中央大名誉教授、元日本会計研究学会理事長
- 岩田巌 - 会計学、一橋大学名誉教授、公認会計士制度の基礎を築くも急逝
- 片野一郎 - 会計学、一橋大学名誉教授、元日本学術会議会員、元視学委員
- 松本雅男 - 会計学、一橋大学名誉教授、太田賞
- 番場嘉一郎 - 会計学、一橋大学名誉教授、元千葉商科大学学長、元企業会計審議会会長、日経・経済図書文化賞
- 森田哲弥 - 会計学、一橋大学名誉教授、元企業会計審会長、日経・経済図書文化賞、日本会計研究学会太田賞
- 中村忠 - 会計学、一橋大学名誉教授、元日本簿記学会長
- 岡本清 - 会計学、一橋大学名誉教授、元東京国際大学長、元学術会議会員、日経・経済図書文化賞
- 新田忠誓 - 会計学、一橋大学名誉教授、元慶応大教授、日本公認会計士協会学術賞、元日本簿記学会長
- 安藤英義 - 会計学、一橋大学名誉教授、元企業会計審議会会長、元日本会計研究学会会長、太田賞
- 佐々木隆志 - 会計学、一橋大学教授、日本会計研究学会学会賞、元会計検査院特別研究官
- 伊藤邦雄 - 会計学、一橋大学名誉教授、原子力損害賠償・廃炉等支援機構運営委員長、元日本会計研究学会会長
- 野間幹晴 - 会計学、一橋大学教授、バンダイナムコホールディングス取締役、日本会計研究学会太田・黒澤賞
- 廣本敏郎 - 会計学、一橋大学名誉教授、公認会計士・監査審査会長、日本会計研究学会太田賞
- 尾畑裕 - 会計学、一橋大学名誉教授、産業経理協会理事長、元日本原価計算研究学会会長、日本会計研究学会太田黒澤賞
- 万代勝信 - 会計学、一橋大学名誉教授、元企業会計基準委員会委員
- 荒井耕 - 会計学、一橋大学教授、日本公認会計士協会学術賞、日本会計研究学会太田黒澤賞、日本管理会計学会文献賞
- 角ヶ谷典幸 - 会計学、一橋大学教授、元名古屋大教授、日本会計研究学会太田・黒澤賞、日本会計研究学会学会賞
- 挽文子 - 会計学、一橋大学教授、日本原価計算研究学会会長、日本会計研究学会学会賞
- 福川裕徳 - 会計学、一橋大学教授、国際会計会議最優秀論文賞、日本会計研究学会太田・黒澤賞
- 今井賢一 - 経営学、一橋大学名誉教授、スタンフォード大学名誉シニアフェロー・元教授、紫綬褒章、日経・経済図書文化賞
- 蜂谷豊彦 - 経営学、会計学、一橋大学教授、日本証券アナリスト協会証券アナリストジャーナル賞
- 中野誠 - 経営学、会計学、一橋大学教授、日本会計研究学会学会賞、企業家研究フォーラム賞、日本公認会計士協会学術賞
- 増地庸治郎 - 経営学、元東京商科大学教授兼東京帝国大教授
- 山城章 - 経営学、一橋大学名誉教授、藍綬褒章、経営科学化有効賞
- 古川栄一 - 経営学、一橋大学名誉教授、元郵政省顧問、藍綬褒章
- 藻利重隆 - 経営学、一橋大学名誉教授、紫綬褒章、教育功績者顕彰、元日本経営学会理事長
- 柴川林也 - 経営学、一橋大学名誉教授、日経・経済図書文化賞
- 田島壮幸 - 経営学、一橋大学名誉教授、元日本経営学会理事長
- 小松章 - 経営学、一橋大学名誉教授、NTT都市開発取締役、元日本経営財務研究学会副会長
- 平田光弘 - 経営学、一橋大学名誉教授、南開大学名誉教授、国際総合研究学会名誉会長
- 佐久間昭光 - 経営学、一橋大学名誉教授、日経・経済図書文化賞
- 宮川公男 - 経営学、一橋大学名誉教授、日経・経済図書文化賞、元経営情報学会会長
- 花枝英樹 - 経営学、一橋大学名誉教授、元日本経営財務研究学会会長、朝日工業取締役
- 鈴木健嗣  - 経営学、一橋大学教授、日本経営財務研究学会副会長、日経・経済図書文化賞
- 伊丹敬之 - 経営学、一橋大学名誉教授、元東芝監査委員長、文化功労者、紫綬褒章、元組織学会長
- 江川雅子 - 経営学、一橋大学教授、成蹊学園学園長、日本証券業協会自主規制会議議長、元東京大学理事
- 沼上幹 - 経営学、一橋大学名誉教授、早稲田大学教授、組織学会長、紫綬褒章、組織学会高宮賞、日経・経済図書文化賞
- 加藤俊彦 - 経営学、一橋大学教授、組織学会高宮賞、企業家研究フォーラム賞、日本経営学会賞
- 楠木建 - 経営学、一橋大学教授、マサチューセッツ工科大学日本科学技術会議最優秀論文賞、ビジネス書大賞
- 青島矢一 - 経営学、一橋大学教授、組織学会会長、日経・経済図書文化賞
- 大薗恵美 - 経営学、一橋大学教授、トヨタ自動車取締役、東京海上ホールディングス取締役、ローソン取締役
- 軽部大 - 経営学、一橋大学教授、組織学会高宮賞、日経・経済図書文化賞
- 田中一弘 - コーポレートガバナンス論、一橋大学教授、兼松取締役、企業家研究フォーラム賞
- 島貫智行 - 経営学、一橋大教授、日本労務学会会長、労働関係論文優秀賞、組織学会高宮賞
- 内池廉吉 - 商学、財政学、元東京商科大学教授、マーケティングの概念を日本に導入
- 深見義一 - 経営学、一橋大学名誉教授、日本商業学会賞、元流通問題研究協会会長
- 藤川佳則 - 経営学、一橋大学准教授
- 鈴木良隆 - 経営史、一橋大学名誉教授、元社会科学高等研究院客員教授、元中小企業基盤整備機構副理事長
- 米倉誠一郎 - 経営史、一橋大学教授
- 島本実 - 経営史、一橋大学教授、日経・経済図書文化賞、高宮賞
- 田内幸一 - マーケティング論、一橋大学名誉教授、日本マーケティング学会設立
- 鷲田祐一 - マーケティング論、一橋大学教授、日本マーケティング学会副会長、ドコモ・モバイル・サイエンス賞、日刊工業新聞社賞
- 松井剛 - マーケティング論、一橋大学教授、テイラーアンドフランシス最優秀論文賞、日本商品学会賞、日本商業学会賞奨励賞
- 山下裕子 - マーケティング論、一橋大学教授、北陸電力取締役
- 阿久津聡 - マーケティング論、一橋大学教授、日本マーケティング学会副会長、ニフティ取締役、アダストリア取締役
- 鈴木智子 - マーケティング論、一橋大学教授、ローソン取締役、スタンレー電気取締役

##### その他
- 黒田重雄 - 経営学、北海道大学名誉教授
- 久野光朗 - 会計学、小樽商科大学名誉教授、元北海道情報大学学長、元日本会計史学会会長
- 金巻賢字 - 経営学、小樽商科大学名誉教授
- 石河英夫 - 会計学、小樽商科大名誉教授
- 室谷賢治郎 - 経営学、小樽商科大学名誉教授、札幌学院大学初代学長
- 国弘員人 - 経営学、東北大学名誉教授
- 加藤勝康 - 経営学、東北大学名誉教授、初代青森公立大学学長、元経営学史学会理事長
- 福嶋路 - 経営学、東北大学教授、日本ベンチャー学会副会長、元宮城県参与、組織学会高宮賞
- 蒲生保郷 - 会計学、福島高等商業学校（現福島大）初代校長
- 各務茂夫 - 経営学、東京大学教授、日本ベンチャー学会会長、コーポレイト・ディレクション創業パートナー、第1回松田修一賞
- 和田一夫 - 経営史、東京大学名誉教授、日本産業技術史学会賞
- 澤昭裕 - 経営学、元東京大学教授
- 天野倫文 - 経営学、元東京大学准教授、組織学会高宮賞、大平正芳記念賞、NIRA大来政策研究賞
- 川渕孝一 - 医療経済学、東京医科歯科大学教授、中日友好病院客員教授、FRONTEOアドバイザー、日本医師会功労賞
- 小林靖雄 - 経営学、東京工業大学名誉教授、元放送大学副学長、元日本中小企業学会会長
- 古川浩一 - 経営学、東京工業大学名誉教授、日本経営協会経営科学文献賞、中小企業研究奨励賞受賞
- 田尻常雄 - 商学、元横浜商業学校（現横浜国立大学）校長、元長崎高等商業学校（現長崎大）校長、横浜文化賞
- 佐藤信吉 - 経営学、横浜国立大学名誉教授、日本経営数学会名誉会長
- 松井美樹 - 経営学、横浜国立大学名誉教授、元オペレーションズマネジメント＆ストラテジー学会会長
- 河野正男 - 会計学、横浜国立大学名誉教授、元中央大教授、元日本地方自治研究学会長、太田黒澤賞
- 久保村隆祐 - 経営学、元横浜国立大学学長、横浜国立大学名誉教授
- 沼田嘉穂 - 会計学、横浜国立大学名誉教授、日経・経済図書文化賞
- 大藪俊哉 - 会計学、横浜国立大学名誉教授、元日本簿記学会会長
- 山辺六郎 - 会計学、横浜国立大学名誉教授、元青山学院大教授
- 中村博之 - 会計学、横浜国立大学教授、日本原価計算研究学会副会長、元ポワティエ大学招聘教授
- 泉宏之 - 会計学、横浜国立大学教授、日本簿記学会会長、日本簿記学会学会賞
- 原俊雄 - 会計学、横浜国立大学教授、元日本簿記学会副会長、日本簿記学会学会賞
- 齋藤真哉 - 会計学、横浜国立大学名誉教授、神奈川県公益認定等審議会会長、元内閣府公益認定等委員会参与
- 高橋賢 - 会計学、横浜国立大学教授、日本簿記学会学会賞
- 中條祐介 - 会計学、横浜市立大学教授、日本会計研究学会学会賞、NOMURA Award
- 宮崎晋生 - 経営学、静岡県立大学講師、静岡市民文化会館運営委員
- 國松豊 - 経営学、元名古屋高等商業学校校長、初代愛知学院大学商学部長
- 末松玄六 - 経営学、名古屋大学名誉教授、元日本中小企業学会副会長、日経・経済図書文化賞
- 滝沢菊太郎 - 経営学、名古屋大学名誉教授、元日本中小企業学会会長、中小企業研究奨励賞
- 寺石雅英 - ファイナンス論、群馬大学名誉教授
- 細井卓 - 経営学、名古屋大学名誉教授、日本経営財務研究学会初代会長
- 佐藤倫正 - 国際会計、名古屋大学名誉教授、元アジア会計学会会長、日本会計研究学会賞
- 野口晃弘 - 会計学、名古屋大学名誉教授、元国際会計教育研究学会（IAAER）副会長、日本公認会計士協会学術賞
- 糸魚川祐三郎 - 商業学、元和歌山大学学長、元松商学園長、元長野県教育委員会委員長
- 橋本勲 - マーケテイング論、京都大学名誉教授、マーケティング史学会名誉会員
- 曳野孝 - 経営史、京都大学特命教授、元スタンフォード大学併任助教授、フジッコ取締役
- 川崎文治 - 経営学、大阪市立大学名誉教授、元北九州大学学長
- 川村尚也 - 経営学、大阪公立大准教授、企業家研究フォーラム幹事
- 水島銕也 - 商学、神戸高商（現神戸大）創設者・同初代校長、元神戸高商設立委員
- 田崎慎治 - 商学、神戸商業大学（現神戸大学）初代学長、神戸大学名誉教授
- 瀧谷善一 - 商学、神戸経済大学名誉教授、元日本経営学会理事長、元神戸市最高顧問
- 福田敬太郎 - 商学、元神戸大学学長、元日本商業学会会長
- 平井泰太郎 - 経営学、神戸大学名誉教授、元日本経営学会理事長
- 竹中龍雄 - 経営学、神戸大学名誉教授
- 占部都美 - 経営学、神戸大学名誉教授
- 原口亮平 - 会計学、神戸大学名誉教授、元兵庫県立神戸高等商業学校校長
- 谷端長 - 会計学、神戸大学名誉教授、日本会計研究学会賞・太田賞
- 渡邊進 - 会計学、神戸大学名誉教授、日経・経済図書文化賞
- 三品和広 - 経営学、神戸大学教授、エコノミスト賞、組織学会高宮賞、
- 原田勉 - 経営学、神戸大学教授、経営科学文献賞、組織学会高宮賞、
- 野村寅三郎 - 交通論、神戸大学名誉教授、元日本海運経済学会副会長
- 二宮丁三 - 商学、元兵庫県立神戸商科大学学長事務取扱、元共立女子大学学長
- 矢吹雄平 - 経営学、元岡山大学教授、日本地域学会学会賞著作賞
- 市村昭三 - 経営学、九州大学名誉教授、元九州情報大学副学長、元日本経営財務研究学会副会長
- 只見徹 - 商学、元長崎高等商業学校校長、元高岡高等商業学校校長
- 鵜澤昌和 - 経営学、青山学院大学名誉教授、元青山学院大学学長、元東京家政学院大学長、藍綬褒章
- 鈴木安昭 - 経営学、青山学院大学名誉教授・元副学長、日本商業学会賞優秀賞、中小企業研究奨励賞
- 森本三男 - 経営学、青山学院大学名誉教授、藍綬褒章、横浜市功労者
- 林茂樹 - 商学・経営学、大阪工業大学教授、元関西ベンチャー学会会長
- 田島義博 - 経営学、学習院大学名誉教授、元学習院院長・理事長、元消費者関連専門家会議会長
- 河野豊弘 - 経営学、学習院大学名誉教授、元ロンドン大客員教授、日経・経済図書文化賞
- 湯沢威 - 経営史、学習院大学名誉教授、元経営史学会会長、交通図書賞
- 森田道也 - 経営学、学習院大学名誉教授、元オペレーションズマネジメント＆ストラテジー学会会長
- 青木幸弘 - 経営学、元学習院大学副学長、元日本消費者行動研究学会会長
- 上田隆穂 - マーケティング、学習院大学教授、元日本消費者行動研究学会会長、元日本商業学会副会長
- 西川登 - 会計史、神奈川大学名誉教授、日本会計研究学会賞太田賞、日本会計史学会賞
- 小山嚴也 - 経営学、関東学院大学学長
- 矢野宏 - 経営学、元京都産業大学教授
- 小林啓孝 - 会計学、慶應義塾大学名誉教授、早稲田大学名誉教授、日本原価計算研究学会学会賞、義塾賞
- 榊原清則 - 経営学、慶應義塾大学名誉教授、元ロンドン大学准教授、経営科学文献賞、組織学会高宮賞
- 中村洋 - 経営学、慶應義塾大学教授、医療経済賞、日本経済政策学会学会賞
- 藤田忠 - 経営学、元国際基督教大学教授、元日本交渉学会会長、元日本経営数理学会会長
- 中島省吾 - 会計学、国際基督教大学名誉教授、元フェリス女学院理事長、元IAAER（世界会計学会）副会長、元日本会計研究学会会長
- 鈴木典比古 - 経営学、国際基督教大学名誉教授、元国際基督教大学長、公立大学法人国際教養大学理事長・学長、元アジア・キリスト教大学協会理事長
- 藤井保紀 - 経営学、静岡産業大学特任教授、元サウジアラビアNCB銀行経営顧問、元熊谷組顧問
- 新井益太郎 - 会計学、成蹊大学名誉教授、成蹊学園名誉理事、元日本簿記学会長、元学術会議会員
- 相原修 - 商学、成蹊大学名誉教授、日本大教授、日本フードサービス学会副会長
- 上田泰 - 組織行動論、成蹊大学教授、日本情報経営学会会長、経営科学文献賞
- 伊藤正一 - 会計学、元横浜専門学校（現神奈川大学）教授、元成城大学教授、元成城大学学長代行
- 白鳥庄之助 - 会計学、成城大学名誉教授、日本会計研究学会賞
- 渋谷武夫 - 経営学、専修大学名誉教授
- 栂井義雄- 経営史、専修大学名誉教授、元日本経営史研究所理事
- 叶芳和 - 産業組織論、元拓殖大学教授、元国民経済研究協会理事長、石橋湛山賞
- 今井忍 - 会計学、元中央大学教授、元物価庁参与
- 内山力 - 会計学、元中央大学商学部長、記念して内山力奨学基金が創設
- 鮎沢成男 - 経営学、元中央大企業研究所長・教授
- 遠山亮子 - 経営学、中央大学教授、凸版印刷取締役、エムスリー取締役
- 中西旭 - 会計学、中央大学名誉教授、元神社本庁教学顧問、元神道国際学会会長
- 林曻一 - 経営学、中央大学名誉教授・元理事、元公認会計士、元国際戦略経営研究学会会長
- 堀川裕司 - 経営学、元中央大学専任講師、組織学会高宮賞
- 立花寛蔵 - 商学、初代大倉高等商業学校校長
- 関太一 - 商学、東京経済大学初代学長、元倉経済専門学校長
- 一瀬益夫 - 商学、東京経済大学副学長・教授
- 向井武文 - 経営管理論、東京経済大学名誉教授
- 中村忠司 - 観光学、東京経済大学教授、日本フードツーリズム学会会長
- 山本聡 - 中小企業経営論、東京経済大准教授
- 大島武 - ビジネス実務、東京工芸大学教授、国際パフォーマンス学会副理事長、大島渚長男
- 濟藤友明 - 経営史、元東京理科大教授、The MOT Company CEO、日経優秀製品・サービス賞
- 冨田健司 - 経営学、同志社大学教授、日本マーケティング学会ベストペーパー賞
- 五十嵐邦正 - 会計学、日本大学教授、元税理士試験委員
- 八木功治 - 商業英語、元松山短期大学学長、元四国地区大学野球連盟会長
- 武田英一 - 商学、元明治大学教授、元法政大教授、元台北高等商業学校校長
- 山浦久司 - 会計学、元明治大学教授・会計専門職研究科長、元会計検査院長、日本会計研究学会太田賞
- 安部悦生 - 経営史、明治大学教授・経営学研究科委員長
- 野田稔 - 経営学、明治大学教授、ジェイフィール代表取締役
- 野田健太郎 - 経営学、立教大学教授、元日本政策投資銀行設備投資研究所上席主任研究員
- 篠原三郎 - 経営学、元立命館大学教授、静岡大名誉教授、歌人、評論家
- 須田一幸 - 会計学、元早稲田大学教授、日本会計研究学会賞、太田・黒澤賞
- 阿部周造 - 経営学、元早稲田大学消費者行動研究所長、元日本商業学会会長、Global Marketing Conference最優秀学会論文賞
- 野口智雄 - 経営学、早稲田大学教授、日本商業学会賞
- 法木秀雄 - 経営学、早稲田大学教授、元クライスラージャパン社長
- 吉川智教 - 経営学、早稲田大学教授、元ブリティッシュコロンビア大学客員教授
- 池上重輔 - 経営学、早稲田大学教授、元ニッセイ・キャピタル・チーフ・ベンチャー・キャピタリスト
- 清水洋 - 経営史、早稲田大学教授、日経・経済図書文化賞、高宮賞
- 鈴木孫彦 - 会計学、元京城高等商業学校校長、俳人
- 切田太郎 - 商学、元台北高等商業学校校長
- 多賀利明 - 経営学、元ペンシルベニア大学ウォートン・スクール教授
- ウリケ・シェーデ - 日本企業研究、カリフォルニア大学サンディエゴ校教授、大平正芳記念賞
- 一條和生 - 組織論、国際経営開発研究所（IMD）教授、日本ナレッジ・マネジメント学会会長、バンダイナムコホールディングス取締役
- 小山明宏 - 経営学、元バイロイト大学教授、元ハンブルク大学客員教授、元日本財務管理学会会長、トヨタ紡織取締役

#### 経済学

##### 一橋大教員
- 福田徳三 - 経済学、元東商大教授、元慶應大教授、日本の経済学黎明期において新古典派経済学などを導入
- 上田貞次郎 - 経済学、元東商大学長、元学士院会員
- 左右田喜一郎 - 経済哲学、元東京高商講師、学士院賞、貴族院議員
- 杉村広蔵 - 経済哲学、元東京商科大助教授、白票事件で退職
- 中山伊知郎 - 経済学、一橋大名誉教授、元学士院会員、元中央労働委員長
- 高垣寅次郎 - 金融制度史、一橋大名誉教授、元成城学園長、元学士院会員、元日本学術振興会理事長、元日本金融学会会長
- 猪谷善一 - 経済学、元東京商科大教授、元大阪商工会議所理事
- 山田雄三 - 経済学、一橋大名誉教授、元学士院会員、元社会保障研究所長
- 宮澤健一 - 経済学、一橋大名誉教授、学士院会員、元医療保険審議会長、元社会保険審議会長
- 荒憲治郎 - 経済学、一橋大名誉教授、駿河台大学教授、元日本経済学会長、日経・経済図書文化賞
- 藤野正三郎 - 経済学、一橋大名誉教授、元理論・計量経済学会（現日本経済学会）会長、紫綬褒章
- 杉本栄一 - 経済学、計量経済学、一橋大名誉教授、元学術会議会員、毎日出版文化賞
- 杉山忠平 - 経済学史、元一橋大教授、元経済学史学会代表幹事、日本学士院賞
- 関恒義 - マルクス経済学、一橋大名誉教授、元日本科学者会議『日本の科学者』編集委員長
- 種瀬茂 - マルクス経済学、元一橋大学長、元経済理論学会代表幹事
- 高須賀義博 - マルクス経済学、元一橋大教授、エコノミスト賞
- 都留康 - 労働経済学、一橋大名誉教授、元カリフォルニア大学バークレー校フリーマン招聘教授
- 松石勝彦 - マルクス経済学、一橋大名誉教授、中国河南大学名誉教授
- 岡稔 - 社会主義経済論、元一橋大教授、元社会主義経済学会幹事、日経・経済図書文化賞
- 宮鍋幟 - 社会主義経済論、一橋大名誉教授、元比較経済体制学会代表幹事、第14期日本学術会議会員
- 久保庭眞彰 - ロシア経済、一橋大名誉教授、ロシア科学アカデミー名誉博士、環太平洋産業連関分析学会学術賞
- 西村可明 - 移行経済論、元一橋大副学長・教授、元環日本海経済研究所代表理事・所長
- 岩﨑一郎 - 移行経済論、一橋大教授、ロシア応用経済学国民賞選考委員会特別表彰、欧州委員会エラスムス・ムンドゥス賞
- 寺西俊一 - 環境経済学、一橋大名誉教授、元環境経済・政策学会会長、アジア・太平洋環境会議功労賞、明日への環境賞
- 林公則 - 環境経済学、一橋大特任講師、経済理論学会奨励賞、環境経済・政策学会奨励賞
- 中谷巌 - 経済学、一橋大名誉教授、三菱UFJR&C理事長、元ソニー取締役会議長
- 山澤逸平 - 経済学、一橋大名誉教授、元早稲田大教授、元アジア経済研究所長、国際大学長、外務大臣表彰、日経・経済図書文化賞
- 山崎昭 - 経済学、一橋大名誉教授
- 武隈慎一 - 経済学、一橋大名誉教授、元ハーバード大学客員教授
- 杉山武彦 - 交通経済、元一橋大学長、日本交通学会長、交通文化賞、日本交通公社理事
- 鬼頭仁三郎 - 経済学、元東京商科大教授
- 井浦仙太郎 - 金融論、東京商科大名誉教授
- 山口茂 - 金融論、一橋大名誉教授、元神奈川大学理事、元大蔵省国家資力専門委員会会長
- 吉野昌甫 - 金融論、一橋大名誉教授、元中小企業国際センター会長
- 高橋泰蔵 - 金融論、一橋大名誉教授、元日本学士院会員
- 伊東政吉 - 金融論、一橋大名誉教授、日経・経済図書文化賞
- 佐藤定幸 - 多国籍企業論、一橋大名誉教授、元大東文化大学学長、多国籍企業学会名誉会員
- 花輪俊哉 - 金融論、一橋大名誉教授、元日本金融学会会長、商品投資販売業協会副会長、元日本学術会議会員、日清紡績取締役
- 三隅隆司 - 金融論、一橋大教授、日本生命保険総代
- 清水啓典 - 金融論、元一橋大副学長、元日本金融学会会長、日清紡ホールディングス取締役
- 安田行宏 - 金融論、一橋大教授、プロネクサス懸賞論文優秀賞
- 大橋和彦 - 金融論、一橋大教授、元日本ファイナンス学会会長、日本銀行金融研究所顧問、日本証券クリアリング機構取締役
- 前原康宏 - 金融論、元一橋大教授、元国際公認投資アナリスト協会会長、元日本証券アナリスト協会代表理事
- 井藤半彌 - 財政学、元一橋大学長、元学士院会員、元自治庁参与、元税制特別調査会会長
- 木村元一 - 財政学、一橋大名誉教授、元地方財政審議会長、元自治省参与、元国際財政学会（IIFP）理事、毎日学術奨励賞
- 大川政三 - 財政学、一橋大名誉教授、元日本財政学会代表理事、元国税審査会長
- 石弘光 - 財政学、元一橋大学長、放送大学長、元オックスフォード大学客員教授、元政府税制調査会長
- 田近栄治 - 財政学、一橋大学名誉教授、元一橋大副学長、国税庁国税審議会会長、NIRA大来政策研究賞
- 佐藤主光 - 財政学、一橋大教授、紫綬褒章、日本経済学会・石川賞、日経・経済図書文化賞
- 高橋長太郎 - 経済学、一橋大名誉教授、第11代専修大学学長
- 篠原三代平 - 経済学、一橋大名誉教授、文化勲章、文化功労者、元日本経済学会長
- 藤本幸太郎 - 統計学、海上保険論、一橋大学名誉教授、日本統計学会第2代会長、元東京海上監査役、藍綬褒章
- 森田優三 - 統計学、一橋大名誉教授、元内閣統計局長、元統計審議会長、日本統計学会第8代会長、勲一等瑞宝章
- 伊大知良太郎 - 統計学、一橋大名誉教授、日本統計学会第10代会長
- 松田芳郎 - 統計学、一橋大名誉教授、日本統計学会学会賞、大内賞
- 山田勇 - 統計学、一橋大名誉教授、元日本統計学会会長
- 刈屋武昭 - 経済学、一橋大名誉教授、元京都大金融工学研究センター長、元ロンドン大学客員教授、元シカゴ大学客員教授
- 溝口敏行 - 統計学、一橋大名誉教授、元郵政省郵政研究所長、日経・経済図書文化賞
- 高橋一 - 統計学、一橋大名誉教授、元公立鳥取環境大学学長・理事長
- 田中勝人 - 経済統計、元一橋大副学長、元日本統計学会理事長、Econometric Theory Award、The T. C. Koopmans 賞
- 黒住英司 - 統計学、一橋大教授、日本統計学会研究業績賞、小川研究奨励賞
- 赤松要 - 経済政策、一橋大名誉教授、元南方軍軍政総監部調査部長、元中央賃金審議会会長、雁行形態論提唱
- 小島清 - 国際経済学、一橋大名誉教授、元国際基督教大学教授、元日本国際経済学会理事長、元世界経済研究協会理事長
- 池間誠 - 国際経済学、一橋大名誉教授、元日本国際経済学会会長、世界経済研究協会理事長
- 石川城太 - 国際経済学、一橋大名誉教授、学習院大教授、元日本国際経済学会会長、小島清賞
- 小野旭 - 労働経済学、一橋大名誉教授、労働政策研究・研修機構理事長、紫綬褒章、日経・経済図書文化賞
- 中馬宏之 - 経済学、一橋大教授、元イェール大学客員教授、米国農業経済学会賞、冲永賞
- 塩野谷祐一 - 経済学、一橋大名誉教授、元国立社会保障・人口問題研究所長、文化功労者、日本学士院会員
- 鈴村興太郎 - 経済学、一橋大名誉教授、早稲田大名誉教授、文化功労者、日本学士院会員、元日本経済学会長
- 後藤玲子 - 厚生経済学、一橋大学名誉教授、元立命館大教授、HDCA Executive Council Member
- 寺西重郎 - 経済学、一橋大名誉教授・元副学長、元イェール大学客員教授、紫綬褒章、学士院賞
- 時子山和彦 - 経済学、元一橋大学教授、元日本経済学会常務理事
- 佐藤正広 - 統計調査史、一橋大名誉教授
- 江見康一 - 財政学、一橋大名誉教授、日経・経済図書文化賞特賞、元日本統計学会理事長
- 伊藤秀史 - 経済学、一橋大名誉教授、早稲田大教授、日本経済学会会長、元スタンフォード大学客員准教授、中原賞
- 横山泉 - 経済学、一橋大教授、日本経済学会女性研究者奨励賞
- 青木外志夫 - 経済地理学、一橋大名誉教授、元経済地理学会会長
- 坂本二郎 - 経済学、元一橋大教授、元NHK解説委員
- 久武雅夫 - 数理経済学、一橋大名誉教授、元国際基督教大学学長、元日本数理経済学会会長
- 小泉明 - 経済学、元一橋大学長
- 竹内幹 - 行動経済学、一橋大准教授、ミシガン大学Outstanding GSI Award
- 岡室博之 - 産業組織論、一橋大教授、日本中小企業学会会長、エコノミスト賞、起業家研究フォーラム賞
- 小川英治 - 国際金融論、一橋大副学長、元日本金融学会会長、日本銀行金融研究所顧問、みずほ信託銀行取締役
- 奥田英信 - 開発経済学、一橋大学名誉教授、元財務省関税・外国為替等審議会会長代理、元国際開発センター研究顧問
- 馬場啓之助 - 経済史、一橋大名誉教授、元国立社会保障・人口問題研究所長
- 倉林義正 - 国民経済計算、一橋大学名誉教授、元国連本部統計局長、元国連統計委員会議長
- 釜江廣志 - 経済学、一橋大学名誉教授、元生活経済学会会長、東日本鉄道文化財団奨励賞
- 加納隆 - マクロ経済学、一橋大准教授
- 美濃口武雄 - 経済史学、一橋大学名誉教授
- 根岸佶 - 中国経済論、一橋大名誉教授、学士院賞
- 佐藤宏 - 中国経済、一橋大副学長、発展途上国研究奨励賞、孫冶方経済科学賞、北京大学経済学季刊最優秀論文賞
- 石川滋 - 開発経済学、元一橋大経済研究所長、ロンドン大学名誉客員教授、学士院会員、ベトナム国友誼勲章
- 南亮進 - 経済学、一橋大名誉教授、初代中国経済学会長、日経・経済図書文化賞
- 山重慎二 - 経済学、一橋大教授、日経・経済図書文化賞、交通図書賞
- 山中篤太郎 - 経済学、元一橋大学長、元中央労働基準審議会長、元日本経済政策学会代表
- 荒井一博 - ミクロ経済学、一橋大名誉教授、元クイーンズランド大学客員教授
- 蓼沼宏一 - 社会選択理論、元一橋大学長
- 阿部修人 - 経済学、一橋大教授、元日本銀行調査統計局アドバイザー
- 祝迫得夫 - マクロ経済学、一橋大教授、国立大学附置研究所・センター会議会長、元日本ファイナンス学会会長
- 本多俊毅 - 経済学、一橋大教授、元日本ファイナンス学会会長

##### その他
- 新川士郎 - 経済学、北海道大学名誉教授・元学長代理
- 早川泰正 - 経済学、北海道大学名誉教授、元千葉商科大学学長
- 小野浩 - 経済学、北海道大学名誉教授、元マクマスター大学招聘教授、元ウォーリック大学客員教授
- 久保田肇 - 経済学、北海道大学教授
- 前田新太郎 - 財政学、元北海道大学教授、元千葉大学教授
- 宮本謙介 - アジア経済、北海道大学名誉教授、北海道大学大塚賞
- 望月喜市 - ロシア経済、北海道大学名誉教授、ロシア科学アカデミー極東支部経済研究所名誉教授
- 田畑伸一郎 - ロシア経済、北海道大学教授、元スラブ研究センター長、元ロシア・東欧学会代表理事
- 唐渡興宣 - マルクス経済学、北海道大学名誉教授
- 大西猪之介 - 経済哲学、元小樽高等商業学校教授
- 手塚寿郎 - 経済学、元小樽高等商業学校教授、日本にオーストリア学派を導入
- 大野純一 - 財政学、元小樽商科大学長
- 長谷部亮一 - 経済統計学、元小樽商科大学長
- 藤井榮一 - 理論経済学、元小樽商科大学長
- 佐竹正夫 - 環境経済学、東北大学名誉教授
- 竹内清 - 統計学、東北大学名誉教授、元日本統計学会会長、元ポーランド科学アカデミー客員教授
- 古瀬大六 - 経済学、元東北大学教授、『天才柳沢教授の生活』のモデル
- 渡辺源次郎 - 経済学、元福島大学学長
- 大熊信行 - 経済学、評論家、元富山大学教授・経済学部長、山形県地方労働委員会初代会長
- 楠本捷一朗 - 経済学、筑波大学名誉教授
- 岩田昌征 - 比較経済体制論、千葉大学名誉教授、セルビア科学芸術アカデミー外国会員
- 大石亜希子 - 労働経済学、千葉大学教授
- 御船美智子 - 家庭経済学、元お茶の水女子大学教授、家計研賞奨励賞
- 大田弘子 - 経済学、政策研究大学長、元経済財政政策担当大臣
- 大野健一 - 開発経済学、政策研究大学名誉教授、ベトナム教育事業勲章、サントリー学芸賞、大佛次郎論壇賞
- 田嶋俊雄 - 中国経済、東京大学名誉教授、日本農業経済学会学術賞
- 後藤晃 - 経済学、東京大学名誉教授、公正取引委員会委員
- 荒巻健二 - 国際金融、東京大学名誉教授、元ロンドン大学客員教授、元京都大学客員教授
- 川口大司 - 労働経済学、東京大学教授、日本学士院学術奨励賞、石川賞、日本学術振興会賞
- 古澤泰治 - 国際経済学、東京大学教授、日本国際経済学会会長、日本学士院学術奨励賞、日本学術振興会賞
- 服部孝洋 - 経済学、東京大学特任准教授
- 蒲生慶一 - アメリカ経済論、東京外国語大学教授
- 林栄夫 - 財政学、東京都立大学名誉教授
- 中野藤吾 - 経済思想史、元東京都立立川短期大学学長
- 武蔵武彦 - 経済政策、千葉大学教授
- 石沢芳次郎 - 経済学、防衛大学名誉教授、元拓殖大学学長、元内閣参事官
- 大崎平八郎 - 経済学、横浜国立大学名誉教授
- 平館利雄 - 経済学、横浜国立大学教授
- 越村信三郎 - マルクス経済学、元横浜国立大学学長
- 佐藤金三郎 - マルクス経済学、元横浜国立大学教授
- 古沢友吉 - マルクス経済学、横浜市立大学名誉教授
- 本間要一郎 - マルクス経済学、横浜国立大学名誉教授
- 長谷部勇一 - 経済統計、元横浜国立大学長、元環太平洋産業連関分析学会長
- 渡辺輝一 - 経済政策、横浜国立大学名誉教授、元南洋学院教授
- 山田長夫 - 経済学、横浜市立大学名誉教授
- 前田幸太郎 - 経済学史、元横浜市立大学長、横浜文化賞
- 伊東壮 - 経済学、元山梨大学長、元日本原水爆被害者団体協議会代表委員
- 加藤一夫 - 経済学、元静岡大学長
- 浅利一郎 - 経済学、静岡大学副学長、元ヨーテボリ大学客員教授
- 上原克仁 - 労働経済学、静岡県立大学講師、労働関係論文優秀賞
- 酒井正三郎 - 経済学、名古屋大学名誉教授、元経済社会学会会長、元日本学術会議会員
- 塩野谷九十九 - 経済学、名古屋大学名誉教授、元日本学術会議会員
- 水野正一 - 財政学、名古屋大学名誉教授、元国税庁税理士審査会会長
- 萬行英二 - 経済学、名古屋大学教授
- 鍋島直樹 - 経済学、名古屋大学教授、第1回経済学史学会研究奨励賞
- 皆川正 - 産業組織論、名古屋大学名誉教授、厚生労働省労働基準局長賞
- 上野裕也 - 計量経済学、元名古屋大学教授、元成蹊大学長、元ペンシルベニア大学客員教授、日経・経済図書文化賞
- 三上隆三 - 経済学、和歌山大学名誉教授
- 小栗誠治 - 金融論、滋賀大学名誉教授、元滋賀大学理事・副学長
- 御崎加代子 - 経済学史、滋賀大学教授、国際ワルラス学会会長
- 平田清明 - マルクス経済学史、京都大学名誉教授・元経済学部長、元鹿児島国際大学長、元神奈川大学副学長
- 宮崎義一 - 経済学、京都大学名誉教授・元経済研究所長、学士院会員、エコノミスト賞
- 伊東光晴 - 経済学、京都大学名誉教授・元経済学部長、紫綬褒章、吉野作造賞
- 村瀬哲司 - 経済政策、京都大学名誉教授
- 森純一 - 開発経済学、京都大学教授
- 梶井厚志 - 経済学、京都大学名誉教授、中原賞、日本学術振興会賞、日本経済学会常任理事
- 原千秋 - ミクロ経済学、京都大学教授、元ケンブリッジ大学専任講師兼フェロー
- 島本哲朗 - マクロ経済学、京都大学教授
- 岩城秀樹 - 金融論、京都大学教授
- 劉徳強 - 経済学、京都大学教授、日経・経済図書文化賞
- 三重野文晴 - 開発経済学、京都大学教授、大平正芳記念賞
- 筑井甚吉 - 経済学、大阪大学名誉教授、日経・経済図書文化賞
- 斎藤謹造 - 経済学、大阪大学名誉教授
- 西條辰義 - 経済学、元大阪大学教授
- 松崎寿 - 経済学、元大阪商科大学教授、満州国の金融制度創設に参画
- 末永隆甫 - 経済学史、大阪市立大学名誉教授、元神戸商科大学学長
- 柴田裕 - 経済学、元大阪市立大学教授
- 富永祐治 - 交通経済学、大阪市立大学名誉教授
- 藤田整 - ソ連経済、大阪市立大学名誉教授、元比較経済体制学会代表幹事、元大阪経済法科大学学長
- 田崎仁義 - 経済学、大阪市立大学名誉教授、元明治大学教授
- 田畑理一 - 比較経済体制、大阪市立大学名誉教授、元比較経済体制学会代表幹事、元大阪経済法科大学学長
- 除本理史 - 環境経済学、大阪公立大学教授、環境経済・政策学会賞奨励賞
- 坂西由蔵 - 経済学、元神戸高等商業学校教授
- 丸谷喜市 - 経済学、神戸経済大学（現神戸大学）初代学長、神戸大学名誉教授
- 生島広治郎 - 経済学、元神戸経済大学（現神戸大学）教授、元近畿大学理事
- 宮田喜代蔵 - 経済学、神戸大学名誉教授、元日本学術会議会員
- 水谷一雄 - 統計学、神戸大学名誉教授、元ロチェスター大学客員教授、元Econometric Societyフェロー
- 田中金司 - 金融論、神戸大学名誉教授、元関西学院大教授
- 坂本彌三郎 - 経済学史、神戸大学名誉教授、元日本学術会議会員
- 五百籏頭眞治郎 - 経済思想史、神戸大学名誉教授、イタリア聖マウリッツィオ・ラザロ勲章、教皇庁大聖グレゴリウス勲章
- 新庄博 - 金融論、神戸大学名誉教授
- 松野賢吾 - 経済学、神戸大学名誉教授
- 丸山雅祥 - 経済学、神戸大学名誉教授、日経・経済図書文化賞、日本商業学会優秀賞
- 大久保裕晴 - 経済学、神戸大学教授、トーホー取締役、AREホールディングス取締役
- 釣雅雄 - マクロ経済学、岡山大学教授、日本経済政策学会学会賞
- 前川功一 - 計量経済学、広島大学名誉教授・元副学長、元日本金融・証券計量・工学学会会長、Econometric Theory Award
- 塩原俊彦 - ロシア経済論、高知大学准教授
- 大羽宏一 - 消費経済学、大分大学名誉教授、元尚絅大学学長、PL研究学会会長
- 山根太郎 - 統計学、元青山学院大学教授、元ニューヨーク大学助教授
- 天利長三 - 金融論、青山学院大学名誉教授
- 堀場勇夫 - 財政学、青山学院大学名誉教授、総務省地方財政審議会会長、第1回日本地方財政学会佐藤賞特別賞
- 元山斉 - 経済学、青山学院大学教授
- 山川俊和 - 経済学、大阪産業大学教授
- 福地純一郎 - 統計学、学習院大学教授、元東京大客員教授
- 清水順子 - 経済学、学習院大学教授、元年金積立金管理運用独立行政法人運用委員長代理、日経・経済図書文化賞
- 滝澤美帆 - 経済学、学習院大学教授、新型インフルエンザ等対策推進会議委員
- 清水嘉治 - 経済学、神奈川大学名誉教授
- 飯塚信夫 - 日本経済論、神奈川大学教授、元日本経済研究センター経済分析部長、中原奨励賞
- 小宮孝 - 経済学、関西学院名誉院長・元院長、元神戸女学院長、元兵庫県教育委員会委員長
- 平山健二郎 - 金融論、関西学院大学教授
- 鵜飼康東 - 経済学、関西大学教授、歌人、角川短歌賞
- 小田正雄 - 国際経済学、元関西大学教授
- 良永康平 - 統計学、関西大学副学長・教授、元経済統計学会事務局長
- 高橋望 - 交通経済学、関西大学教授、日本交通学会賞
- 新田政則 - 経済学、元京都産業大学学長
- 藤井隆 - 経済学、元慶應義塾大学教授、名古屋大学名誉教授、元日本計画行政学会会長、元日本学術会議会員
- 池尾和人 - 経済学、慶應義塾大学名誉教授、元日本経済学会常任理事、第1回全国銀行学術研究振興財団賞
- 麻生良文 - 財政学、慶應義塾大学教授
- 竹中平蔵 - 経済学、慶應義塾大学名誉教授、元総務大臣、元金融担当大臣、元ハーバード大学客員准教授
- 藪友良 - 金融論、慶應義塾大学教授
- 大久保敏弘 - 経済学、慶應義塾大学教授、日本国際経済学会小田賞
- 柳瀬典由 - 金融論、慶應義塾大学教授、サイジニア監査役、日本保険学会賞
- 玉山和夫 - 国際ビジネス論、札幌学院大学教授
- 古川哲夫 - 経済学、元駿河台大学教授
- 巽博一 - マクロ経済学、成蹊大学名誉教授
- 北川浩 - 貨幣論、成蹊大学長、元経済企画庁経済研究所客員研究員
- 村本孜 - 経済学、成城大学名誉教授、元金融庁参与、元中小企業基盤整備機構副理事長、中小企業研究奨励賞
- 油井雄二 - 財政学、成城学園理事長兼学園長、元成城大学長、第1回NIRA大来政策研究賞
- 伊東洋三 - ゲーム理論、専修大学名誉教授、元専修大学情報科学研究所長
- 宮本光晴 - 企業組織論、専修大学教授
- 紅林茂夫 - マクロ経済、創価大学教授、元富士銀行監査役
- 小島麗逸 - 中国経済、大東文化大学名誉教授、元北京大学客員教授、元アジア経済研究所調査研究部次長
- 多田博一 - アジア経済、大東文化大学名誉教授
- 杜進 - 経済学、拓殖大学教授、元北京大学客員教授、環太平洋学術研究助成費受賞
- 丹野忠晋 - 産業組織論、ミクロ経済学、拓殖大学教授
- 浅野栄一 - 経済学、中央大学名誉教授
- 中村達也 - 経済理論、中央大学教授
- 浅田統一郎 - 経済学、中央大学経済研究所長・教授
- 伊藤善市 - 経済学、東京女子大学名誉教授、日本都市学会賞、山形市三浦記念賞、米沢市功績賞、余目町名誉町民
- 竹内健蔵 - 交通経済学、東京女子大学教授、日本交通学会会長、元国土交通省交通政策審議会会長代理、交通図書賞、日本交通学会賞
- 安川隆司 - 経済思想、東京経済大学副学長
- 北田芳治 - 経済学、東京経済大学名誉教授、元政治経済研究所理事長、元日本学術会議会員
- 長島誠一 - マルクス経済学、東京経済大学名誉教授、元学校法人嶋田学園理事
- 高橋秀悦 - 経済学、東北学院大学名誉教授、元日本地域学会会長
- 細谷圭 - 経済学、東北学院大学准教授
- 中北徹 - 国際経済学、東洋大学教授、日本銀行アドバイザー、元内閣アジア・ゲートウェイ戦略会議座長代理
- 屋嘉宗彦 - 経済学、法政大学名誉教授、元法政大学沖縄文化研究所所長
- 竹田茂夫 - 経済学、法政大学教授
- 今橋隆 - 交通経済学、元法政大学教授、ポーランド共和国交通功労者表彰、道路経済研究所懸賞論文優秀賞
- 小黒一正 - マクロ経済学、法政大学教授、財務総合政策研究所コンサルティングフェロー
- 小峯敦 - 経済学史、法政大学教授、元経済学史学会代表幹事、ケンブリッジ大学クレア・ホール終身会員
- 長尾史郎 - 経済学、明治大学名誉教授
- 畑農鋭矢 - 公共経済学、明治大学教授、財務省財務総合政策研究所特別研究官
- 塚原康博 - 公共経済学、明治大学教授、元日本公共政策学会副会長、日本コミュニケーション学会奨励賞
- 佐々木百合 - 金融論、明治学院大学教授、金融庁金融審議会委員、三菱HCキャピタル取締役、明治安田生命保険取締役
- 味水佑毅 - 交通経済学、流通経済大学教授、日本交通学会賞
- 井上周八 - マルクス経済学、立教大学名誉教授、チュチェ思想国際研究所名誉理事長
- 小椋広勝 - 経済学、元立命館大学教授
- 大島堅一 - 環境経済学、立命館大学教授、大佛次郎論壇賞、大阪府特別参与
- 中本悟 - 国際政治経済学、立命館大学教授、元日本国際経済学会会長
- 中島真志 - 金融論、麗澤大学教授、元日本銀行金融機構局企画役
- 田村貞雄 - 経済学、早稲田大学名誉教授
- 大塚勝夫 - 開発経済学、元早稲田大学教授
- 根本直子 - 金融、早稲田大学教授、アジア開発銀行研究所エコノミスト、年金積立金管理運用独立行政法人経営委員
- 林華生 - アジア経済論、早稲田大学教授
- 渡会勝義 - 経済学史、早稲田大学教授
- トラン・ヴァン・トゥ - 国際経済学、早稲田大学名誉教授、アジア・太平洋賞、ベトナム優秀図書賞
- 池尾愛子 - 経済学史、早稲田大学教授
- 石井安憲 - 国際経済学、早稲田大学名誉教授、元北京大学招聘教授、元復旦大学客員教授
- 馬場義久 - 財政学、早稲田大学名誉教授
- 佐々木宏夫 - 経済学、早稲田大学名誉教授、元ライス大学客員教授
- 戸田学 - 経済学、早稲田大学教授
- 須賀晃一 - 厚生経済学、早稲田大学副総長、早稲田摂陵中学校・高等学校長、早稲田大学出版部社長
- 林正寿 - 財政学、早稲田大学教授、元ヘルシンキ大学客員教授、平和政策研究所代表理事
- 石川竜一郎 - 経済学、早稲田大学教授、Best Paper Award in SGBED
- 大西宏一郎 - 経済学、早稲田大学教授、元大阪工業大学准教授
- 荒井洋一 - 経済学、早稲田大学准教授
- 永谷敬三 - 経済学、ブリティッシュコロンビア大学名誉教授、元カナダ経済学会副会長
- 関根友彦 - 経済学、元ヨーク大学教授
- 佐藤隆三 - 経済学、ニューヨーク大学初代日本経営経済研究所長、元ハーバード大学兼任教授、元ブラウン大学教授
- 伊藤隆敏 - 経済学、コロンビア大学教授、東京大学名誉教授、元日本経済学会長、紫綬褒章
- 吉原直毅 - 数理マルクス経済学、マサチューセッツ大学アマースト校教授、第1回経済理論学会奨励賞
- 霍見浩喜 - 計量経済学、ラトガーズ大学教授、元コロンビア大学客員教授、元京都大客員教授
- 尹起重 - 経済学、延世大学校名誉教授、元韓国経済学会会長、韓国学術院会員、尹錫悦大統領の父
- 李鐘允 - 経済学、韓国外国語大学名誉教授、元韓日経済協会副会長、旭日中綬章外国人叙勲
- 徳重伍介 - 経済学、元大連高等商業学校校長、元山口高等商業学校教授
- 遠藤寿三 - 経済学、元台北高等商業学校校長
- 遠藤久夫 - 経済学、国立社会保障・人口問題研究所長、社会保障審議会会長、元中央社会保険医療協議会長
- 森田成也 - マルクス経済学、日本革命的共産主義者同盟トロツキー研究所幹事・研究員

#### 法学・政治学

##### 一橋大教員
- 杉原泰雄 - 憲法、一橋大学名誉教授、元全国憲法研究会代表
- 山内敏弘 - 憲法、一橋大学名誉教授、元全国憲法研究会代表、元公法学会理事
- 浦田一郎 - 憲法、一橋大学名誉教授、民主主義科学者協会法律部会理事長、元全国憲法研究会代表
- 只野雅人 - 憲法、一橋大学教授、元全国憲法研究会事務局長、 元衆議院憲法審査会参考人、日本学術会議会員
- 市原昌三郎 - 行政法、一橋大学名誉教授、元比較憲法学会顧問
- 山田洋 - 行政法、一橋大学名誉教授、国税庁国税審議会会長、元司法試験考査委員
- 高橋滋 - 行政法、一橋大学名誉教授・元副学長、元中国人民大学客員教授、東京都行政不服審査会長
- 野口貴公美 - 行政法、一橋大学教授、元法務省大臣官房調査員
- 寺田麻佑 - 行政法、一橋大学教授、KDDI Foundation Award業績賞、情報処理学会山下記念研究賞、テレコム社会科学賞奨励賞
- 好美清光 - 民法、一橋大学名誉教授、元東京地方裁判所判事補、元中央大教授、元クレディセゾン監査役
- 滝沢昌彦 - 民法、一橋大学名誉教授、法政大教授、日本私法学会理事
- 角田美穂子 - 民法、一橋大学教授、津谷裕貴・消費者法学術実践賞学術賞
- 上原敏夫 - 民訴法、一橋大学名誉教授、法務省検察官・公証人特別任用等審査会会長代理、カンボジア王国友好勲章
- 村井敏邦 - 刑事法、一橋大学名誉教授、元日本刑法学会理事長
- 葛野尋之 - 刑事法、一橋大学教授、元立命館大教授、菊田クリミノロジー賞
- 橋本正博 - 刑法、一橋大学名誉教授、元司法試験考査委員
- 後藤昭 - 刑事訴訟法、一橋大学名誉教授、青山学院大学教授、日本刑法学会理事
- 緑大輔 - 刑事訴訟法、一橋大学教授、元北海道大准教授
- 福田雅章 - 刑事政策、一橋大学名誉教授、元大阪大学教授、元カルフォルニア大学客員教授
- 本庄武 - 刑事政策、一橋大学教授、守屋研究奨励賞
- 王雲海 - 比較刑事法、一橋大学教授、元日本法文化学会理事長、IPEX最優秀著書賞
- 米谷隆三 - 商法、元東京商科大学教授、日本学士院賞
- 吉永榮助 - 商法、経済法、一橋大学教授
- 喜多了祐 - 商法、一橋大学名誉教授
- 久保欣哉 - 商法、一橋大学名誉教授、元青山学院大学教授、元日本私法学会理事
- 堀口亘 - 商法、一橋大学名誉教授、元日本商品先物取引協会長、元日本私法学会理事
- 石原全 - 商法、一橋大学名誉教授、元日本私法学会理事
- 川村正幸 商法、元一橋大学副学長、駿河台大学長
- 野田博 - 商法、証券取引法、一橋大学名誉教授、中央大教授、大隅健一郎賞
- 布井千博 - 会社法、一橋大学名誉教授、弁護士
- 阿部博友 - 企業法、一橋大学名誉教授、国際取引法学会会長、カシオ計算機取締役、アウトソーシング取締役
- 山部俊文 - 経済法、一橋大学名誉教授、明治大教授、元日本経済法学会常務理事
- 蓼沼謙一 - 労働法、一橋大学名誉教授・元学長、元日本労働法学会代表理事
- 盛誠吾 - 労働法、元一橋大学教授・副学長、日本労働法学会理事
- 相澤美智子 - 労働法、一橋大学教授、西尾学術奨励賞
- 大平善梧 - 国際法、一橋大学名誉教授・元法学部長、元青山学院大学学長
- 皆川洸 - 国際法、元一橋大学法学部長、元上智大教授、元国際法学会理事長
- 大谷良雄 - 国際法、一橋大学名誉教授、元パリ第1大学招聘教授、元パリ第2大学招聘教授、オットー・リーゼ賞
- 佐藤哲夫 - 国際法、一橋大学名誉教授、安達峰一郎記念賞、元広島市立大学広島平和研究所教授
- 川崎恭治 - 国際法、一橋大学名誉教授、元成城大学教授
- 久保岩太郎 - 国際私法、一橋大学名誉教授、元青山学院大学法学部長、元関西学院大学教授
- 秌場準一 - 国際私法、一橋大学名誉教授、元国際法学会理事長、元学術会議会員
- 横山潤 - 国際私法、一橋大学教授、スポーツ仲裁裁判所仲裁人、国際私法学会理事
- 長塚真琴 - 著作権法、一橋大学教授、ALAI Japan理事
- 町田實秀 - 西洋法制史、一橋大学名誉教授・元法学部長、元青山学院大学教授、元法制史学会監事
- 勝田有恒 - 西洋法制史、一橋大学名誉教授、元比較法史学会理事長
- 山内進 - 西洋法制史、元一橋大学学長、サントリー学芸賞、元ロンドン大学客員教授、法文化学会理事長
- 屋敷二郎 - 西洋法制史、一橋大学教授、法文化学会事務局代表
- 青木人志 - 比較法、一橋大学副学長・教授、比較法学会理事
- ジョン・ミドルトン - 英米法、一橋大学教授、オーストラリア弁護士、元総務省情報通信政策研究所特別上級研究員
- 細谷千博 - 外交史、一橋大学名誉教授、元ロンドン大学客員教授、日本学士院会員、英国学士院客員会員
- 野林健 - 国際政治経済学、一橋大学名誉教授
- 大芝亮 - 国際政治学、一橋大学名誉教授、元日本国際政治学会理事長、元広島市立大学広島平和研究所所長
- 山田敦 - 国際関係論、一橋大教授、一橋大学役員補佐
- 秋山信将 - 国際関係論、一橋大学教授、ウィーン政府代表部公使、元軍縮学会長
- 青野利彦 - 国際政治外交史、一橋大学教授、アメリカ学会清水博賞
- 板垣與一 - 国際関係、一橋大学名誉教授、元八千代国際大学長、元アジア政経学会理事長、元学術会議会員
- 田中宏 - 日本アジア関係史、一橋大学名誉教授、東京弁護士会人権賞、日本平和学会平和研究奨励賞

##### その他
- 林忠行 - 国際関係、北海道大学名誉教授・元副学長、元京都女子大学学長、元日本ロシア・東欧研究連絡協議会代表幹事
- 石井吉春 - 公共政策、北海道大学名誉教授、苫東会長、日本港湾協会企画賞
- 藤本幸二 - 西洋法制史、岩手大准教授
- 成嶋隆 - 憲法、教育法、新潟大学名誉教授、日本教育法学会会長
- 辻村みよ子 - 憲法、東北大学名誉教授、渋沢・クローデル賞、澤柳政太郎記念東北大学男女共同参画賞、内閣総理大臣表彰
- 柳父圀近 - 政治思想史、東北大学名誉教授
- 糠塚康江 - 憲法、東北大学教授、山川菊栄賞、憲法理論憲研究会運営委員長
- 齊藤誠二 - 刑法、筑波大学名誉教授、元ミュンヘン大学客員教授、元マンハイム大学客員教授
- 宮城啓子 - 刑事訴訟法、元筑波大学教授、元司法試験考査委員
- 首藤もと子 - 国際関係論、筑波大学名誉教授、グローバル・ガバナンス学会副会長
- 鈴木庸夫 - 行政法、千葉大学名誉教授、シドニー大学名誉客員教授、国立国会図書館事務文書開示審査会会長
- 高村ゆかり - 国際環境法、東京大学教授、環境省中央環境審議会会長、日本学術会議副会長
- 西崎文子 - アメリカ外交史、東京大学名誉教授、元日本アメリカ史学会運営委員会代表
- 中見立夫 - アジア外交史、東京外国語大学教授、モンゴル国大統領北極星勲章
- 小笠原欣幸 - 比較政治学、東京外国語大学教授、樫山純三賞、アジア・太平洋賞特別賞
- 青山弘之 - 中東政治、東京外国語大学教授、元中東調査会特任理事
- 我妻学 - 民訴法、東京都立大学教授、米沢有為会我妻榮記念館名誉館長
- 内田芳明 - 比較法、横浜国立大学名誉教授、元ベルリン大学客員教授、元比較法文化学会長
- 円谷峻 - 民法、横浜国立大学名誉教授、明治大教授
- 芳賀良 - 商法、横浜国立大学教授、岩田合同法律事務所客員弁護士、アイネス監査役
- 野村秀敏 - 民事訴訟法、元横浜国立大学教授、元法務省司法試験考査委員、元財団法人民事紛争処理研究基金評議員
- 高橋寿一 - 民事法、横浜国立大学名誉教授、元総務省国地方係争処理委員会委員長代理、日本不動産学会賞、日本農業法学会賞等
- 森川俊孝 - 国際法、横浜国立大学名誉教授、安達峰一郎記念賞、法務省難民審査参与員
- 関良徳 - 法哲学、信州大学教授、元日本法哲学会事務局長、共通教育グッドプラクティス最優秀賞
- 坂本重雄 - 労働法、静岡大学名誉教授、元日本労働法学会代表理事、元日本社会保障法学会代表理事
- 古川光明 - 国際関係論、静岡県立大学教授、大来賞
- 下澤嶽 - 国際協力論、静岡県立大学准教授、元国際協力NGOセンター事務局長
- 長谷川正安 - 憲法、名古屋大学名誉教授、元世界科学者連盟副会長、元日本科学者会議代表幹事
- 村上正子 - 民事訴訟法、名古屋大学教授
- 岩﨑一生 - 国際私法、名古屋大学名誉教授、元モナシュ大学客員教授、元日本海運集会所海事仲裁人
- 原秀六 - 商法、滋賀大学名誉教授
- 大久保規子 - 行政法、大阪大学教授、日本環境会議副理事長、日本学術会議会員、法務省司法試験考査委員
- 水谷規男 - 刑訴法、大阪大教授
- 松井和彦 - 民法、大阪大教授
- 杉田米行 - アメリカ外交史、大阪大教授
- 中嶋啓雄 - アメリカ外交史、大阪大学教授、アメリカ学会副会長、アメリカ学会清水博賞
- 木戸衛一 - ドイツ現代政治、大阪大学教授
- 蓮生郁代 - 国際機構論、大阪大学教授、元パリ政治学院客員教授、元大阪府特別参与、元大阪市特別参与
- 三島聡 - 刑事法、大阪公立大学教授、元法務省刑事施設視察委員会副委員長
- 櫻井徹 - 法哲学、神戸大学教授、法哲学・社会哲学国際学会連合理事
- 石原享一 - 国際関係論、神戸大学名誉教授、発展途上国研究奨励賞
- 坂井一成 - 国際関係論、神戸大学教授、元パリ第10大学客員教授、村尾育英会学術奨励賞
- 中園和仁 - 国際関係論、広島大学名誉教授
- 横山宏章 - 中国政治外交史、北九州市立大学名誉教授、元南京大学客員教授
- 天野拓 - アメリカ政治、熊本県立大学准教授、アメリカ学会清水博賞
- 井口秀作 - 憲法、愛媛大学教授、元参議院憲法調査会参考人
- 山本章子 - 国際政治史、琉球大学准教授、石橋湛山賞、日本防衛学会猪木正道賞、沖縄協会沖縄研究奨励賞
- 佐藤和男 - 国際法、青山学院大学名誉教授、安達峰一郎記念賞、日本会議代表委員
- 三木義一 - 租税法、青山学院大学長、日本不動産学会著作賞、東京市政調査会藤田賞
- 吉田靖彦 - 国際政治学、青山学院大学名誉教授
- 菊池努 - 国際政治経済学、青山学院大学副学長・教授、元ブリティッシュコロンビア大学客員教授
- 吉田直 - 商法、青山学院大学教授、青山学院学術褒賞
- 岡孝 - 民法、学習院大学教授、元法政大学教授、法務省司法試験考査委員
- 井上寿一 - 日本外交史、学習院大学長、吉田茂賞、正論新風賞
- 柴田純志 - 国際政治学、学習院大学講師
- 永野善子 - 国際関係論、神奈川大学教授
- 村田尚紀 - 憲法、関西大学教授、元民主主義科学者協会法律部会理事
- 加藤良三 - 商法、関東学院大学名誉教授・初代法学部長、元南山大学教授、元モナシュ大学客員教授
- 高瀬幹雄 - 国際政治学、関東学院大学教授
- 磯部哲 - 行政法、慶應義塾大学教授、磯部力の子、ローマ教皇庁科学アカデミー客員会員
- 松尾弘 - 民法、慶應義塾大学教授、元シドニー大学客員教授、法務省法制審議会幹事
- 春日偉知郎 - 民訴法、関西大学名誉教授、元慶應義塾大学大教授、カンボジア王国友好勲章
- 北澤安紀 - 国際私法、慶應義塾大学教授、文部科学省宗教法人審議会会長、元法務省民事局調査員
- 戸部真澄 - 環境法、慶應義塾大学教授
- 森征一 - 西洋法制史、慶應義塾大学名誉教授、元慶應義塾常任理事、元法文化学会理事長
- 小舟賢 - 行政法、甲南大学准教授
- 臼木豊 - 刑法、駒澤大学教授
- 赤松晃 - 租税法、元駒沢大学教授、税理士、日本税理士会連合会日税研究賞特別賞
- 大山礼子 - 政治学、駒澤大学教授、内閣府地方制度調査会副会長
- 杉山和之 - 刑法、志學館大講師
- 大橋真由美 - 行政法、上智大学教授、総務省行政相談高度化アドバイザー
- 織朱實 - 環境法、上智大学教授、元上海大学招聘教授、元三井化学取締役
- 松本尚子 - 西洋法制史、上智大学教授、元ウィーン大学客員教授
- 澤江史子 - 中東政治、上智大学教授
- 吉川元 - 国際関係、上智大学教授、元平和学会副会長
- 宮城大蔵 - アジア国際政治史、上智大学名誉教授、元国家安全保障局顧問、サントリー学芸賞
- 横川新 - 国際法、元成城大学長、元法務省難民審査参与員
- 中川和彦 - 商法、成城大学名誉教授、上智大イベロアメリカ研究所名誉所員、元ラテンアメリカ学会理事長
- 山田剛志 - 商法、成城大学教授、トップカルチャー監査役、日本瓦斯監査役
- 中尾英俊 - 民法、西南学院大学名誉教授
- 岩間徹 - 国際法、西南学院大学教授・副学長
- 庭山英雄 - 刑事訴訟法、元専修大学教授、元日本民主法律家協会理事長
- 佐野裕志 - 民事訴訟法、専修大学教授、元鹿児島大教授、元法務省司法試験考査委員
- 中川敏宏 - 民法、専修大学教授
- 鹿錫俊 - 国際政治学、大東文化大学教授、南京大客員教授、太田勝洪記念中国学術研究賞
- 石田榮一 - 商法、元高岡法科大学教授
- 佐藤丙午 - 国際政治学、拓殖大学教授、外務省参与
- 笠井修 - 民法、中央大学教授、元筑波大学教授、元法務省司法試験考査委員
- 加美和照 - 商法、中央大学名誉教授、元学校法人中央大学評議員
- 椎橋隆幸 - 刑訴法、中央大学名誉教授・副学長、元法制審議会刑事法部会長代行
- 毛塚勝利 - 労働法、中央大学名誉教授、元日本労働法学代表理事、元フランクフルト大学客員教授
- 本田純一 - 民法、中央大学教授、元シルバーマーク基準認定委員会委員長
- 尾関幸美 - 会社法、中央大学教授、三井不動産監査役、ブルボン取締役
- 宮下紘 - 情報法、中央大学教授、内閣府個人情報保護推進室政策企画専門職
- 秋吉貴雄 - 政治学、中央大学教授、日本公共政策学会奨励賞、日本交通学会賞
- 滝田賢治 - アメリカ外交史、中央大学名誉教授、元中央大学政策文化総合研究所長
- 臼井久和 - 国際政治学、中央大学教授
- 藤原静雄 - 行政法、中央大学名誉教授、元筑波大教授、内閣府個人情報保護委員会委員長、警察政策学会会長
- 津野義堂 - 西洋法制史、中央大学名誉教授
- 牧野裕 - 国際関係、津田塾大学教授
- 小沢隆一 - 憲法、東京慈恵会医大学教授、全国憲法研究会代表、元民主主義科学者協会法律部会副理事長
- 川嶋四郎 - 民事訴訟法、同志社大学教授、元ノースカロライナ大学客員教授
- 大藤紀子 - 憲法、獨協大学教授、元パリ政治学院招聘教授、元憲法理論研究会事務局長
- 石井保雄 - 労働法、獨協大学教授、冲永賞
- 上口裕 - 刑事訴訟法、南山大学教授
- 星野昌裕 - 中国政治、南山大学副学長・教授、元外務省中国大使館専門調査員
- 細川幸一 - 消費者法、日本女子大学教授、元消費者委員会委員、内閣総理大臣表彰
- 高柳彰夫 - 国際関係論、フェリス女学院大学教授
- 諏訪康雄 - 労働法、元法政大学教授、中央労働委員会会長、元ボローニャ大学客員教授
- 白田秀彰 - 英米法、法政大学准教授、インターネット先進ユーザーの会設立
- 木下ちがや - 政治学、社会運動家、明治学院大学研究員、デモ活動法務
- 工藤祐巌 - 民法、明治大学教授、元司法試験考査委員
- 山岸敬子 - 行政法、明治大学教授、元会計検査院情報公開・個人情報保護審査会会長代理、厚生労働大臣表彰
- 今村哲也 - 行政法、明治大学教授
- 小林公夫 - 刑事法、明治大学法科大学院教育補助講師
- 松村弓彦 - 環境法、元明治大学教授、元川崎製鉄理事、弁護士
- 大津浩 - 憲法、明治大学教授、元ポール・セザンヌ=エクス・マルセイユ第3大学招聘教授、弁護士
- 丸山直起 - 国際関係、明治学院大学名誉教授
- 佐々木卓也 - アメリカ外交史、立教大学教授、元日本国際政治学会理事長、元外務省参与、元国家安全保障会議顧問
- 品谷篤哉 - 商法、立命館大学教授、福井コンピュータホールディングス取締役
- 竹原茂 - 国際関係、麗澤大学教授、在日ラオス人難民連絡会長、元ラオス政府経済計画省計画課長
- 中出哲 - 保険法、早稲田大学教授、日本保険学会賞、山縣勝見賞、住田正一海事技術奨励賞
- 信夫淳平 - 国際法、元早稲田大学教授、元中華民国顧問、元学士院会員、学士院恩賜賞
- 福永有夏 - 国際私法、早稲田大学教授
- 田中孝彦 - 国際政治学、早稲田大学教授、吉田茂賞、大平正芳記念賞
- 天児慧 - 国際関係、早稲田大学名誉教授、元アジア政経学会理事長、アジア・太平洋賞特別賞
- 李茂生 - 刑事法、国立台湾大学教授・元法律学院副院長兼刑事法研究中心主任
- 片田さおり - 国際政治経済学、南カリフォルニア大学教授、世界国際関係学会副会長、大平正芳記念賞

#### 歴史学

##### 一橋大教員
- 三浦新七 - 世界史、元東商大学長、元学士院会員、元両羽銀行（現山形銀行）頭取、元日銀参与
- 上原専禄 - 西洋史、元一橋大学長、元国民教育研究所長、国民文化会議初代議長
- 村松恒一郎 - 西洋史、一橋大学名誉教授、南山大学名誉教授
- 及川完 - 日本経済史、元東京商科大学助教授、第二次世界大戦で戦死
- 増田四郎 - 西洋史、元一橋大学長、文化勲章、文化功労者、元日本学士院会員、元日本学術振興会会長
- 金子鷹之助 - 思想史、元東商大教授、元全国高商文化聯合会会長
- 渡辺金一 - 東ローマ史、一橋大学名誉教授
- 大月康弘 - 東ローマ史、一橋大学副学長・教授、日経・経済図書文化賞、地中海学会ヘレンド賞
- 山田欣吾 - ドイツ中世史、一橋大学名誉教授
- 阿部謹也 - ドイツ中世史、元一橋大学長、紫綬褒章、大佛次郎賞、サントリー学芸賞、元文化功労者審査会委員、元国立大学協会長
- 森宜人 - ドイツ近代史、一橋大学教授、社会経済史学会賞、政治経済学・経済史学会賞、日本ドイツ学会奨励賞
- 清水廣一郎 - イタリア史、元一橋大学教授、サントリー学芸賞
- 米川伸一 - イギリス近代史、一橋大学名誉教授
- 浜林正夫 - イギリス近代史、一橋大学名誉教授、元日本科学者会議代表幹事、元全国革新懇代表世話人、元労働者教育協会副会長
- 山﨑耕一 - フランス近代史、元一橋大学教授、日仏歴史学会副会長
- 阪西紀子 - 北欧中世史、一橋大学教授、日本アイスランド学会会長
- クリスチャン・ポラック - 幕末日仏外交史、一橋大学客員教授、セリク社長、レジオンドヌール勲章、在日フランス商工会議所副会頭
- 中村喜和 - ロシア文化史、一橋大学名誉教授、ロモノーソフ金メダル、大佛次郎賞
- 土肥恒之 - 近代ロシア史、一橋大学名誉教授、社会経済史学会顧問
- 中野聡 - アメリカ現代史、一橋大学学長、大平正芳記念賞、アメリカ学会清水博賞
- 村松祐次 - 中国社会経済史、一橋大学名誉教授、日本学士院賞
- 増淵龍夫 - 中国経済史、一橋大学名誉教授・元社会学部長
- 中川学 - 中国社会経済史、一橋大学名誉教授、元国際マクロエンジニアリング学会協会連合筆頭副理事長
- 江夏由樹 - 中国社会経済史、一橋大学名誉教授、中国経済学会理事、社会経済史学会理事
- 三谷孝 - 中国現代史、一橋大学名誉教授、元歴史学研究会編集委員
- 深沢宏 - インド史、元一橋大学教授、日経・経済図書文化賞
- 谷口晋吉 - インド史、一橋大学教授、元カルカッタ大客員教授
- 加藤博 - 中東史、一橋大学名誉教授、元日本中東学会会長、内閣府「世界で活躍し『日本』を発信する日本人」
- 大橋由紀夫 - 科学史、元一橋大学学講師
- 平井和子 - ジェンダー史、一橋大学客員教授、山川菊栄賞、静岡県知事褒賞
- 神武庸四郎 - 西洋経済史、一橋大学名誉教授
- 中村政則 - 日本近現代史、一橋大学名誉教授、元オックスフォード大学客員教授、元歴史学研究会委員長
- 森武麿 - 日本近現代経済史、一橋大学名誉教授、平和・協同ジャーナリスト基金奨励賞
- 田崎宣義 - 日本近代史、一橋大学名誉教授・元副学長
- 吉田裕 - 日本近代史、一橋大学名誉教授、東京大空襲・戦災資料センター館長、アジア・太平洋賞特別賞、新書大賞
- 池享 - 日本中近世史、一橋大学名誉教授、元ソウル大教授、元歴史学研究会委員長、歴史科学協議会代表理事
- 西成田豊 - 近現代日本経済史、一橋大学名誉教授、社会政策学会学術賞
- 上田辰之助 - 経済思想史、一橋大学名誉教授、元学士院会員、コンメンダトーリ・コローナ・イタリヤ章
- 大塚金之助 - 経済思想史、一橋大学名誉教授、元学士院会員、ドイツ国立図書館名誉終身閲覧者
- 津田内匠 - 経済思想史、一橋大学名誉教授、元経済学史学会代表幹事
- 堀潮 - 社会思想史、一橋大学名誉教授、元法政大教授
- 都築忠七 - 社会思想史、一橋大学名誉教授、学士院恩賜賞、元オックスフォード大学客員教授
- 西沢保 - 経済思想史、一橋大学名誉教授、元福田徳三研究会代表、元経済学史学会幹事

##### その他
- 栗生澤猛夫 - ロシア中近世史、北海道大学名誉教授・元文学研究科長、第6回木村彰一賞
- 夏井春喜 - 東洋史、北海道教育大学教授
- 竹中興慈 - アメリカ史、東北大学名誉教授、元日本アメリカ史学会副代表、元日本アメリカ経済史学会会長
- 芳井研一 - 日本近現代史、新潟大学名誉教授、元新潟史学会会長
- 功刀俊洋 - 日本政治史、福島大学副学長・教授、東京市政調査会藤田武夫賞
- 荒木田岳 - 地方制度史、福島大学教授
- 佐藤千登勢 - アメリカ現代史、筑波大学教授、元日本アメリカ学会運営委員会代表、アメリカ学会清水博賞
- 三宅明正 - 近現代日本労働史、千葉大学名誉教授、元ハイデルベルク大学招聘客員教授、冲永賞
- 小関悠一郎 - 日本近世史、千葉大学教授、徳川奨励賞
- 荒川章二 - 日本近現代史、国立歴史民俗博物館名誉教授、総合研究大学院大学名誉教授
- 弓削達 - 古代ローマ史、東京大学名誉教授、元フェリス女学院大学長、元学術会議会員
- 本村凌二 - 古代ローマ史、東京大学名誉教授、元地中海学会会長、サントリー学芸賞、JRA賞馬事文化賞
- 田原史起 - 中国近現代史、東京大学教授、アジア・太平洋賞大賞
- 三ツ井崇 - 朝鮮近現代史、東京大学教授
- 西田美昭 - 日本経済史、東京大学名誉教授、元オックスフォード大学客員教授、元ミラノ大学客員教授
- 岡田泰平 - 東南アジア近現代史、東京大学教授、地域研究コンソーシアム運営委員長
- 稲田雅洋 - 日本近代史、東京外国語大学名誉教授
- 二木博史 - モンゴル史、東京外国語大学教授、モンゴル北極星勲章
- 鈴木茂 - ブラジル近現代史、東京外国語大学教授、歴史学研究会編集長
- 佐藤公彦 - 東アジア近代史、東京外国語大学教授
- 矢島鈞次 - 経済思想史、東京工業大学名誉教授、元青山学院大学教授
- 徳増栄太郎 - 西洋経済史、横浜国立大学名誉教授
- 松元宏 - 日本経済史、横浜国立大学名誉教授・元副学長
- 縫田清二 - 社会思想史、横浜国立大学名誉教授、カンボジア政府文化功労賞、縫田曄子の夫
- 上杉忍 - アメリカ現代史、元横浜市立大学教授
- 野村真理 - 西洋中世史、金沢大学教授、学士院賞
- 久保亨 - 現代中国史、信州大学教授、歴史学研究会委員長
- 熊野聰 - 北欧中世史、名古屋大学名誉教授、元日本アイスランド学会長
- 春日豊 - 近現代日本経済史、名古屋大学名誉教授
- 黒川知文 - 西洋社会史、愛知教育大学教授、あかし文学賞、大畠記念学術研究奨励賞
- 真実一男 - 思想史、大阪市立大学名誉教授、元経済学史学会代表幹事
- 籠谷直人 - 日本近代史、京都大学教授
- 小関隆 - イギリス近代史、京都大学教授
- 賀川隆行 - 日本近世経済史、元大阪大学教授、三井文庫主任研究員
- 中嶋泉 - 美術史、大阪大学准教授、サントリー学芸賞、女性史青山なを賞
- 宮下孝吉 - 西洋経済史、神戸大学名誉教授、元日本学術会議会員
- 須崎慎一 - 日本近代史、神戸大学教授
- 松本俊郎 - 東洋経済史、岡山大学教授、日経・経済図書文化賞
- 纐纈厚 - 日本政治史、山口大学副学長・教授、軍事史学会阿南賞
- 武藤長蔵 - 日本経済史、元長崎高等商業学校教授
- 稲葉岩吉 - 朝鮮史、中国史、元満州建国大学教授、元朝鮮総督府朝鮮史編纂委員会幹事
- 今野国雄 - 西洋中世史、元青山学院大学教授
- 矢口孝次郎 - イギリス経済史、第22代関西大学長
- 片山慶隆 - 日本近代史、関西外国語大学教授
- 高島正憲 - 日本経済史、関西学院大学准教授、Economic History Association Larry Neal prize、日経・経済図書文化賞
- 林博史 - 現代史、関東学院大学教授、伊波普猷賞
- 野々瀬浩司 - 近世スイス史、慶応義塾大学教授
- 酒寄雅志 - 日本古代史、國學院栃木短期大学教授
- 夏目琢史 - 日本近世史、国士館大学准教授
- 小川和也 - 日本思想史、中京大学教授、サントリー学芸賞、芸術選奨新人賞、河上肇賞奨励賞
- 長谷川輝夫 - 近世フランス史、上智大学名誉教授
- 長田彰文 - 朝鮮近代史、上智大学教授
- 井上久士 - 中国近現代史、駿河台大学教授、日本中国友好協会副会長
- 佐々木克巳 - 西洋中世史、成蹊大名誉教授、元青山学院大教授
- 池上裕子 - 日本中世史、成蹊大学教授、角川源義賞
- 浅井良夫 - 日本経済史、成城大学教授
- 小倉裕児 - 日本現代史、創価大学教授、創価中学校・高等学校校歌作詞者
- 柴田善雅 - 日本経済史、大東文化大学教授、財務省財務総合政策研究所特別研究官
- 見市雅俊 - イギリス史、中央大学名誉教授
- 三浦陽一 - 日本現代史、中部大学国際人間学研究所長・教授、元延世大学校客員教授
- 長沼秀世 - アメリカ社会経済史、津田塾大学名誉教授
- 栗原福也 - 西洋史、東京女子大学名誉教授、元洋学史学会会長
- 越村勲 - クロアチア史、元東京造形大学教授、元東欧史研究会委員長
- 川越修 - 近現代ヨーロッパ社会経済史、同志社大学教授
- 庄司俊作 - 日本経済史、同志社大学教授、日本村落研究学会研究奨励賞、京都自治体問題研究所副理事長
- 山西龍郎 - 思想史、元東京都市大学教授、元日本ホルン協会副会長、元日本コルネット協会会長、芸術選奨新人賞
- 竹井英文 - 中近世移行史、東北学院大学准教授
- 千田稔 - 日本経済史、日本大学教授、イオンド大学教授
- 石井健 - イギリス近世史、北海学園大学教授
- 薩摩秀登 - 東欧中近世史、明治大学教授、元東欧史研究会委員長
- 高谷道男 - キリスト教経済文化史、元明治学院大学教授、キリスト教功労者
- 中島俊克 - 西洋経済史、立教大学教授
- 蔵持重裕 - 日本中世史、立教大学名誉教授
- 疋田康行 - 日本近現代史、立教大学名誉教授・元副総長、元私立大学情報教育協会副会長
- 赤井正二 - 社会文化史、立命館大学名誉教授
- 瀬畑源 - 日本近現代政治史、龍谷大学准教授、毎日出版文化賞
- 土屋礼子 - 日本メディア史、早稲田大学教授
- 後藤雄介 - ラテンアメリカ史、早稲田大学教授
- 大門正克 - 日本経済史、早稲田大学特任教授、元横浜国立大学副学長、歴史学研究会編集長
- 荒川憲一 - 比較戦争史、元防衛大学教授、国際安全保障学会最優秀出版奨励賞
- 尹明淑 - 日本近現代史、忠南大学校国家戦略研究所主任研究員、中国慰安婦問題研究センター客員研究員
- 保苅実 - 歴史学者、人類学者、梓会出版文化賞
- 寺田弥吉 - 日本思想史、元参謀本部主任研究員
- 石原保徳 - 近代精神史、元岩波書店編集者

#### その他

##### 一橋大教員
- 太田可夫 - 哲学、元一橋大教授
- 古賀英三郎 - 社会学、元一橋大学教授
- 渡辺雅男 - 社会学、一橋大学名誉教授、元ハイデルベルク大学客員教授
- 菊谷和宏 - 社会学、一橋大学教授、日本社会学史学会奨励賞
- 佐藤毅 - 社会心理学、一橋大学名誉教授、元法政大教授
- 安川一 - 社会学、一橋大学教授
- 倉田良樹 - 社会学、一橋大学名誉教授、福知山公立大学理事・副学長
- 山田哲也 - 教育社会学、一橋大学教授
- 石田忠 - 社会調査、一橋大学名誉教授、長崎被爆者調査を組織、元日本原水爆被害者団体協議会専門委員
- 高島善哉 - 社会思想史、一橋大学名誉教授、一橋大学社会学部創設に参画、初代社会学科長
- 鈴木秀勇 - 教育思想史、一橋大学名誉教授、元札幌大学学長
- 平子友長 - 社会思想史、一橋大学名誉教授、元フンボルト大学客員教授、元清華大学特聘教授、元MEGA編集委員会代表
- 關一 - 社会政策学、元東京高商教授、7代大阪市長、關淳一の祖父
- 美濃口時次郎 - 人口問題、元一橋大教授兼名古屋大教授、元企画院調査官
- 大陽寺順一 - 社会政策、一橋大学名誉教授、元社会政策学会代表幹事
- 高田一夫 - 社会政策、一橋大学名誉教授、元社会政策学会代表幹事
- 藤田伍一 - 社会政策、一橋大学名誉教授、第5代東京福祉大学学長
- 依光正哲 - 社会政策、一橋大学名誉教授、冲永賞
- 村瀬春雄 - 保険学の祖、元東京高商教授、元帝国海上保険副社長
- 石川文吾 - 保険学、東京商科大学名誉教授、元明治大教授
- 加藤由作 - 保険学、一橋大学名誉教授、初代日本保険学会理事長、日本人初国際保険学会理事
- 木村栄一 - 保険学、一橋大学名誉教授、元日本保険学会理事長、日本人初の国際保険学会議メダル、日経・経済図書文化賞
- 近見正彦 - 保険学、一橋大学名誉教授、元日本保険学会理事長、各務奨励賞
- 大林良一 - 保険学、一橋大学名誉教授、9代成城大学長
- 米山高生 - 保険学、一橋大学名誉教授、元アジア太平洋リスク保険学会（APRIA）会長、元生活経済学会会長、前島密賞
- 富沢賢治 - 生協研究、一橋大学名誉教授、元日本協同組合学会会長、協同総合研究所副理事長、福武直賞
- 江沢譲爾 - 経済地理学、元東京商科大学予科教授、経済地理学会初代会長
- 小原敬士 -  経済地理学、元一橋大学教授、元アメリカ学会会長
- 水岡不二雄 - 経済地理学、一橋大学教授、元香港大客員教授
- 児玉谷史朗 - 国際開発学、一橋大学名誉教授
- 山本武利 - メディア史、一橋大学名誉教授、早稲田大教授、日本出版学会賞、日本広告学会賞
- 田中克彦 - 社会言語学、一橋大学名誉教授、モンゴル国北極星勲章
- イ・ヨンスク - 社会言語学、一橋大学名誉教授、サントリー学芸賞
- 糟谷啓介 - 言語社会学、一橋大学名誉教授
- 田中正司 - 社会思想史、元一橋大学教授、元日本イギリス哲学会長
- 良知力 - 社会思想史、一橋大学名誉教授
- 森村敏己 - 社会思想史、一橋大学教授、渋沢・クローデル賞
- 足羽與志子 - 文化人類学、一橋大学名誉教授、元平和と和解の研究センター代表
- 井上義夫 - 英文学、一橋大学名誉教授、元ウィーン大学客員教授、和辻哲郎文化賞
- 河野真太郎 - 英文学、一橋大学准教授
- 福島知己 - 仏文学、一橋大学専門助手
- 坂内徳明 - ロシア文学、一橋大学教授
- 関啓子 - 教育学、一橋大学名誉教授
- 本多謙三 - 哲学、元東京商科大学教授、唯物論研究会発起人
- 島崎隆 - 哲学、一橋大学名誉教授
- 坂元ひろ子 - 中国思想文化史、一橋大学名誉教授、元日本現代中国学会理事長、元中国社会文化学会会長
- 山田欽一 - 数学、一橋大学名誉教授、元青山学院大学教授

##### その他
- 照井日出喜 - 芸術社会学、北見工業大学教授
- 高野敏行 - 哲学、元釧路公立大学学長、元公立大学協会北海道・東北地区協議会議長
- 入江良平 - ユング心理学、青森県立保健大学教授
- 栗林均 - 言語学、東北大学名誉教授、金田一京助博士記念賞
- 古賀豊 - メディア論、新潟大学准教授
- 藤井一行 - ロシア社会思想、富山大学名誉教授
- 金子幸代 - 日本文学、富山大学名誉教授、やまなし文学賞
- 豊泉周治 - 社会学、群馬大学教授、元群馬大学教職員組合書記長
- 柴田知薫子 - 英語学、群馬大学准教授
- 小竹裕人 - 図書館情報学、群馬大学准教授
- 小川弘 - 哲学、元筑波大学教授
- 塚本嘉寿 - 心理学、埼玉大学名誉教授
- 石戸教嗣 - 教育社会学、埼玉大学名誉教授
- 牧陽一 - 中国文学、埼玉大学教授、湯浅芳子賞
- 大田俊寛 - 宗教学、埼玉大学講師
- 原田隆之 - 心理学、筑波大学教授、東京大客員教授、公認心理師、臨床心理士
- 天野郁夫 - 教育社会学、東京大学名誉教授、元教育社会学会長、元学術会議会員
- 恒吉僚子 - 教育社会学、東京大学名誉教授、元東京大学教育学部附属中等教育学校校長、文京学院大学副学長
- 佐藤博樹 - 産業社会学、東京大学名誉教授、冲永賞
- 栖原暁 - 社会学、元東京大学国際センター長・教授
- 山岸俊男 - 社会心理学、東京大学特任教授、北海道大名誉教授、文化功労者、紫綬褒章
- 直野敦 - ロシア東欧文学、東京大学名誉教授
- 大貫隆 - 新約聖書学、東京大学名誉教授、宗教学会賞、日本翻訳文化賞
- 柴田寿子 - 政治思想史、元東京大学教授
- 山脇直司 - 公共哲学、東京大学名誉教授、星槎大学学長
- 安藤慶明 - 科学行政、東京大学特任教授、東京大総長特任補佐、元科学技術振興機構理事
- 出口剛司 - 社会学、東京大学教授、日本社会学史学会奨励賞
- 渡辺雅司 - ロシア文学、東京外国語大学名誉教授
- 深澤秀夫 - 文化人類学、東京外国語大学教授
- 加藤秀俊 - 社会学、元放送教育開発センター所長、外務大臣賞、郵政大臣賞
- 陣内靖彦 - 教育社会学、東京学芸大学名誉教授、元日本教師教育学会長
- 黒沢惟昭 - 教育学、元東京学芸大学教授、東北師範大学名誉教授、元神奈川県高等学校教育会館教育研究所代表
- 加茂儀一 - 科学史、元東京工業大学教授、元日本科学史学会会長
- 加藤光也 - 英文学、元東京都立大学教授
- 福島富士男 - アフリカ文学、東京都立大学教授
- 丹野清人 - 労働社会学、東京都立大学教授
- 西山雄二 - 現代哲学、東京都立大学教授
- 長縄光男 - ロシア社会思想、横浜国立大学名誉教授、元モスクワ大客員教授、日本翻訳文化大賞、木村彰一賞
- 早瀬利雄 - 社会学、横浜市立大学名誉教授、元全国高商文化聯合会副会長
- 中西新太郎 - 文化社会学、横浜市立大学名誉教授、元唯物論研究会委員長
- 後藤道夫 - 社会哲学、都留文科大学名誉教授、非営利・協同総合研究所副理事長
- 青木深 - 人類学、都留文科大学教授、サントリー学芸賞、アメリカ歴史家協会デヴィッド・ティーレン賞
- 山本浩貴 - 文化研究、金沢美術工芸大学講師、美術批評家
- 田島慶吾 - 経済思想、静岡大学教授
- 小島茂 - 社会学、元静岡県立大学教授
- 奈倉京子 - 文化人類学、静岡県立大学教授、日本華僑華人学会研究奨励賞
- 米山優子 - 英文学、静岡県立大学准教授、日本カレドニア学会学術奨励賞
- 水田洋 - 社会思想史、名古屋大学名誉教授、日本学士院会員、18世紀スコットランド研究国際学会生涯業績賞
- 米山優 - 哲学、名古屋大学名誉教授
- 佐野直子 - 言語学、名古屋市立大学准教授
- 竹内章郎 - 哲学、岐阜大学教授、元唯物論研究協会委員長
- 加藤剛 - 比較社会学、東南アジア地域研究、京都大学名誉教授、元東南アジア史学会会長
- 北畠能房 - 環境問題、京都大学名誉教授、小松天満宮宮司
- 大河内泰樹 - 哲学、京都大学教授、日本ヘーゲル学会研究奨励賞
- 片野実之助 - 保険学、元大阪高等商業学校校長、元太平洋海上火災保険監査役
- 左近毅 - ロシア思想、大阪市立大学名誉教授、元日本スラブ東欧学会理事長、日本翻訳文化賞
- 佐野一彦 - 哲学、元神戸商業大学（現神戸大学）教授、ドイツ学士院フンボルト賞
- 八木助市 - 社会政策学、神戸大学名誉教授
- 水島一也 - 保険学、神戸大学名誉教授、保険審議会長
- 梅屋潔 - 文化人類学、神戸大学教授
- 藤山浩 - 中山間地域政策、元島根県中山間地域研究センター研究統括、「田園回帰1％戦略」提唱
- 山本健兒 - 経済地理学、九州大学名誉教授、経済地理学会会長、フィリップ・フランツ・フォン・ジーボルト賞
- 戸田清 - 社会学、長崎大学教授、長崎県民間教育団体連絡協議会会長、獣医師
- 櫻井芳生 - 社会学、鹿児島大学教授
- 浅野順一 - 旧約聖書学、青山学院大学名誉教授、キリスト教功労者、記念して浅野順一賞が創設
- 石畑良太郎 - 社会政策学、青山学院大学名誉教授、元社会政策学会代表幹事、元日米大学野球選手権大会日本代表団長
- 坂井晴彦 - 英米児童文学、青山学院女子短大学名誉教授
- 広瀬大介 - 音楽学、音楽評論家、青山学院大学教授、元日本リヒャルト・シュトラウス協会事務局長
- 安原和雄 - 仏教学、足利工業大学名誉教授、元毎日新聞論説委員
- 塚越健司 - 社会学、城西大学助教
- 香月洋一郎 - 民俗学、元神奈川大学日本常民文化研究所所長・教授
- 小馬徹 - 文化人類学、神奈川大学教授、毎日21世紀賞、毎日出版文化賞、西日本文化賞
- 熊谷明泰 - 社会言語学、関西大学教授、東崇学術賞
- 植村邦彦 - 社会思想史、関西大学教授
- 鳥羽美鈴 - フランコフォニー研究、関西学院大教授、日仏社会学会奨励賞
- 折橋徹彦 - 社会心理学、関東学院大学名誉教授
- 渡辺憲正 社会学、関東学院大学教授・元副学長、元唯物論研究協会委員長
- 白井聡 - 政治思想、京都精華大学准教授、いける本大賞、石橋湛山賞、角川財団学芸賞
- 蔭山宏 - 政治思想史、慶應義塾大学名誉教授
- 佐藤元状 - 英文学、慶應義塾大学教授、表象文化論学会賞
- 宮川祥子 - 情報学、慶應義塾大学准教授
- 山崎聡一郎 - 教育研究者、写真家、俳優、慶應義塾大学SFC研究所員
- 崎村夏彦 - デジタルアイデンティティ研究、OpenID Foundation 理事長、Kantara Initiative 理事
- 淵田仁 - 哲学、城西大学助教、渋沢・クローデル賞奨励賞
- 藤村正之 - 福祉社会学、上智大学副学長・教授、元関東社会学会会長
- 小山路男 - 社会保障論、元上智大学教授、元社会保障研究所（現国立社会保障・人口問題研究所）所長
- 木村護郎クリストフ - 社会言語学、上智大学教授
- 角田史幸 - 哲学、秀明大学教授
- フフバートル - 言語学、昭和女子大学教授、内モンゴル大学客員教授
- 阿久戸光晴 - 神学、学校法人聖学院名誉院長、元聖学院大学学長、福岡女学院大学学長
- 石川弘義 - 社会心理学、成城大学名誉教授、元大衆文学研究会会長
- 山田高生 - 社会政策、成城大名誉教授
- 木村周市朗 - 経済思想、成城大学経済学部長、学士院賞
- 森周子 - 社会政策、成城大学教授、経済社会学会高田保馬奨励賞
- 川上源太郎 - 社会学、元清泉女学院大学副学長
- 相馬勝夫 - 保険学、元専修大学理事長・総長・学長
- 加藤栄 - ベトナム研究、大東文化大学准教授
- 南亮三郎 - 人口学、元中央大学教授、元北海道立労働科学研究所長、元日本人口学会会長、藍綬褒章
- 武藤光朗 - 社会思想、元中央大学教授、元民主社会主義研究会議議長
- 西亮太 - 英文学、中央大学准教授
- 海部健三 - 保全生態学、中央大学准教授、日本水産学会論文賞
- 矢島悦太郎 - 社会政策、中央大学名誉教授、元社会政策学会代表幹事
- ましこ・ひでのり - 社会学、中京大学教授、日本解放社会学会理事
- 松田茂樹 - 社会学、中京大学教授
- 常見陽平 - 社会学、働き方評論家、作家、千葉商科大学准教授
- 中村貞二 - 社会学、東京経済大学名誉教授
- 奥山正司 - 福祉社会学、東京経済大学教授
- 佐々木裕一 - 社会学、東京経済大学教授、テレコム社会科学賞奨励賞
- 吉田映子 - 英文学、元東京女子医科大学看護短期大学教授
- 北條文緒 - 英文学、東京女子大学名誉教授、日本翻訳文化賞
- 伊奈正人 - 社会学、東京女子大学教授
- 森千香子 - 社会学、同志社大学教授、渋沢クローデル賞、大佛次郎論壇賞
- 南川文里 - 社会学、同志社大学教授、日本アメリカ史学会運営代表、大平正芳記念賞、アメリカ学会中原伸之賞
- 尹慧瑛 - 北アイルランド研究、同志社大学教授
- 根村亮 - ロシア思想史、新潟工科大教授、丸谷才一の子
- 片山善博 - 哲学、日本福祉大学教授
- 萩野貞樹 - 国語学、元産業能率大学教授、月刊文法賞、自由新人賞
- 浅野正 - 心理学、文教大学准教授、元東京拘置所統括矯正処遇官
- 上林千恵子 - 産業社会学、法政大学名誉教授、元ケンブリッジ大客員教授、冲永賞受賞
- 壽福眞美 - ドイツ社会思想、法政大学教授
- 石山恒貴 - 雇用政策、法政大学教授、日本労務学会副会長
- 田澤耕 - カタルーニャ語、法政大額教授、外務大臣表彰、サン・ジョルディ十字勲章
- 田中研之輔 - 社会学、法政大学教授、Glosa社長、YouTeacher副社長
- 市川孝一 - 社会心理学、明治大学教授
- 印南博吉 - 保険学、明治大学名誉教授、全国生活協同組合連合会初代理事長
- 合田正人 - 現代フランス哲学、明治大学教授
- 阿部志郎 - 福祉理論、元明治学院理事長、元東京女子大学理事長、キリスト教功労者
- 加藤秀一 - ジェンダー研究、明治学院大学教授
- 稲葉振一郎 - 社会倫理学、明治学院大学教授
- 鳴海四郎 - 英文学、元立教大額教授
- 田崎英明 - 身体社会論、立教大学教授
- 奥野克巳 - 文化人類学、立教大学教授
- 橋本栄莉 - 文化人類学、立教大学准教授、日本霊長類学会高島賞、国際宗教研究所賞
- 佐々木隆治 - マルクス研究、立教大学経済研究所副所長、日本MEGA編集委員
- 佐藤春吉 - 哲学、立命館大学名誉教授
- 筒井淳也 - 社会学、立命館大学教授、元トロント大学客員教授、日本数理社会学会副会長、不動産協会賞、新書大賞入賞
- 吉田誠 - 社会学、立命館大学教授、日本労働社会学会代表幹事
- 松村一男 - 神話学、和光大額教授
- 丸山不二夫 - 教育哲学、稚内北星学園大学初代学長、元早稲田大学客員教授、sMedio技術顧問
- 谷川建司 - メディア論、早稲田大学教授、京都映画文化賞
- 中村隆之 - 仏文学、早稲田大学教授
- 野上元 - 社会学、早稲田大学教授、元戦争社会学研究会代表
- 樋口直人 - 社会学、早稲田大学教授、元フリードリヒ・アレクサンダー大学エアランゲン＝ニュルンベルク客員教授
- 黒田俊夫 - 人口学、元厚生省人口問題研究所所長、元日本人口学会会長、国連人口賞
- 石黒圭 - 言語学、国立国語研究所教授、日本語教育学会奨励賞
- 新井紀子 - 数学、国立情報学研究所社会共有知研究センター長・教授、日本エッセイスト・クラブ賞、文部科学大臣表彰
- 藤本満 - キリスト教神学、イムマヌエル聖宣神学院学監・教授
- 津村俊夫 - 旧約聖書学、聖書宣教会教師、元新改訳聖書刊行会理事長
- アーデル・アミン・サーレ - 社会言語学、カイロ大学教授
- ウィチャイ・ピァンヌコチョン - 言語教育学、タイ国立教育研究所研究員
- 松本和男 - 近代日本文学、元和光経済研究所副社長、元日本経済新聞記者
- 今野晴貴 - 労働社会学、POSSE代表理事、大佛次郎論壇賞、日本労働社会学会奨励賞
- 豊永耕平 - 社会学、近畿大学講師
- 近藤貢 - 新聞学、元日本新聞協会嘱託

### 文学
- 二葉亭四迷 - 小説家、東京商業学校第三部中退
- 永井荷風 - 小説家、文化勲章、元日本芸術院会員、元慶應義塾大学教授、東京高等商業学校附属外国語学校除籍
- 池河連 - 小説家、第1回朝鮮文学賞、元朝鮮文学家同盟常任委員
- 中村花痩 - 小説家、俳人
- 北町一郎 - 小説家、元婦女界編集長、日本児童文芸家協会児童文化功労者
- 石原慎太郎 - 小説家、芥川賞、芸術選奨大臣賞、文學界新人賞、芥川賞選考委員、東京都知事
- 田中康夫 - 小説家、文藝賞、元文藝賞選考委員、元長野県知事、参議院議員
- 城山三郎 - 小説家、直木賞、朝日賞、吉川英治文学賞、菊池寛賞、紫綬褒章辞退、元直木賞選考委員
- 氷川瓏 - 小説家、探偵作家クラブ新人奨励賞、文学造型主宰
- 白川道 - 小説家
- 森田誠吾 - 小説家、直木賞、元精美堂社長
- 武田八洲満 - 小説家、オール讀物新人賞
- 岩井三四二 - 小説家、小説現代新人賞、歴史群像大賞、松本清張賞、歴史文学賞、中山義秀文学賞
- 吉村達也 - 小説家、推理作家、ベストセラー多数、元ニッポン放送プロデューサー
- 太朗想史郎 - 小説家、『このミステリーがすごい!』大賞
- 両角長彦 - 小説家、日本ミステリー文学大賞新人賞
- 前川裕 - 小説家、日本ミステリー文学大賞新人賞、元スタンフォード大学客員教授
- 田村和大 - 小説家、『このミステリーがすごい!』大賞優秀賞、弁護士
- 黒武洋 - 小説家、ホラーサスペンス大賞
- 高野亘 - 小説家、群像新人文学賞
- 五味川純平 - 反戦作家、菊池寛賞
- 北岡耕二 - 小説家、文學界新人賞、元電通職員
- 中原文夫 - 小説家、歌人、俳人
- 安斎あざみ - 小説家、文學界新人賞
- 島内透 - 小説家
- 松波太郎 - 小説家、文學界新人賞、野間文芸新人賞
- 田中融二 - 小説家、翻訳家、文學界新人賞
- 波多野聖 - 小説家、ファンド・マネージャー、元日興アセットマネジメント藤原オフィス代表
- 大薗治夫 - 小説家、元上海エクスプローラー代表取締役、元上海領事
- 早瀬耕 - 小説家
- 佐伯琴子 - 小説家、フリーライター、日経小説大賞
- 二宮敦人 - 小説家
- 平戸萌 - 小説家、氷室冴子青春文学賞大賞
- 門田充宏 - SF作家、創元SF短編賞
- 奈街三郎 - 児童文学者、第1回小学館児童出版文化賞、文部大臣賞
- 室町京之介 - 芸作家、浪曲作家、香具師、『岸壁の母』原作者
- 丸岡九華 - 詩人、小説家、尾崎紅葉らと硯友社設立
- 森川葵村 - 詩人、元北洋火薬社長
- 北村初雄 - 詩人、夭逝
- 金洙暎 - 詩人、韓国詩人協会賞
- 燕石猷 - 詩人、元三省堂営業部長
- 平出隆 - 詩人、芸術選奨大臣賞、藤村記念歴程賞、元ベルリン自由大学客員教授
- 金素月 - 詩人、大韓民国文化体育観光部この月の文化人物選出
- 丸山芳良 - 歌人
- 山下陸奥 - 歌人、元歌会始選者、相田みつをの師
- 秋村功 - 歌人、現代短歌評論賞、元国際湖沼環境委員会顧問、元国際連合環境計画支援措置部長
- 河路由佳 - 歌人、日本語教育学、現代短歌評論賞優秀作、元東京外国語大教授、元新宿日本語学校特任副校長
- 浦野敬 - 歌人、元佐賀県立佐賀商業学校校長
- 三井修 - 歌人、現代歌人協会賞、日本歌人クラブ賞
- 神崎縷々 - 俳人、倉田主税の弟
- 岩田鳴球 - 俳人、元大本統理補、元天声社社長
- 松原地蔵尊 - 俳人、元山一証券監査役幹事長、元小柳証券参与
- 筑紫磐井 - 俳人、元文部科学省科学技術政策研究所長、俳人協会評論賞、加藤郁乎賞、正岡子規国際俳句賞特別賞、加美俳句大賞
- 堀切克洋 - 俳人、演劇研究、北斗賞、俳人協会新鋭評論賞大賞、石田波郷新人賞奨励賞
- 伊藤整 - 文芸評論家、小説家、日本芸術院賞、元日本芸術院会員、元日本近代文学館理事長、東商大中退
- 村上一郎 - 文芸評論家、歌人、小説家、「無名鬼」主宰、自刃
- 桶谷秀昭 - 文芸評論家、紫綬褒章、芸術選奨大臣賞、伊藤整文学賞、毎日出版文化賞、元日本近代文学館理事
- 樋口覚 - 文芸評論家、芸術選奨大臣賞、三島由紀夫賞、日本近代文学館専務理事
- 瀬沼茂樹 - 文芸評論家、読売文学賞、元日本近代文学館専務理事、元日本ペンクラブ理事
- 河内厚郎 - 文芸評論家、「関西文學」編集長、読売賞、咲くやこの花賞、宝塚市文化功労賞
- 丸川哲史 - 文芸評論家、群像新人賞評論部門優秀賞、明治大教授
- 紺野馨 - 文芸評論家、群像新人文学賞、桜美林大准教授
- 晏妮 - 映画評論家、芸術選奨文部科学大臣賞、日本映画大特任教授
- 三浦哲哉 - 映画批評家、青山学院大教授、Image.Fukushima代表
- 暮沢剛巳 - 美術評論家、東京工科大教授
- 近藤孝太郎 - 評論家、社会運動家、元音楽新聞編集長、元東京石川島造船所産業報告文化部長
- 折原脩三 - 評論家、元思想の科学研究会会長
- 平井潔 - 評論家、社会運動家、武蔵野市議会議員
- 綿野恵太 - 評論家、紀伊國屋じんぶん大賞2位
- 平山雄一 - ポピュラー音楽評論家、俳人
- 遠藤為春 - 歌舞伎研究家、元新橋演舞場常務、元松竹相談役、藍綬褒章
- 江島伊兵衛 - 能楽研究家、元わんや書店社長、元野上記念法政大学能楽研究所顧問
- 鹿島宗二郎  - 諜報員、元上海申報社論説委員長
- 伊藤礼 - エッセイスト、英文学者、講談社エッセイ賞、元日本大学芸術学部教授、伊藤整次男
- 河村幹夫 - エッセイスト、日本エッセイストクラブ賞、元三菱商事取締役
- 加藤ジャンプ - ライター、イラストレーター
- 田中西二郎 - 翻訳家
- 小西宏 - 翻訳家、法学者、元専修大教授
- 川勝久 - 翻訳家、元淑徳大教授
- 髙橋洋一 - 翻訳家、フランス文学者、評論家
- 大野純一 - 翻訳家
- 佐倉潤吾 - 翻訳家、元毎日新聞論説委員
- 村崎敏郎 - 翻訳家、演劇活動家、元武蔵野高等学校教諭
- 松山宗彦 - ポーカー戦略書翻訳家

### 音楽
- 河原泰則 - ケルン放送交響楽団首席コントラバス奏者、ジュネーヴ国際音楽コンクール最高位、Neue Musikzeitung年間ベストCD
- 渡邊順生 - チェンバロ奏者、アムステルダム音楽院最高栄誉賞、サントリー音楽賞、レコードアカデミー賞
- 山田穣 - サックス奏者、ハイネケン・ジャズ・コンペティション サックス部門グランプリ
- 狩野泰一 - 篠笛奏者、元鼓童メンバー
- ケン・イシイ - ミュージシャン、イギリス"N.M.E."誌テクノ・チャート1位、ibiza DJ Awardsテクノ部門グランプリ
- 水野良樹 - ミュージシャン、いきものがかりリーダー
- 山本コウタロー - フォークソングシンガー、第12回日本レコード大賞新人賞、「岬めぐり」等、白鷗大学教授
- NAHKI - レゲエミュージシャン、レゲエDJ
- GASHIMA - ラッパー、作詞家、作曲家、WHITE JAMメンバー
- 高橋健太郎 - 音楽評論家、音楽プロデューサー、編曲家、作曲家、作詞家、DJ
- 水野有平 - 作曲家、作詞家、CMプランナー、グーグル執行役員、YouTubeパートナーシップ日本代表
- 長谷部徹 - 作曲家、編曲家、画家、ザテレビジョンドラマアカデミー賞劇中音楽賞
- 小松一也 - 作曲家、編曲家、作詞家、第49回日本レコード大賞金賞『LOVE IS THE GREATEST THING』編曲
- 小林純生 - 作曲家、言語学者、欧州文化首都ヴロツワフ国際作曲コンクール1位

### 美術
- 中村清太郎 - 山岳画家、登山家、日本山岳画協会設立者、クモマツマキチョウ発見者
- 鈴木のりたけ - 絵本作家、イラストレーター、小学館児童出版文化賞、日本絵本賞読者賞
- 尾崎洵盛 - 陶磁器研究家、元上海総領事事務代理、元外務省参事官
- 小山富士夫 - 陶芸家、陶磁学者、元文化財保護委、東洋陶磁学会を設立、現代陶芸の父、芸術選奨
- 大竹英洋 - 自然写真家、土門拳賞、日経ナショナル ジオグラフィック写真賞最優秀賞
- 大原あかね - 大原美術館理事長、文化庁長官表彰、大原家10代目
- 成相肇 - 東京国立近代美術館主任研究員、美術評論家、倫雅美術奨励賞、美連協カタログ論文賞
- 松浦宰 - 彫刻家、日本彫刻会展覧会、東京都北区美術会

### 芸能・演劇・映画
- 津村禮次郎 - 能楽師、人間国宝、観世流シテ方、緑泉会主
- 飯冨章宏 - 能楽師、人間国宝、元福岡市能楽協議会会長
- 重藤暁 - 演芸学者、常磐津節太夫、江戸川大学特別講師
- 三遊亭らん丈 - 落語家（落語協会・真打）、東京都町田市議会議員
- 久米明 - 声優、ナレーター、俳優、劇団昴所属、紫綬褒章
- 小池博史 - 演出家、映画監督、パパ・タラフマラ芸術監督、元武蔵野美術大学教授
- 河西裕介 - 劇作家、演出家、俳優、劇団Straw&Berry主宰
- 下平慶祐 - 舞台演出家、脚本家、翻訳家、もぴプロジェクト主宰、佐藤佐吉賞優秀脚本賞
- 小川摩利子 - 舞台女優、パパ・タラフマラ主演女優、叡伝発酵食品代表取締役
- 尹白南 - 俳優、映画監督、脚本家、小説家、元朝鮮映画建設本部本部長兼代表委員長
- 中村栄二 - 俳優、「部長刑事」初代部長刑事役
- 広田豹 - 俳優、ナレーター、MC、演出家
- 阪口采香 - 女優、弁護士
- 篠塚大輝 - アイドル、timeleszメンバー（在学中）
- 西村潔 - 映画監督、「あぶない刑事」の監督等、入水自殺
- 斎藤光正 - 映画監督、「戦国自衛隊」等
- 井川広太郎 - 映画監督、「東京失格」
- 児玉和土 - 映画監督、CO2エキシビション・グランプリ受賞、「封印映像」シリーズ
- 三宅唱 - 映画監督、芸術選奨新人賞、日本アカデミー賞優秀監督賞
- 篠原利恵 - ドキュメンタリー監督、テレビディレクター、全日本テレビ番組製作社連盟優秀新人賞
- 川邊一外 - 脚本家、ゲームシナリオライター、元松竹シナリオ研究所長
- 中野なかるてぃん - お笑い芸人（ナイチンゲールダンス）
- 中田和伸 - お笑い芸人（さすらいラビー）
- かべ - YouTuber、雷獣メンバー
- 雷蕾 - YouTuber、シンフロンテレラ社長、アドベンチャー取締役、ヨシムラ・フード・ホールディングス監査役
- ヤンチャン - YouTuber、在大阪中華人民共和国総領事館広報アドバイザー

### 漫画・アニメーション
- 黒田硫黄 - 漫画家、文化庁メディア芸術祭マンガ部門大賞文部科学大臣賞、四季大賞
- 吉住渉 - 漫画家、元りぼん新人漫画賞審査員、『ママレード・ボーイ』等
- 倉田真由美 - 漫画家、『だめんず・うぉ〜か〜』、元NHK経営委員
- 大越農子 - 漫画家、イラストレーター、北海道議会議員
- 今田智憲 - 元東映アニメーション社長・会長、元タバック社長、元東映ビデオ社長
- 竹下良平 - アニメーション監督、アニメーション演出家
- 鶴宏明 - アニメーションプロデューサー、元ポケモン代表取締役、江副記念リクルート財団代表理事

### スポーツ
- 大森兵蔵 - スポーツ指導者、日本オリンピック委員会設立者、日本体育協会設立者
- 浦松佐美太郎 - 登山家、評論家
- 吉沢一郎 - 登山家、元日本山岳会副会長、元奥アマゾン探検隊派遣本部長、元英国山岳会会員
- 望月達夫 - 登山家、元新和光投資委託社長・会長、元和光証券副社長
- 荒川優 - 陸上選手、スポーツクラウド社長、スプリントコーチ、小学校走指導プロジェクト日本代表コーチ
- 清川正二 - 水泳選手、ロサンゼルスオリンピック100ｍ背泳ぎ金・ベルリンオリンピック100m背泳ぎ銅メダリスト、日本人初IOC副会長
- 山本紘之 - 水球選手・指導者、UNITED・ウォーターポロクラブ代表
- 中野紘志 - ボート選手、日本人初世界U23ボート選手権銀メダル
- 荒川龍太 - ボート選手、2018年アジア競技大会ボート男子シングルスカル銅メダル
- 柏尾誠一郎 - テニス選手、熊谷一弥とともに日本初のオリンピックメダリスト
- 清水善造 - テニス選手、日本人で初めてウィンブルドン出場、オールカマーズ決勝進出、1921年世界ランキング4位
- 岡本忠 - テニス選手、パリオリンピック日本代表、元第一通商社長
- 柴田勝見 - フィールドホッケー選手、ロサンゼルスオリンピック銀メダル
- 脇坂貞夫 - フィールドホッケー選手、ベルリンオリンピック日本代表
- 倉内大次 - フィールドホッケー選手、ベルリンオリンピック日本代表
- 宇佐美敏夫 - フィールドホッケー選手、ロサンゼルスオリンピック銀メダル、元日本ホッケー協会名誉副会長
- 植田義巳 - バスケットボール選手、全日本総合バスケットボール選手権大会優勝、日本人初FIBA殿堂
- ワイス団 - バスケットボール選手、2006年バスケットボール世界選手権組織委員
- 井上信 - ゴルフプレーヤー、日本人初の日本アマチュアゴルフ選手権競技優勝者
- 川崎肇 - ゴルフプレーヤー、日本人2人目の日本アマチュアゴルフ選手権競技優勝者、元川崎信託社長
- 小手川準 - 日本中央競馬会調教師
- 儀間真謹 - 空手家、儀間派松濤館流最高師範、元全日本空手道連盟相談役、元鹿島建設参与
- 浜井識安 - 極真空手家、極真奨学会国際空手道連盟極真会館浜井派代表、極真奨学会理事
- 時津賢児 - 武道家、自成道代表、ソルボンヌ文化人類学研究所研究員、元パリ第5大学講師
- 石川晋也 - プロレスラー、大日本プロレス所属、第4代BJW認定世界ストロングヘビー級王座、第28代BJW認定タッグ王座
- Jimexlatino - 競技ダンサー、パフォーマンスアーティスト、ヘブンアーティスト
- 平田直也 - メモリースポーツ日本チャンピオン、メモリースポーツ指導者

### その他
- 木村晴美 - 国立障害者リハビリテーションセンター学院教官、NHK手話ニュース845キャスター
- 田中太郎 - 社会事業家、元東京市養育院院長
- 北川久 - エスペランティスト、編集者、翻訳家
- 宮崎省吾 - 市民運動家、貿易商、元国鉄横浜新貨物線反対同盟連合協議会事務局長
- 馮正虎 - 人権活動家、元中国企業発展研究所所長
- 伊東壮 - 元日本原水爆被害者団体協議会代表委員、元山梨大学長
- 奥田愛基 - 市民運動家、SEALDs創設者
- 元山仁士郎 - 市民運動家、法政大学沖縄文化研究所奨励研究員
- 逢見直人 - 元日本労働組合総連合会会長代行、元全国繊維化学食品流通サービス一般労働組合同盟会長、富士社会教育センター理事長
- 松中権 - グッド・エイジング・エールズ代表、若者力大賞ユースリーダー賞
- 小沼大地 - NPO法人クロスフィールズ代表
- 関野吉晴 - 冒険家、外科医、植村直己冒険賞、武蔵野美術大教授
- 五味常明 - 外科医、体臭・多汗研究所所長、日本心療外科研究会代表
- 鈴木ゆめ - 内科医、横浜市立大学附属病院神経内科教授、元ベイラー医科大学客員講師
- 大田健次郎 - 精神療法家、マインドフルネス総合研究所理事長、日本マインドフルネス精神療法協会理事
- 小松揮世久 - 伊勢神宮大宮司、神宮司庁代表役員、元霞会館理事
- 濱尾文郎 - 元カトリック教会枢機卿、元カトリック中央協議会会長
- 好本督 - 元日本盲人キリスト教伝道協議会議長、点字毎日文化賞、「日本盲界の父」
- 山本邦之助 - 東京YMCA第2代総主事、元青山学院高等学部商科長、元日本ペルー協会顧問
- 外村義郎 - 日本キリスト教会信徒伝道者
- 中川健一 - ハーベスト・タイム・ミニストリーズ代表
- 早川健太 - プロ雀士
- 能勢一幸 - クイズ王、アメリカ横断ウルトラクイズ第15回優勝者、クイズ$ミリオネア1000万獲得者